# Schlosspark Nymphenburg
Der Nymphenburger Schlosspark ist eines der größten und bedeutendsten Gartenkunstwerke Deutschlands. Er bildet mit dem Schloss Nymphenburg und den Parkburgen eine Einheit. Die Anlage liegt im Westen Münchens im nach dem Schloss benannten Stadtbezirk Neuhausen-Nymphenburg an der Grenze zu Pasing-Obermenzing. Der Park steht als Gartenkunstwerk unter Denkmalschutz und ist Landschaftsschutzgebiet. Fast sein gesamtes Gebiet ist darüber hinaus auch als Natura2000-Gebiet gemeldet.
Die kunstvolle Verknüpfung von formalem Garten und Landschaftspark gilt als Meisterwerk der Gartenkunst und macht die Gesamtanlage aus Schloss und Park zu einer vielbesuchten Attraktion. Sie wird an ihrer östlichen, der Stadt zugewandten Seite vom Nymphenburger Schloss mit dem vorgelagerten Schlossrondell begrenzt. Von allen anderen Seiten ist sie weitgehend von der historischen Gartenmauer umschlossen. Nach Norden schließt sich der Botanische Garten an und dahinter, jenseits der Menzinger Straße, das Kapuzinerhölzl.
Vorbilder für den ursprünglichen Barockgarten waren die französischen Gärten von Schloss Vaux-le-Vicomte und Schloss Versailles. Die heutige Gestalt ist das Ergebnis der grundlegenden Umgestaltung durch Friedrich Ludwig Sckell ab 1799. Der Park innerhalb der Gartenmauer hat eine Größe von 180 Hektar, die Fläche der gesamten Anlage beträgt 229 Hektar.

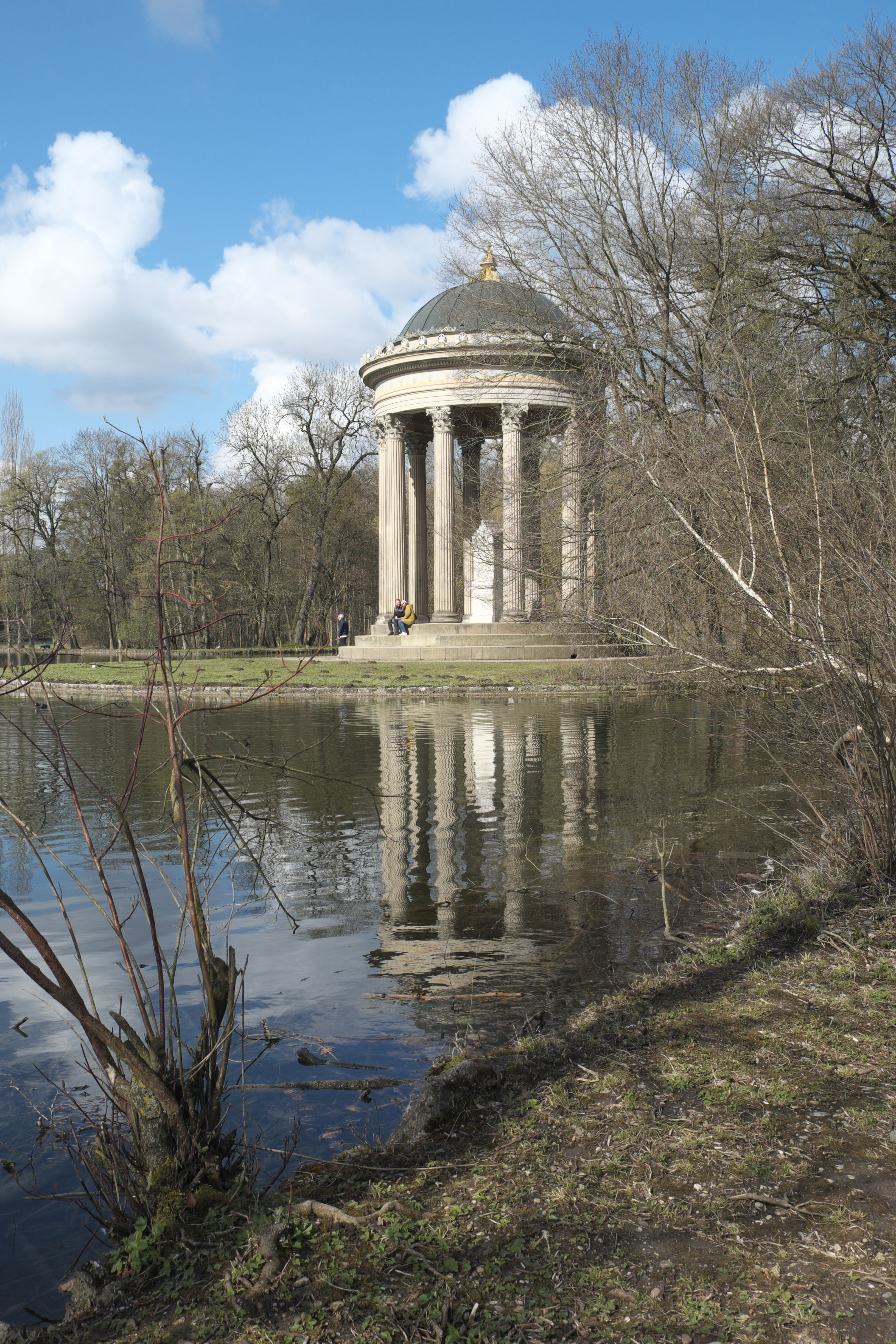
Apollotempel

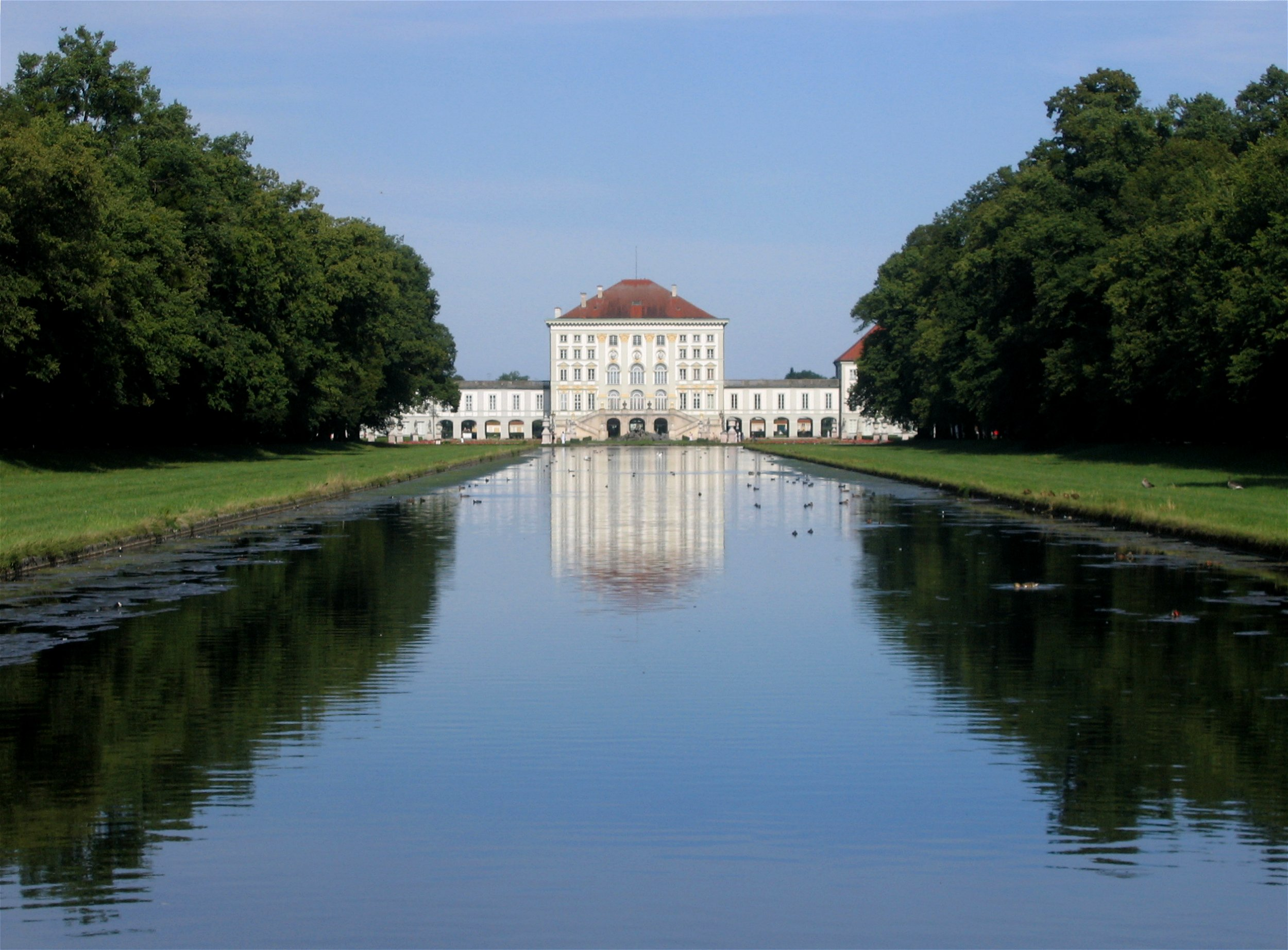
Blick vom Mittelkanal auf das Schloss

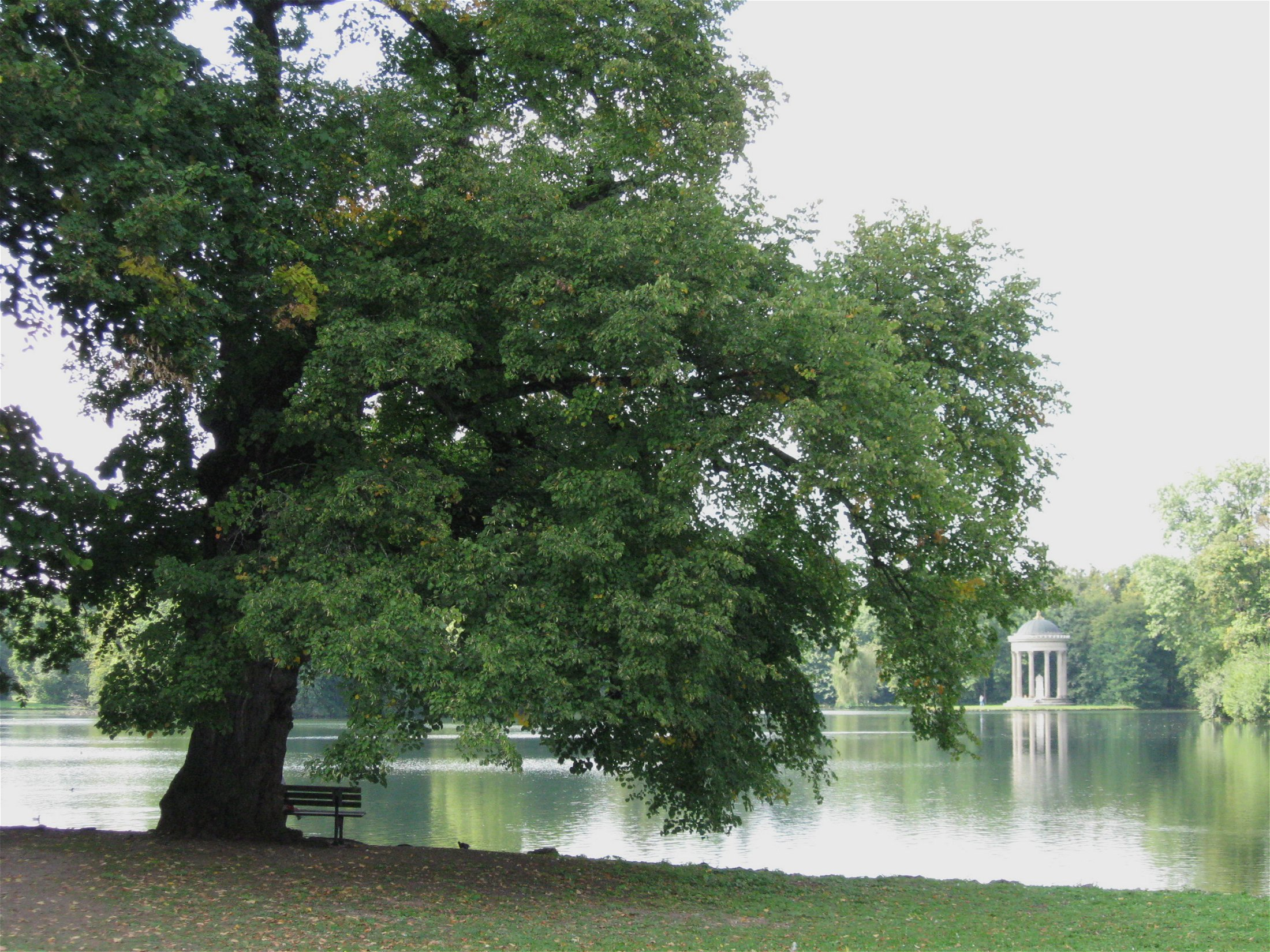
Naturdenkmal Sommerlinde am Badenburger See

## Übersicht

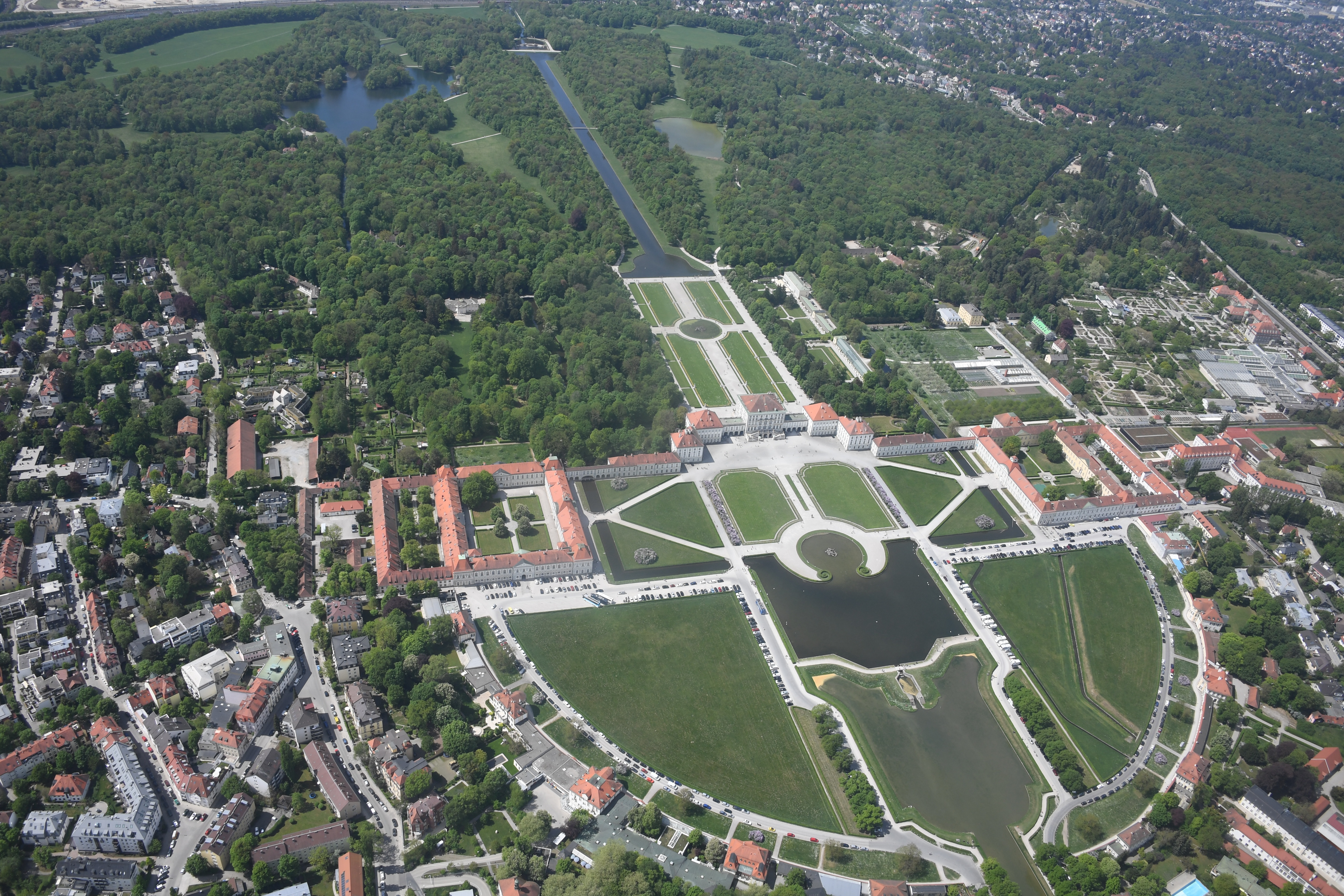
Luftbild des Schlossparks Nymphenburg

Der Garten besteht aus dem großen landschaftlichen Teil im Westen und dem regelmäßig gestalteten Bereich in Schlossnähe. Der Mittelkanal teilt die Parklandschaft in einen nördlichen und einen südlichen Bereich. Die Wasserzufuhr erfolgt von Westen aus der Würm über den Pasing-Nymphenburger Kanal. Das Wasser wird über zwei Kanäle nach Osten und Nordosten sowie über den Hartmannshofer Bach nach Norden abgeleitet.
Im nördlichen Teil befindet sich der kleinere Pagodenburger See mit der Pagodenburg, im südlichen Teil der größere Badenburger See mit Apollotempel und der Badenburg. Das Grüne Brunnhaus mit den Wasserrädern und Druckpumpen für die Gartenfontäne steht im Dörfchen des südlichen Parkteils. Die Amalienburg bestimmt den südöstlichen Parkteil.
Im Osten grenzt der Schlosspark an das gegliederte Schlossgebäude. Auf der Gartenseite des Schlosses schließt sich das große Gartenparterre an, das den Mittelteil des von Kanälen eingegrenzten Rechtecks einnimmt und in Verlängerung der Mittelachse des Kanals liegt. Auf der Stadtseite des Schlosses liegt das Schlossrondell.

## Geschichte

### Die ersten Planungen

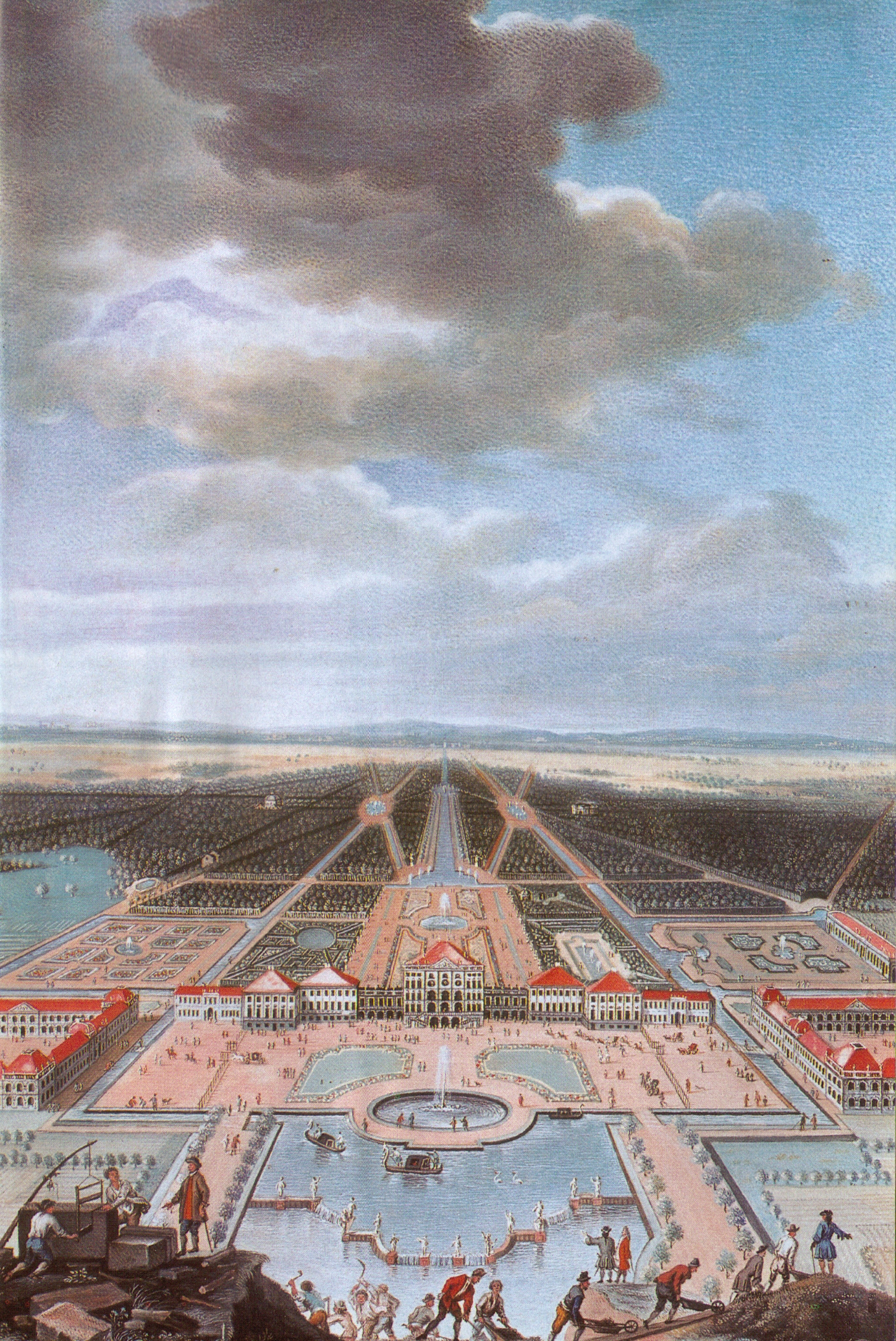
Schloss und Park Nymphenburg aus der Vogelperspektive, Miniatur von Maximilian de Geer, um 1730

Die Geburt des Kurprinzen Max Emanuel von Bayern aus dem Adelsgeschlecht der Wittelsbacher im Jahr 1662 war der Anlass, ein Schloss mit einem Garten im Gebiet zwischen den Dörfern Neuhausen und Obermenzing als Geschenk für die junge Mutter, die Kurfürstin Henriette Adelaide von Savoyen, zu errichten. Die Grundsteinlegung für den „Schwaigbau zu Nymphenburg“ erfolgte 1664. Entgegen einem weit verbreiteten Irrtum ist die italienisierende Bezeichnung „Borgo delle Ninfe“ erst eine Schöpfung des 19. Jahrhunderts. Die Anlage war als Lustschloss nach Art italienischer Landvillen konzipiert; zur barocken Schlossanlage, die als Sommerresidenz und Alternative zum Regierungssitz, der Münchner Residenz, dienen konnte, wurde sie erst eine Generation später unter Max Emanuel ausgebaut. Vorbild war das piemontesische Jagdschloss La Venaria, dessen Architekt Amedeo Castellamonte (1613–1683) die ersten Entwürfe für Nymphenburg lieferte. Als erster Architekt wurde Agostino Barelli, als Bauleiter der Hofbaumeister Marx (Markus) Schinnagl beschäftigt. Die Arbeiten begannen mit dem Bau eines würfelförmigen Schlossgebäudes und der Anlage eines Gartens westlich des Schlosses. Es handelte sich dabei um ein kleines, italienisch gestaltetes Gartenparterre.

### Der französische Garten

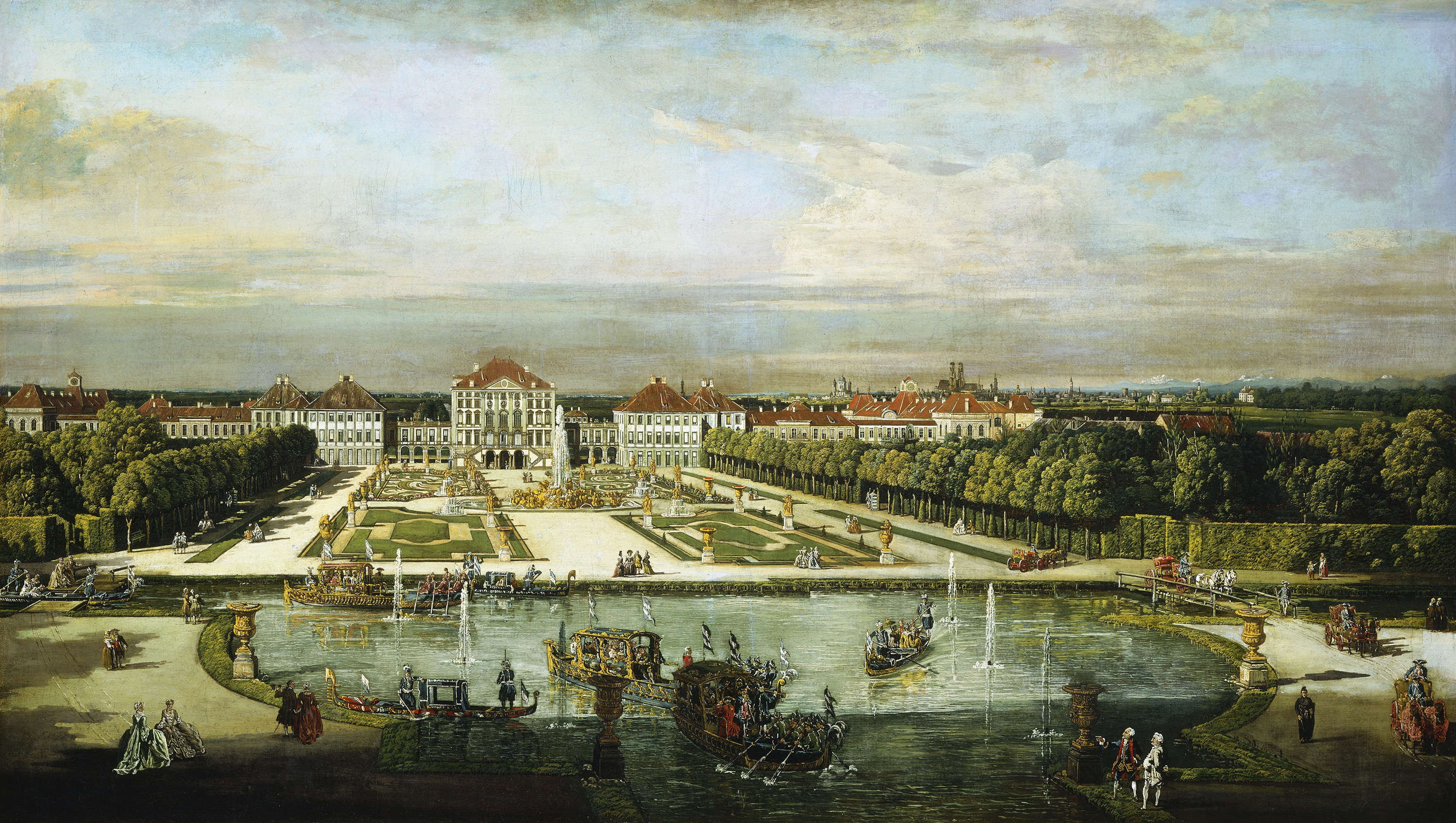
Schloss Nymphenburg und das Große Parterre von Westen, am Horizont die Münchner Frauenkirche, Ölgemälde von Bernardo Bellotto, um 1761

In den Jahren von 1701 bis 1704 wurden Veränderungen und Erweiterungen des Gartens im Stil des französischen Barocks durch Charles Carbonet vorgenommen. Damit einher ging der Kanalbau und die Versorgung mit dem von der Würm herangeführten Wasser.
Die großzügige Ausgestaltung wurde ab 1715 von Dominique Girard, der zuvor in den von André Le Nôtre geschaffenen Gärten von Versailles gearbeitet hatte, und Joseph Effner, einem Schüler von Germain Boffrand, verwirklicht. Girard gelang eine geschickte Wasserführung in dem ehemals trockenen Gelände. Es entstand ein Rechteck von Kanälen, die das Hauptschloss mit dem Gartenparterre in eine Insellage brachten. Die im Westen gelegene Seite des Rechtecks bildete die Große Kaskade. Nach Art der französischen Vorbilder wurden geradlinige Wege angelegt sowie Baumreihen und Laubengänge gepflanzt, die den Garten streng gliederten. Die Anlage bestand nun aus zwei Hauptbereichen, dem Ziergarten in der Nähe des Schlosses und dem Wald im Westen; die Parkburgen hatten eigenständige, kleinere Parterres erhalten.
Ab 1715 ließ Max Emanuel den außerhalb des Schlossparks anschließenden Wald bis fast zum Starnberger See in den Hirschjagdpark umgestalten. Wie innerhalb des Parks, allerdings in größerem Maßstab, wurden Schneisen angelegt und drei Jagdhäuser errichtet.

### Der Landschaftspark

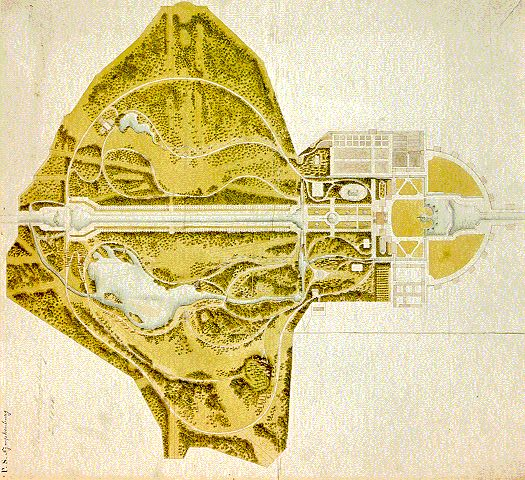
Plan des Nymphenburger Parks, von Friedrich Ludwig Sckell, um 1802

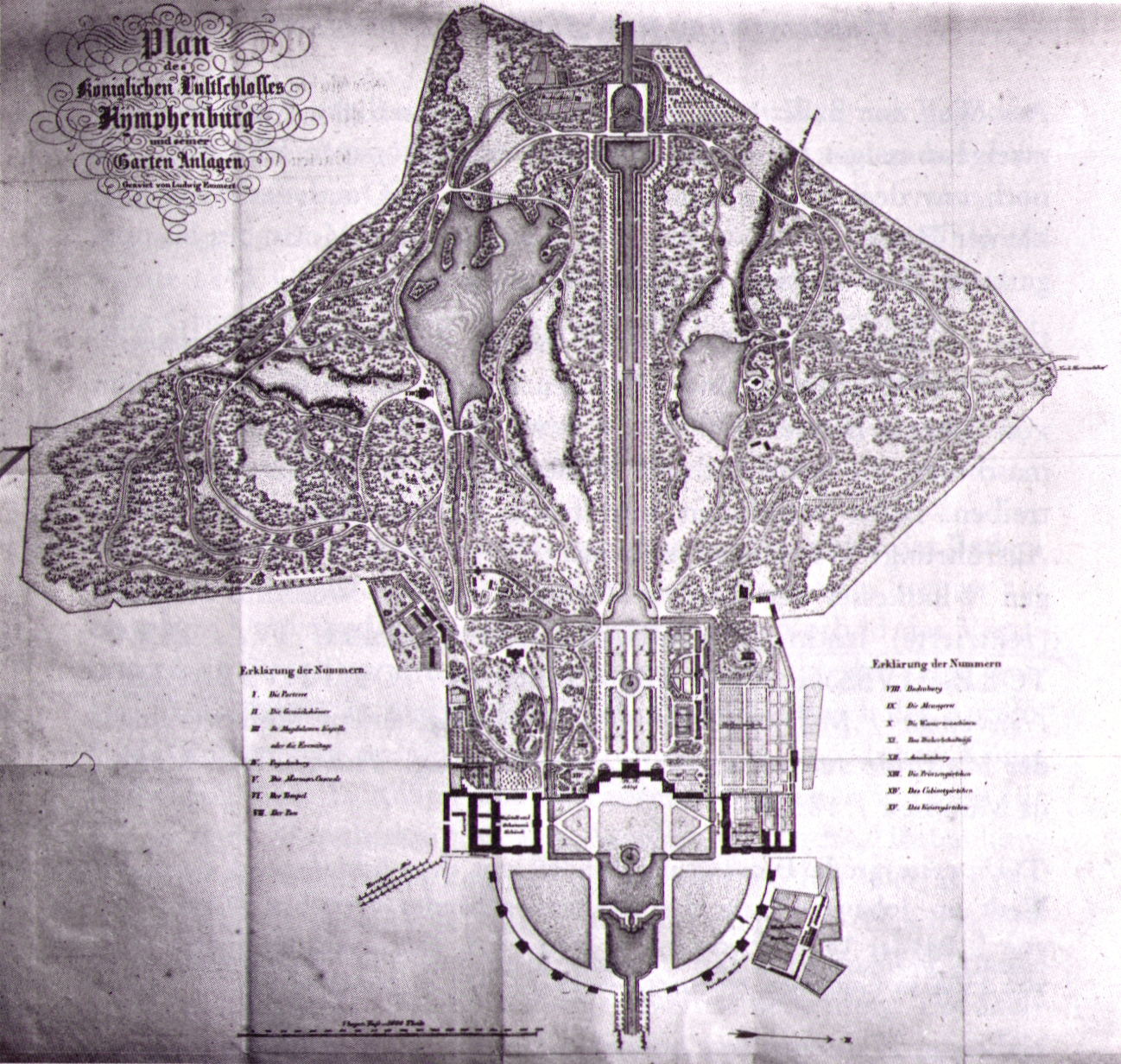
„Plan des Königlichen Lustschlosses Nymphenburg und seiner Garten Anlagen“, Stich von Ludwig Emmert, um 1837

Die entscheidende Wende zur heutigen Gestalt der Gartenanlage wurde durch die Umgestaltung durch Friedrich Ludwig Sckell eingeleitet. Sckell hatte zuvor mit seiner Gestaltung des Schwetzinger Schlossgartens eine harmonische Zusammenführung des französischen und englischen Gartenstils gezeigt. Die Arbeiten in Nymphenburg dauerten wegen der Größe des Gartens länger. Ab 1799 gestaltete Sckell zuerst den abgegrenzten Kronprinzengarten als Sondergarten. Die Schaffung eines weitläufigen Landschaftsparks nach englischem Vorbild begann 1804 mit dem südlichen Parkteil, der 1807 fertiggestellt war, und wurde 1810 bis 1823 mit dem nördlichen Teil vollendet.
Anders als Lancelot Brown in England, der großflächige Landschaftsparks schuf, indem er die barocken Gärten zerstörte, ging Sckell behutsamer vor. Er bewahrte das Parterre auf der Gartenseite des Schlosses ebenso wie die Mittelachse mit dem Kanal und der abschließenden Kaskade. Auf diese Weise gelang ihm eine unaufdringliche Gliederung des Parks in zwei Landschaftsbereiche vergleichbarer Größe mit je eigener Prägung und Stimmung, wozu zwei von Sckell sehr unterschiedlich gestaltete Seen maßgeblich beitrugen.
Dieser Kunstgriff macht den Nymphenburger Park zu einem Beispiel einer Synthese zweier grundverschiedener Gartenformen: dem geordneten, die Natur durch die Mittel der Kunst aufwertenden französischen Barockgarten mit dem das freie Spiel der Natur inszenierenden englischen Landschaftspark. Eine erste Öffnung des Gartens für das allgemeine Publikum erfolgte 1792 unter Kurfürst Karl Theodor.

### Der Park nach dem Ende der Monarchie
Ursprünglich bildeten Auffahrtsalleen, Schlossrondell, Hauptschloss und Garten eine Einheit, die sich über mehr als drei Kilometer in ost-westlicher Richtung erstreckte und weit vor den Toren Münchens lag. Das Wachstum der Stadt ließ Bebauung und Straßennetz immer weiter ins Umland vorrücken. Mit dem Bau der breiten Ludwig-Ferdinand-Brücke über den Nymphenburger Kanal, der Errichtung von Wohnhäusern entlang der Nördlichen und Südlichen Schlossauffahrt und der Anlage einer Eisenbahntrasse im Westen wurden Park und Schloss vollständig umklammert und zu einem Stadtteil Münchens.
Nach Abschaffung der Monarchie wurden Park und Schloss Teil des Ehemaligen Kronguts und staatlich verwaltet. Mit dem Ende der Weimarer Republik bemächtigten sich die Nationalsozialisten der Anlage. Seit dem Sommer 1936 wurde die Revue Nacht der Amazonen, mit Pferden und tanzenden Mädchen, aufgeführt. Nach der gewaltsamen Aneignung der Klosterkirche im Orangerietrakt wurde in diesem Schlossteil im Oktober 1938 ein Jagdmuseum eröffnet. Die Ortsgruppenleitung der NSDAP erhielt einen unterirdischen Bunker.
Während des Zweiten Weltkriegs wurden das Hauptschloss und die Amalienburg zum Schutz vor Luftangriffen mit einem Tarnanstrich versehen, die großen Wegeflächen dunkel belegt und Teile des Mittelkanals abgedeckt. Später wurden auch die Wasserbassins auf der Stadtseite des Schlosses aufgefüllt. Durch Bombentreffer wurden die Schlosskirche, der Vorplatz, die Badenburg und die Große Kaskade zerstört oder schwer beschädigt, Schäden entstanden auch an der Figurengruppe des Pan und am Baumbestand des Parks. Besatzungssoldaten sprengten ein altes Gebäude südlich der Großen Kaskade, das als Waffenlager zweckentfremdet worden war.
Die Reparatur der Bauwerke und die Instandsetzung des Gartens kamen nur langsam voran. Zwar wurde die Wiederherstellung nach den historischen Vorbildern betrieben, eine Reihe von Verlusten wurde jedoch nicht ausgeglichen. Der vor dem Zweiten Weltkrieg angelegte Sportplatz im südlichen Parkzipfel stellt einen andauernden, groben Eingriff in den Park dar.
Während der Olympischen Sommerspiele 1972 fanden im Schlossgarten wiederum Reitveranstaltungen statt: Die Wettbewerbe im Dressurreiten wurden im Gartenparterre abgehalten. Die Statuen wurden ausgelagert, Reitbahn und Tribünen als temporäre Anlagen errichtet, Nebengebäude des Schlosses fanden als Stallungen Verwendung.

## Der Park und seine Teile

### Die Auffahrtsalleen

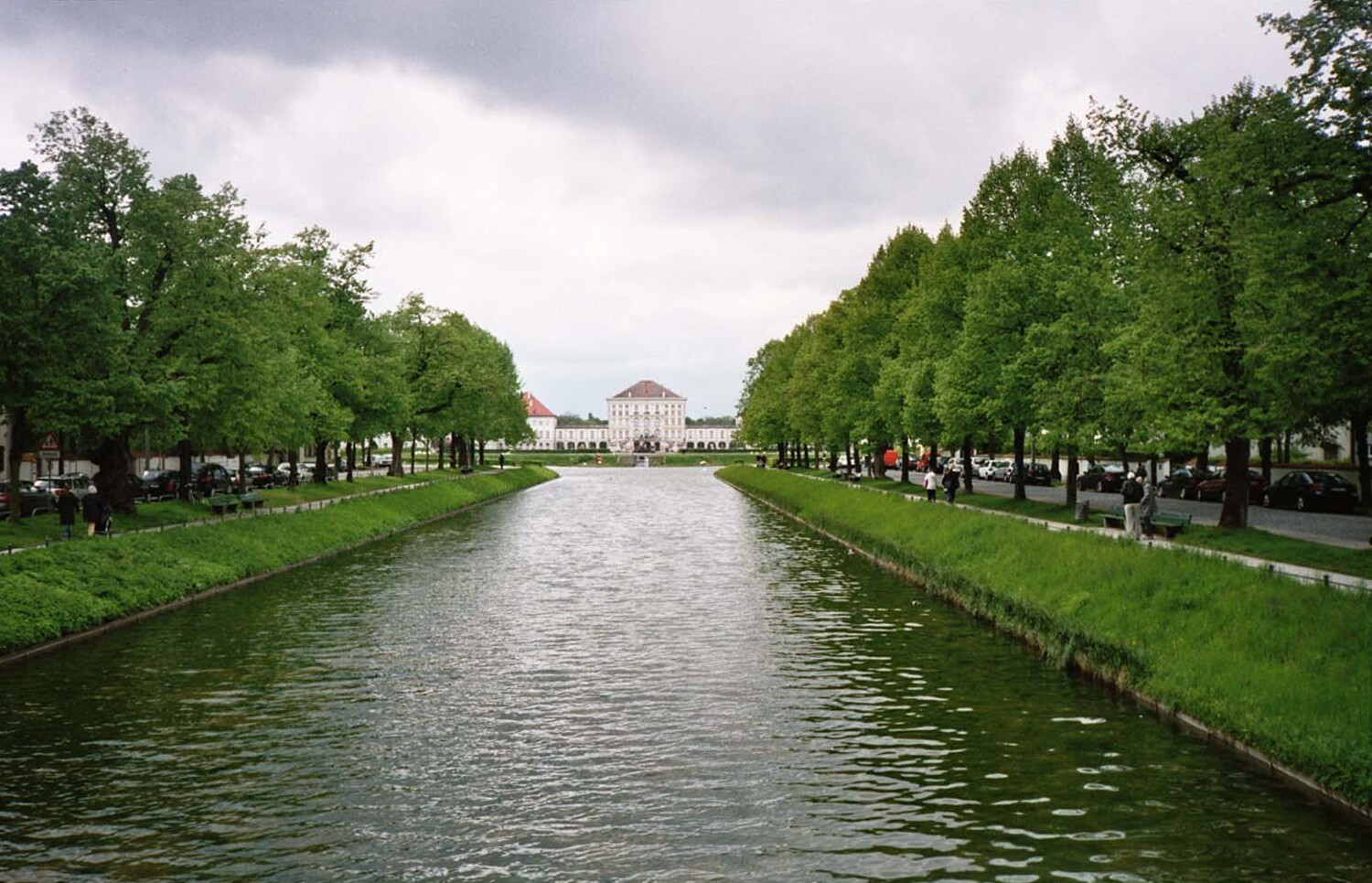
Blick von Osten auf das Hauptschloss: Kanal mit Auffahrtsalleen, im Hintergrund das Schlossrondell

Die nördliche und die südliche Auffahrtsallee begleiten den von der Stadt auf das Schloss zulaufenden Kanal. Sie sind der einzige ausgeführte Teil eines von Joseph Effner geplanten sternförmigen Alleensystems einer barocken Idealstadt („Carlstadt“). Darüber hinaus war vorgesehen, die drei Sommerresidenzen des Kurfürsten (Nymphenburg, Schloss Schleißheim und Schloss Dachau) mit Kanälen zu verbinden (Nordmünchner Kanalsystem), zum einen, damit die höfische Gesellschaft von einer Lustbarkeit zur nächsten mit der Gondel gelangen konnte, zum anderen – nach holländischem Vorbild – als Transportweg für landwirtschaftliche Produkte und Baustoffe.
Die sehr langen Schlossauffahrten entlang des Schlosskanals dienten der Zurschaustellung absolutistischer Macht. Die Anfahrt sollte fürstliche Gäste beeindrucken: Ein Besucher, der sich in der Pferdekutsche auf das Schloss von Osten kommend zubewegte, nahm die wachsende Gebäudekulisse wahr, beim Durchfahren des Rondells beschrieb sein Gefährt einen Halbkreis, so dass sich das fast einen halben Kilometer breite Schloss in seiner ganzen Erhabenheit präsentierte.

### Das Hauptschloss und das Auffahrtsrondell

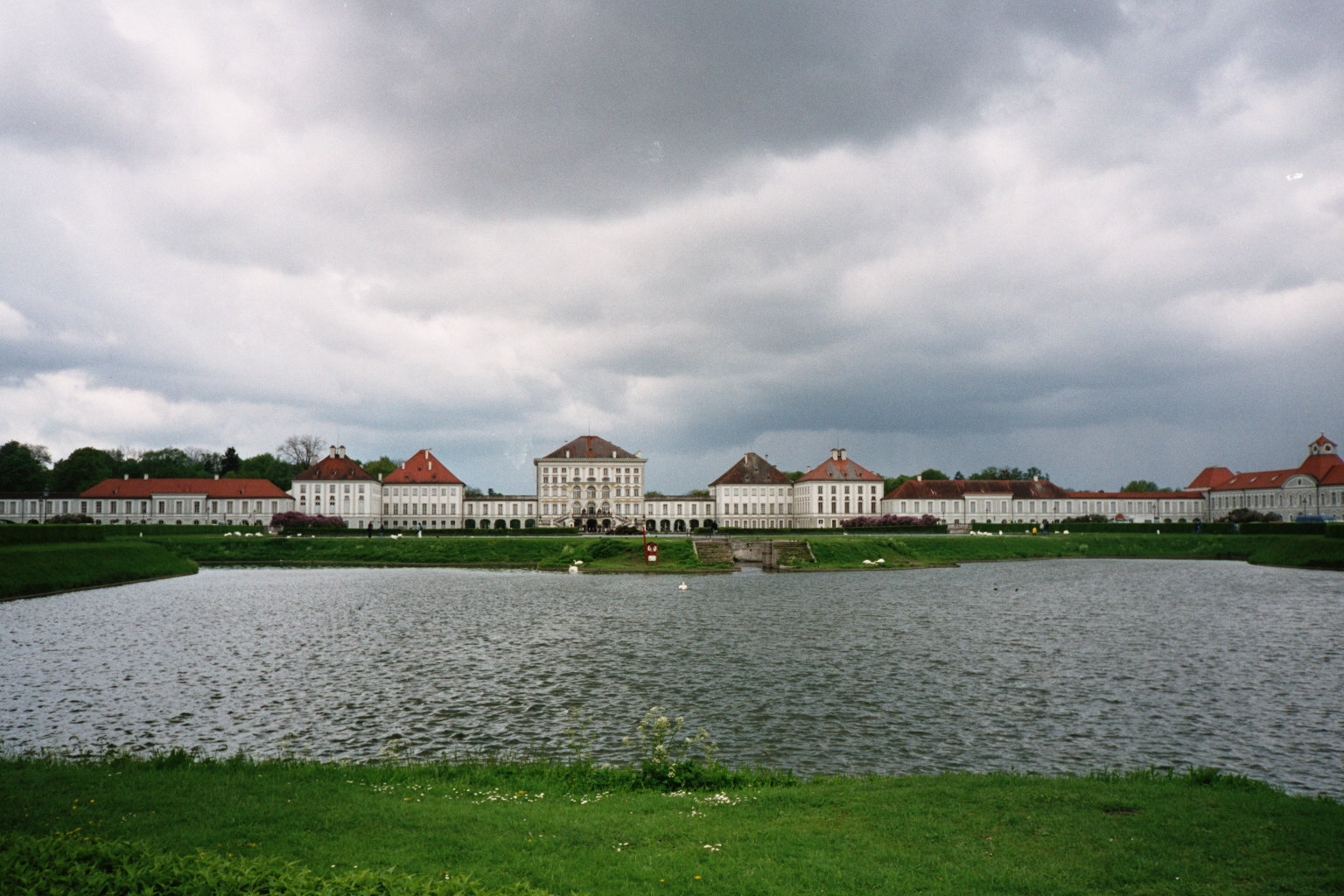
Das Bassin im Auffahrtsrondell, als Abschluss des stadtseitigen Schlossgartenkanals

Den Endpunkt des von der Stadt zum Schloss führenden Schlosskanals bildet der Ehrenhof, dessen Mittelpunkt Effner als Wasserparterre gestaltete, mit Fontäne, Wasserkaskade und beidseitig abzweigenden Kanälen. Diese durchbrechen die Kette von Schlosshaupt- und -nebenbauten und werden unter den in der Zeit von etwa 1739 bis 1747 entstandenen Galerien auf der Gartenseite fortgeführt. Dadurch wird die Verbindung von Ehrenhof, Schloss und dahinterliegendem Garten, die schon durch große Fensteröffnungen und Durchgangsbögen im Hauptgebäude angedeutet ist, zusätzlich betont.
Das Auffahrtsrondell wird stadtseitig von einem Halbkreis kleinerer Gebäude, den Kavalierhäusern, abgeschlossen. Diese zehn Rondellpavillons wurden von Joseph Effner geplant und ab 1728 erbaut. Im Pavillon am Nördlichen Schloßrondell 8, einem zweigeschossigen Walmdachbau mit halbrundem Mittelrisalit und Putzgliederung von 1758, befindet sich seit 1761 die Porzellanmanufaktur Nymphenburg. In dem in der nördlichsten Ecke des Schlosses gelegenen Viereckbau befand sich in der Barockzeit die Orangerie. Im Pavillon am Südlichen Schloßrondell 23, einem zweigeschossiger barocken Walmdachbau von 1729 mit Stuckgliederung und schmalem Mittelrisalit von Effner, befindet sich heute die Carl Friedrich von Siemens Stiftung. Dem Ehrenhof direkt vorgelagert ist zusätzlich ein Rasenparterre, das den Charakter des als Gartenschloss konzipierten Baues unterstreicht.

### Das Gartenparterre

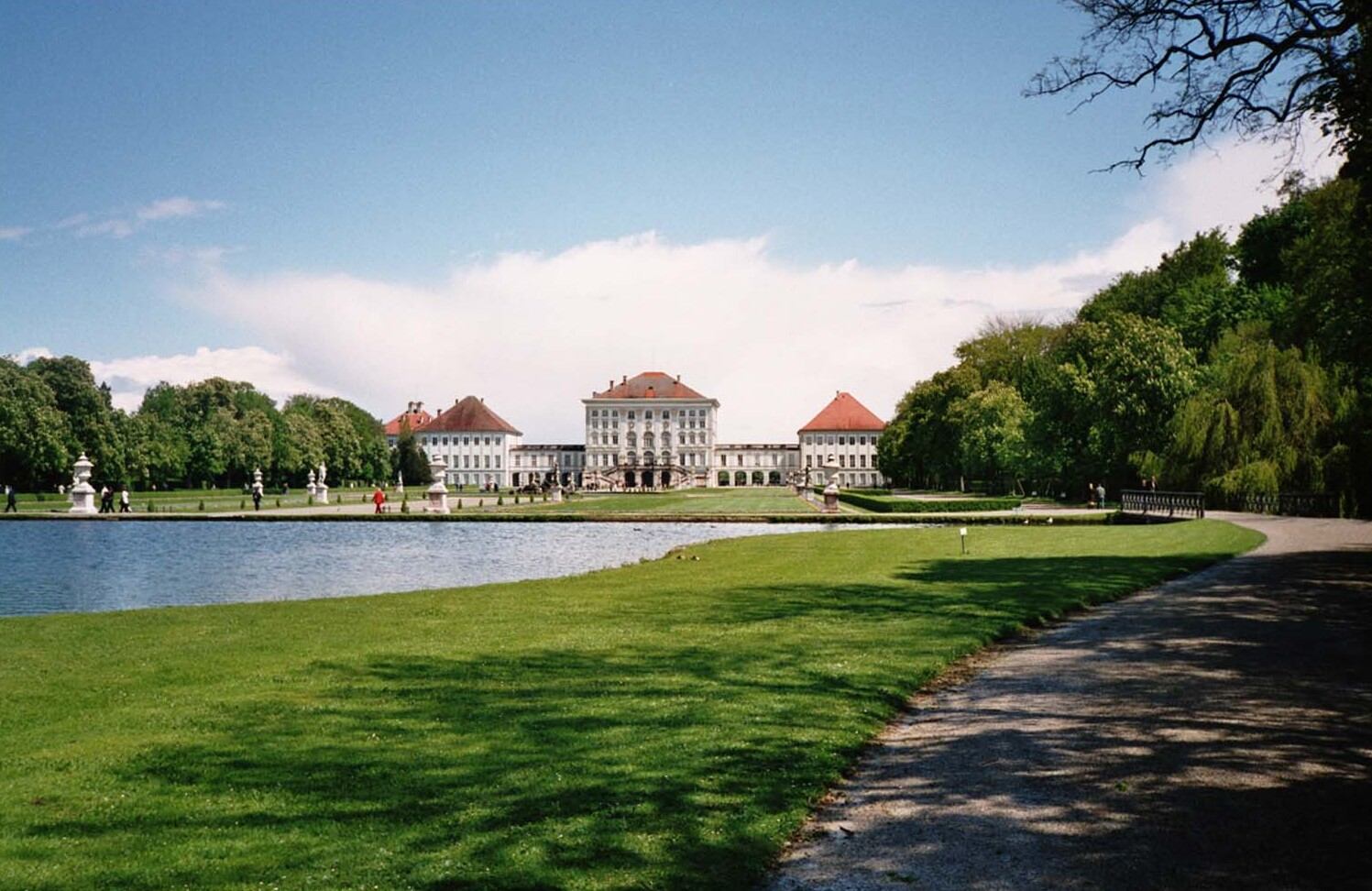
Blick auf das Gartenparterre von Westen, 2005

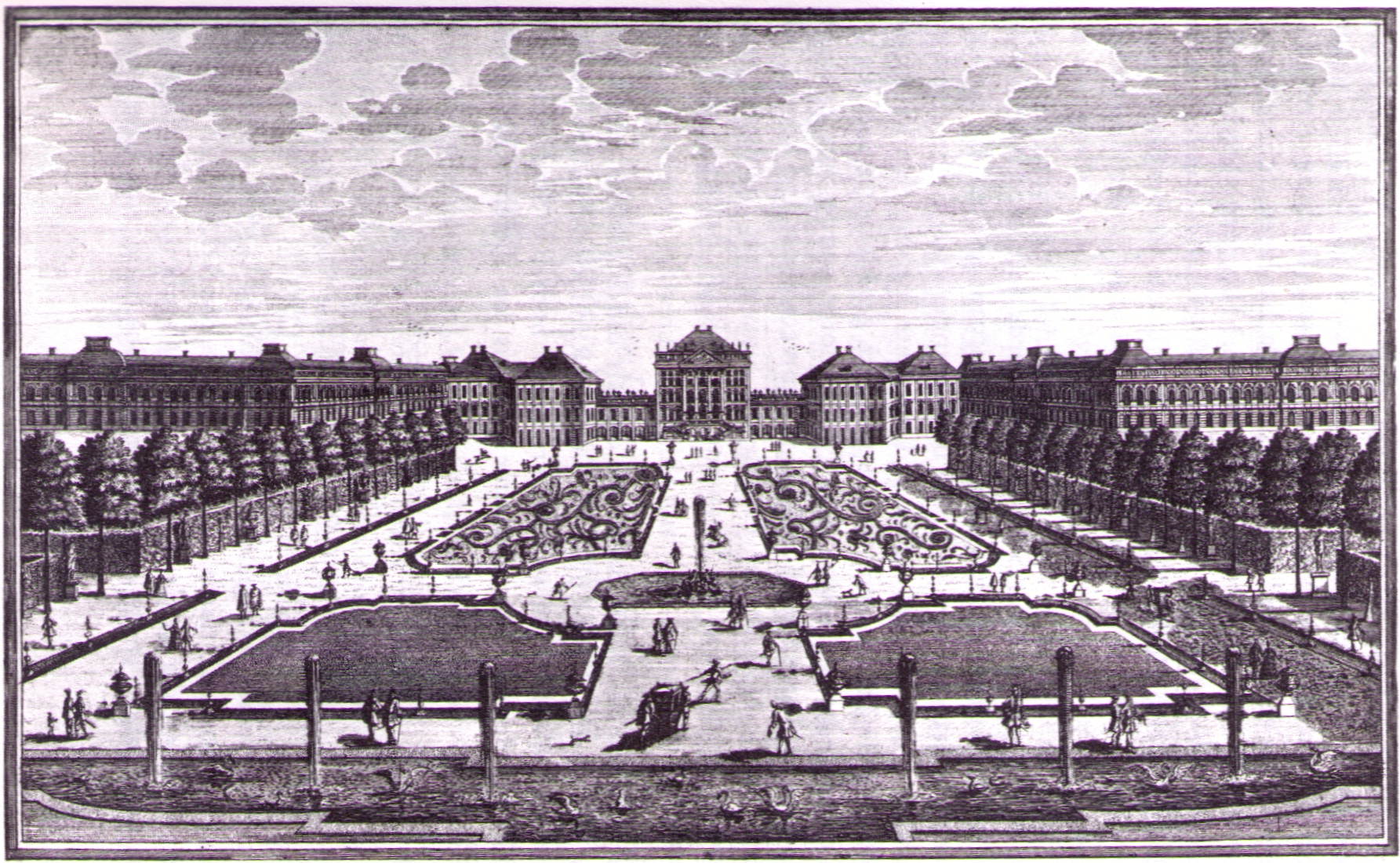
Gartenparterre von Westen, um 1722 (nach Matthias Diesel)

Das eng mit der Gartenseite des Schlosses verknüpfte Gartenparterre ist ein heute noch sichtbares Merkmal des französischen Gartens. Im Zuge der Umgestaltung des gesamten Schlossparks durch Sckell wurde es zwar vereinfacht, behielt aber seine ursprüngliche Größe: Aus einem sechsgliedrigen Broderieparterre wurde 1815 eine vierteilige Rasenfläche mit Blumeneinfassung. Der Blick eines auf der Schlosstreppe stehenden Betrachters wird über das Parterre mit der zentralen Gartenfontäne hinweg zur Wasserachse geführt.
Heute ist das Parterre in vier Felder gegliedert, von denen die östlichen, zum Schloss gelegenen, deutlich länger sind als die westlichen. Durch diese perspektivische Verkürzung entsteht, von der Schlosstreppe aus gesehen, zusätzliche Raumtiefe, ein Effekt, der durch die Fontäne verstärkt wird. Das Parterre ist in der Art eines parterre à l’angloise mit Rasen versehen, der durch eine umlaufende Blumenreihe eingefasst ist. Gegenwärtig werden eine Frühlings- und eine Sommerbepflanzung mit Farbwechsel vorgenommen.

### Der Landschaftspark
Die größte Fläche des Parks wird vom im englischen Stil gestalteten Landschaftsgarten eingenommen. Der nördliche Teil ist bestimmt von dem in der Nördlichen Durchsicht liegenden Pagodenburger See mit der Pagodenburg und dem Pagodenburger Tal, einem nach Norden verlaufenden Wiesental mit einem in den Kugelweiher mündenden Bach. Der südliche Teil ist noch vielgestaltiger mit Südlicher Durchsicht, dem großen Badenburger See, der dem Besucher Blicke über die Wasserfläche auf den in Form eines Monopteros erbauten Apollotempel und die Badenburg gestattet, hinter der ein Löwental genanntes, weites Wiesental nach Süden führt, sowie dem Dörfchen, der südlich des Großen Parterres gelegenen Amalienburg und dem Kronprinzengarten.

### Sondergärten

#### Kronprinzengarten

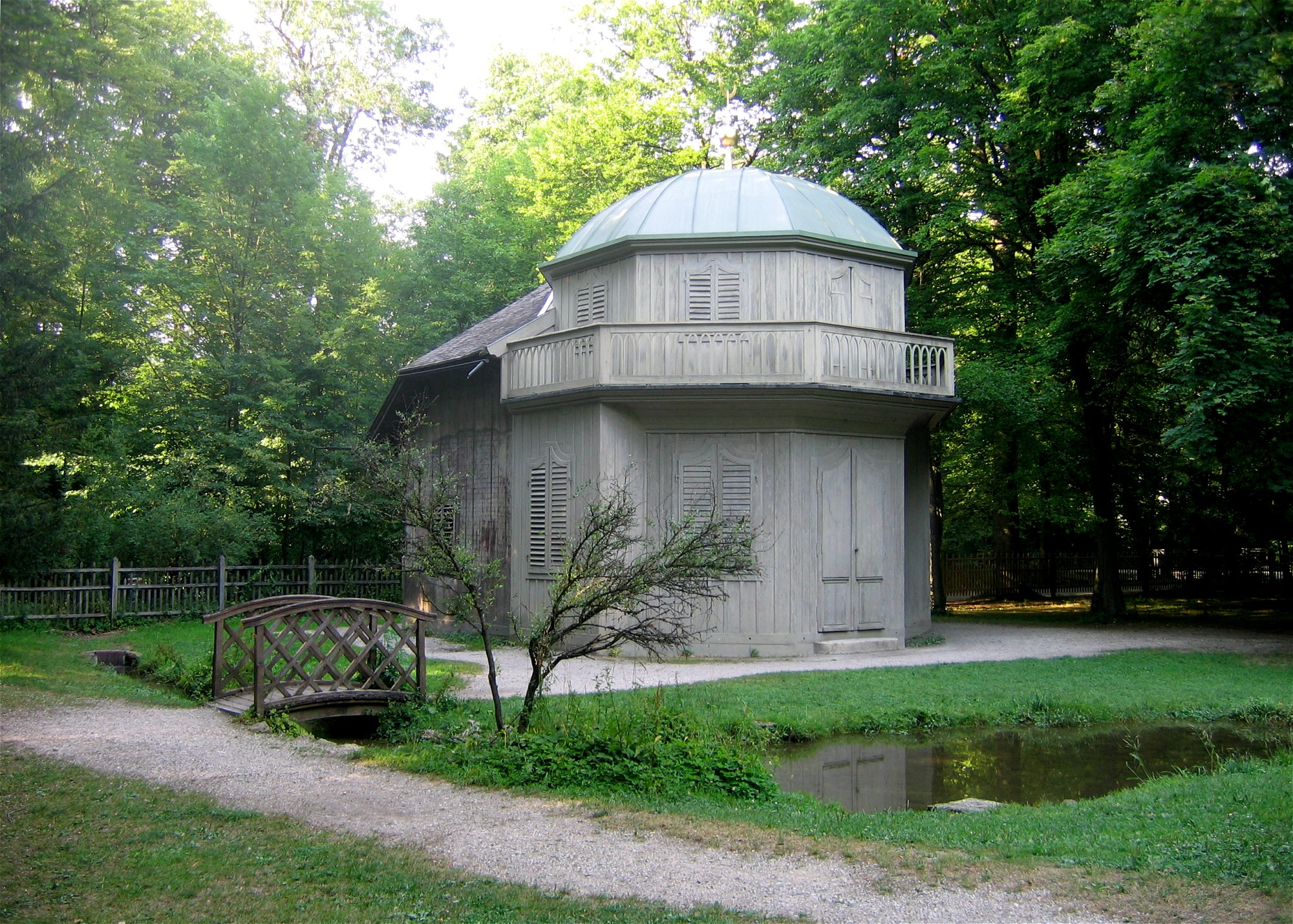
Kronprinzengarten

Der rechteckige Kronprinzengarten (Ludwigsgarten) liegt nordöstlich der Amalienburg. Er war die erste Arbeit Friedrich Ludwig Sckells in Nymphenburg, der 1799 diese überschaubare Gartenanlage, die bereits Merkmale des englischen Gartenstils aufweist, für den jungen Ludwig I. schuf. Für ihn wurde auch der Pavillon errichtet, ein zweigeschossiger Holzbau, dessen achteckiger Hauptteil in beiden Stockwerken zwei Räume mit ebensolchem Grundriss aufweist. Im Vorbau, der volkstümlich „Hexenhäuschen“ genannt wird, führt eine Treppe in die erste Etage. Seine Außenbemalung soll den Eindruck einer künstlichen Ruine vermitteln. Die Wände im Innern sind mit handbedruckten Tapeten geschmückt. Ein kleiner Bach tritt zwischen Steinen wie aus einer natürlichen Felsenquelle hervor; er wird über eine Gefällewasserleitung vom Wasser des südlichen Kanals gespeist. Der Garten ist durch einen Holzzaun vom übrigen Amalienburger Garten abgegrenzt. Der Kronprinzengarten wurde 1982/83 restauriert.

#### Die Ziergärten
Nördlich des Gartenparterres befinden sich drei Ziergärten. Sie grenzen an die alten Gewächshäuser, auf die sie räumlich bezogen sind. Diese Blumengärten wurden von Friedrich Ludwig Sckell als formale Gärten entworfen (1810–1820), deren Regelmäßigkeit einen Gegensatz zum Landschaftspark bilden sollte.

#### Nördlicher Kabinettsgarten

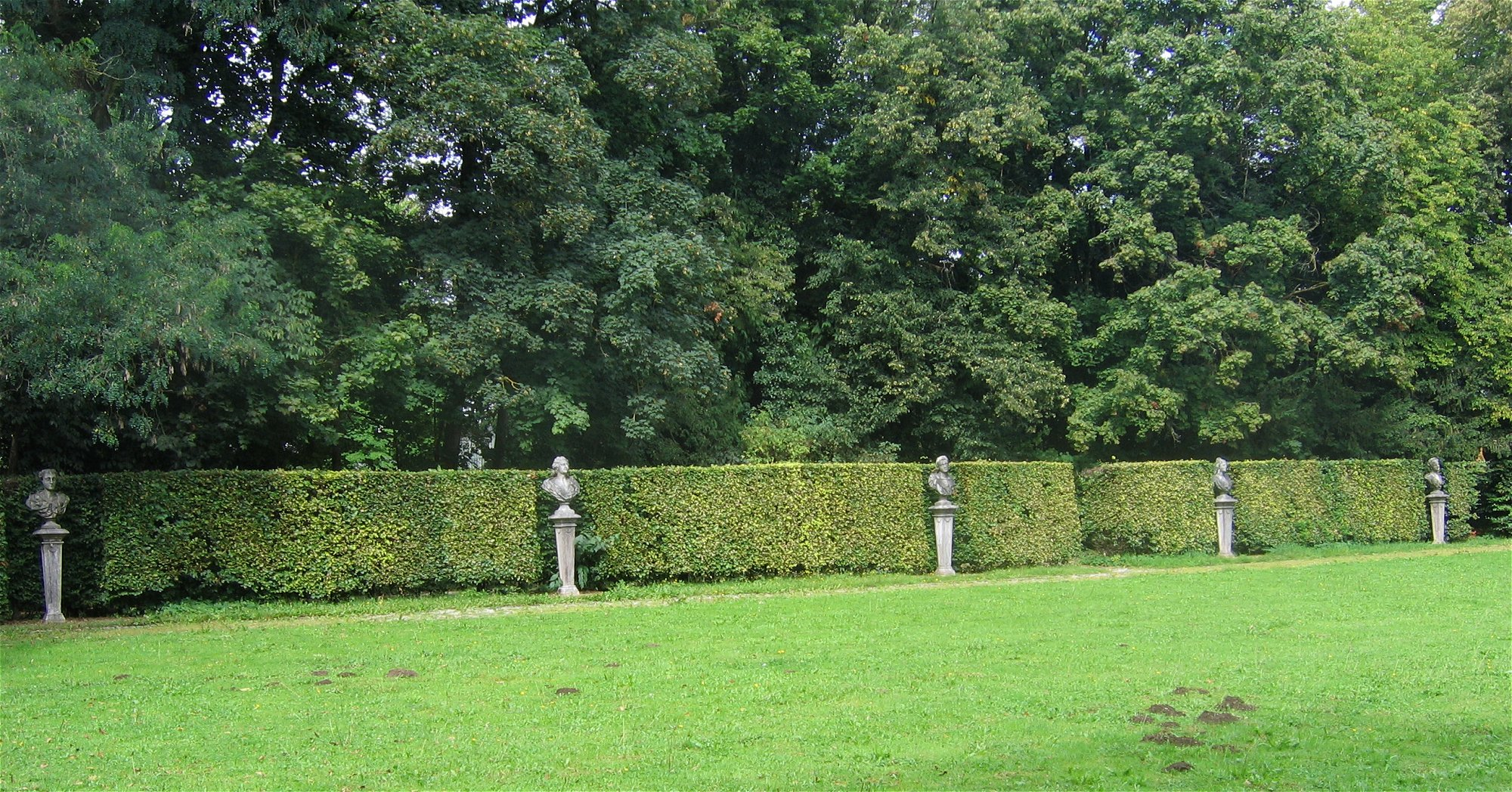
Nördlicher Kabinettsgarten

Dieser kleine Garten grenzt unmittelbar an die Gartenseite des Nordflügels des Hauptschlosses. Er wird auch Kaisergärtchen genannt, weil er in unmittelbarer Nachbarschaft zu den Räumen liegt, die Karl Albrecht während seiner Zeit als Karl VII. (deutscher Kaiser von 1742–45) bewohnte. Er hat im Südlichen Kabinettsgarten sein Gegenstück, beide hatten die Funktion von giardini segreti.
Zu seiner Ausstattung gehörte ein Blumenparterre, ein Laubengang zu einem nördlich gelegenen Gartenpavillon, vor dem sich ein rundes, heute trockengefallenes Wasserbecken befindet, zu dem eine Treppe hinabführt. Zwei parallele Buchenhecken führen von Nord nach Süd, sie weisen je fünf mit Büsten auf Hermensockeln geschmückte Nischen auf. Die Büsten sind aus grobkörnigem Marmor gearbeitet, die Sockel bestehen aus rotem Marmor. Sie dürften Ende des 17. oder Anfang des 18. Jahrhunderts entstanden sein und stammen möglicherweise aus der Werkstatt von Giuseppe Volpini.
Der Nördliche Kabinettsgarten zählt zu den ältesten, in seiner Struktur noch erhaltenen Teilen der Nymphenburger Gärten.

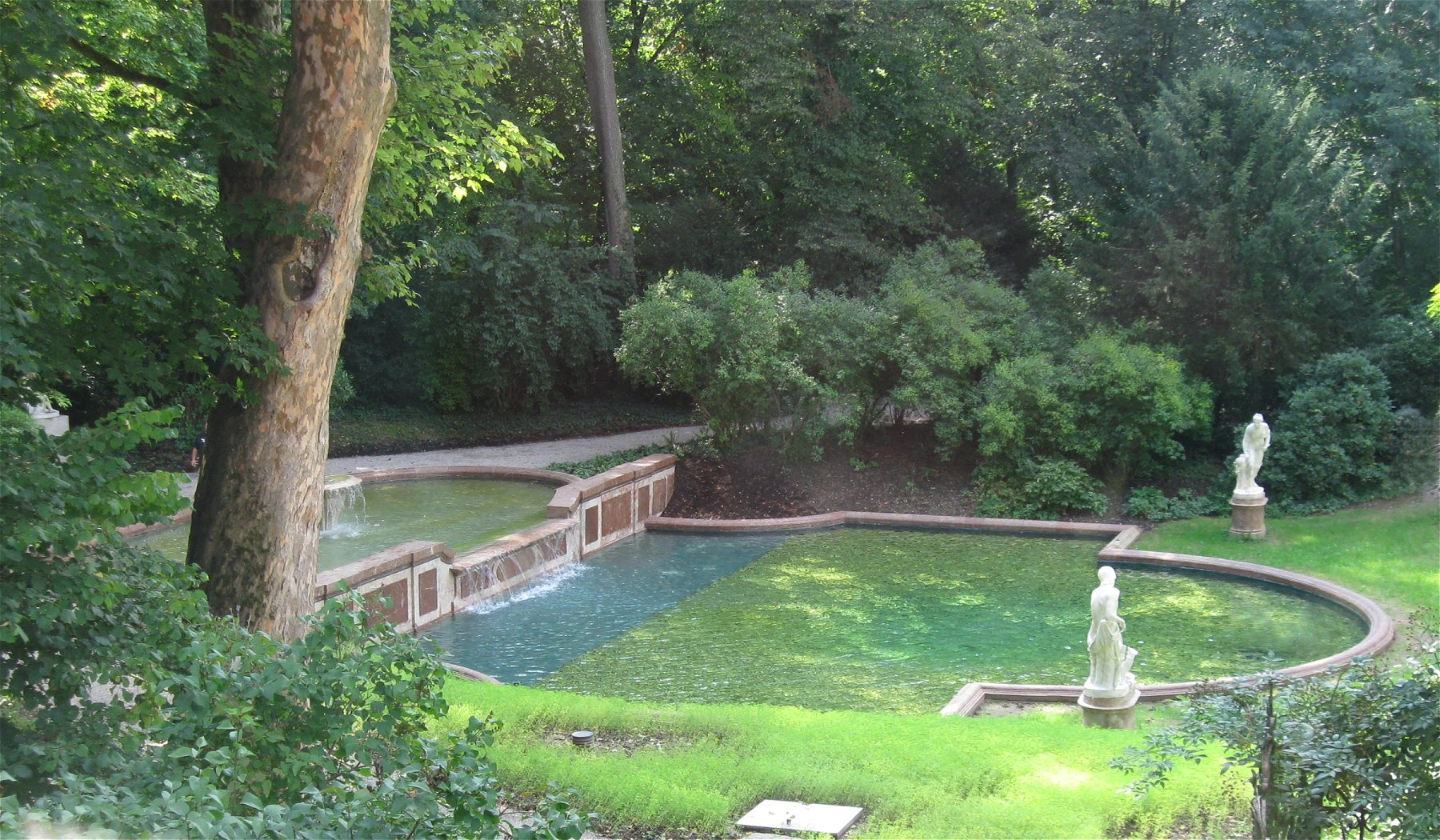
Kleine Kaskade im südlichen Kabinettsgarten

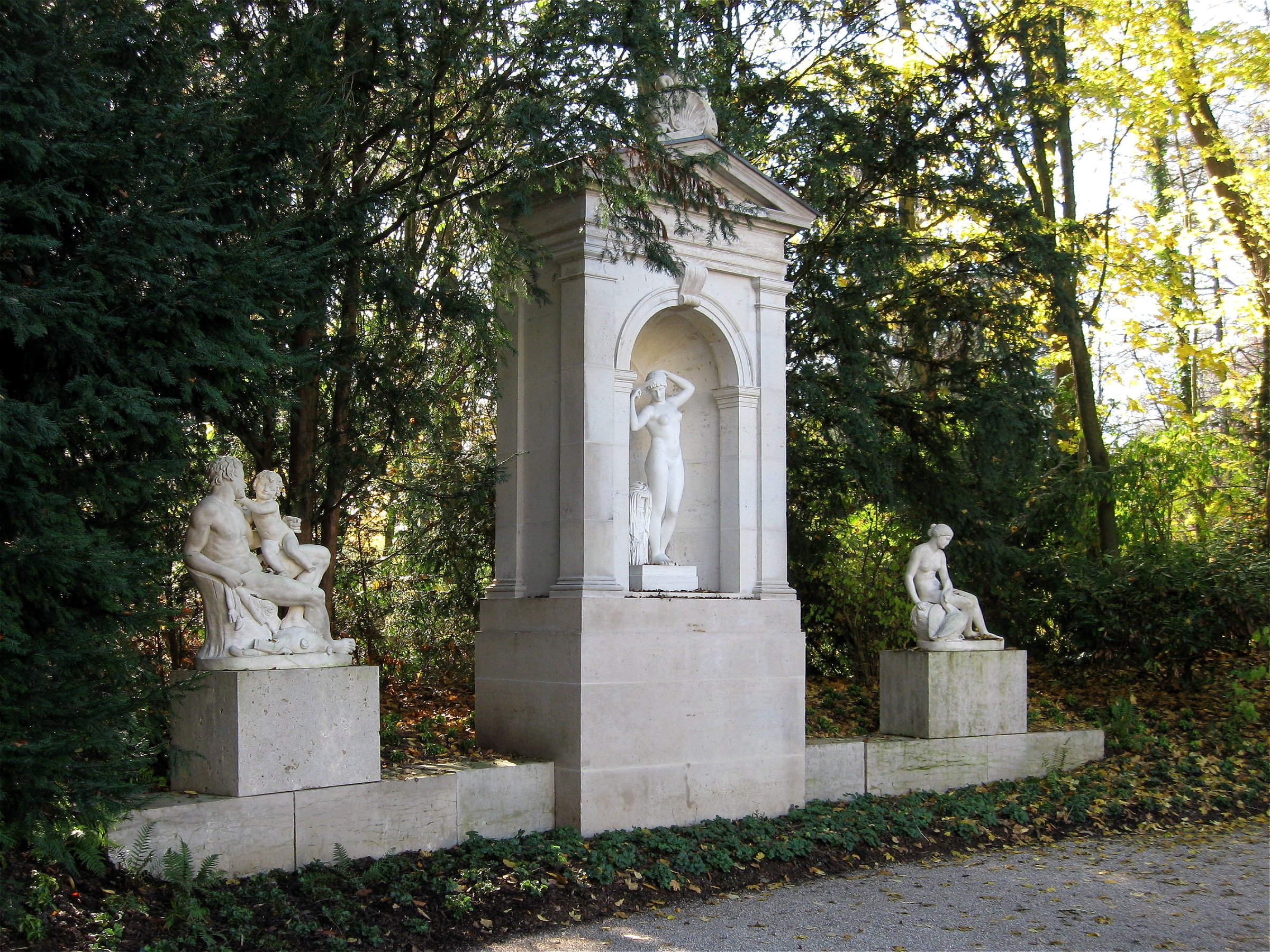
Figuren: Satyr mit Bacchus, Venus, Leda mit dem Schwan

#### Südlicher Kabinettsgarten

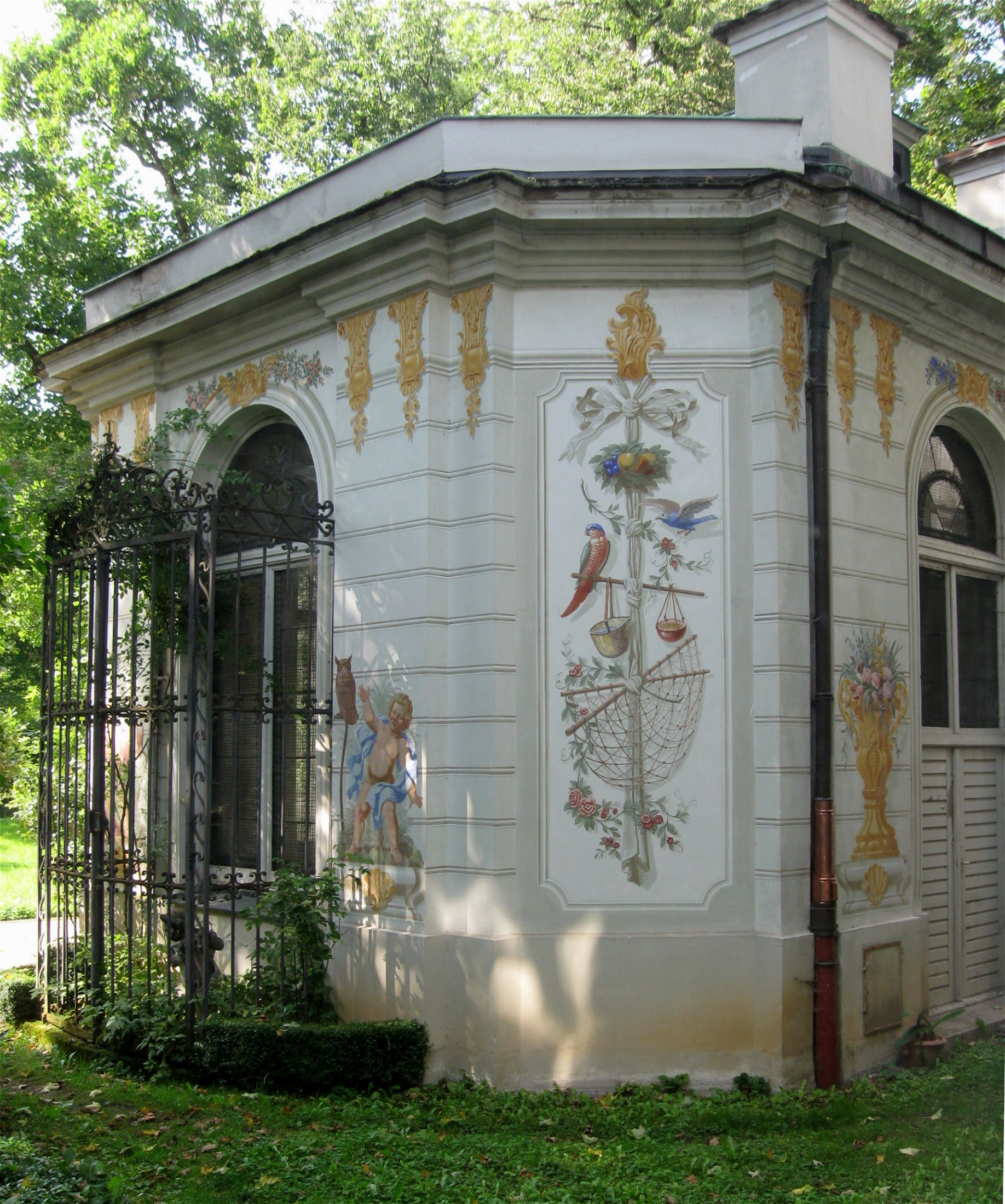
Vogelhaus von Cuvilliés

Der Südliche Kabinettsgarten ähnelte vor seiner Umgestaltung durch Friedrich Ludwig Sckell dem nördlichen. Er wurde von Sckell besonders reichhaltig mit wertvollen Gehölzen ausgestattet. In der Südecke befindet sich die aus zwei Becken bestehende Kleine Kaskade, die ihre heutige Form wahrscheinlich 1764 nach dem Entwurf von François Cuvilliés d. Ä. erhielt. Sie wurde bereits 1724 zusammen mit der Schaffung dieses Gartenteils errichtet. Das obere, kleinere Becken wird von einer nappe d’eau geschmückt. Beide Becken bestehen aus rotem Marmor. Hinter dem oberen Becken befindet sich eine Anfang des 19. Jahrhunderts hinzugefügte Ädikula, in deren Nische die Kopie der Venus italica von Antonio Canova steht.
Die kleine Kaskade ist umgeben von vier Standbildern von Konrad Eberhard. Sie stellen dar: Leda mit dem Schwan (1810), Silen (ein Satyr) mit Bacchus als Knaben (1812), den schlafenden Endymion (1820) und die auf diesen zueilende Diana (1820). Bei den aufgestellten Figuren handelt es sich um Kopien, die Originale waren aus Carrara-Marmor gefertigt. Im nördlichen Teil des Gärtchens steht das achteckige Vogelhaus von François de Cuvilliés d. Ä. aus dem Jahre 1757. Der Bau in der Art eines kleinen Gartenpavillons ist in Stein ausgeführt und allseitig verputzt, vor dem südlichen Fenster ist ein vorspringendes, käfigartiges Gitter aus Schmiedeeisen angebracht. Das Gebäude stammt ebenfalls von Cuvilliés; die farbige Bemalung ist ein Werk von Ambrosius Hörmannstorfer (1977 von Res Koller erneuert).
Die Wiederherstellung der Kaskade wurde im Juli 2008 abgeschlossen. Der ursprüngliche Betrieb über eine Gefällewasserleitung vom Kanal am Grünen Brunnhaus wurde auf eine Umwälzanlage mit Pumpe und Filter umgestellt. Die Steine der Brunneneinfassung wurden wiederverwendet, die Statuen durch Abgüsse der Originale ersetzt.

## Seen und Kanalsystem
Aufgrund einer unmerklichen Höhendifferenz von etwa fünf Metern zwischen dem nördlichen und dem südlichen Parkteil war es möglich, durch geschickte Wasserführung drei Ebenen zu schaffen. Das Gefälle ermöglicht die Kaskaden und erlaubt den Betrieb von Wasserrädern zu Pumpzwecken. Von Westen wird Wasser, das bei Pasing der Würm entnommen wird, über den Pasing-Nymphenburger Kanal in das Parkgebiet geführt. Der in den südlichen, höher gelegenen Parkteil abzweigende Kanal behält das ursprüngliche Niveau, während die Hauptmenge des Wassers die Große Kaskade speist. Ein nördlicher Umgehungskanal führt dem Bassin unterhalb der Kaskade weiteres Wasser zu. Kaskade und Umgehungskanal fallen auf das tiefere Niveau des Mittelkanals und der Wasserbecken vor dem Gartenparterre. Ursprünglich war der nördliche Umgehungskanal durch eine Schleuse mit dem von Westen kommenden Kanal verbunden; die Schleuse ist heute durch ein kleines Wehr ersetzt.
Ein Teil des Wassers des südlichen Kanals wird zum Betrieb der Wasserradpumpen für die gartenseitige Fontäne verwendet, der Rest fließt über einen Wasserfall (ehemalige Schleuse) auf das tiefere Niveau des Mittelkanals. Der Mittelkanal teilt sich vor dem Großen Parterre in zwei Arme, die unter den Verbindungsflügeln des Schlosses (deshalb „Wassergänge“ genannt) hindurchführen, Schlosshauptgebäude und Gartenparterre umfassen und zum Bassin vor dem Ehrenhof führen. Aus dem nördlichen Arm wird das ebenfalls von Wasserrädern angetriebene Pumpwerk im Johannis-Brunnturm des Schlossgebäudes gespeist. Die Hauptmenge des Wassers aus dem Park fällt dann wiederum auf das tiefere Niveau der Bassins des Schlossrondells und des Schlosskanals zwischen den Schlossauffahrten, der in einem Wasserbecken (Hubertusbrunnen) endet. Abgeleitet wird das Wasser jedoch nicht durch den Schlosskanal, sondern durch zwei unscheinbare Rinnen im nördlichen Teil des Rondells, die den Beginn des Nymphenburg-Biedersteiner Kanals bilden.

### Die Seen
Die beiden Seen prägen den Nymphenburger Park maßgeblich. Es handelt sich um künstliche Gewässer, die im Zuge der Umgestaltung durch Ludwig von Sckell angelegt wurden. Bereits zur Barockzeit existierten zwei kleine Teiche im Bereich der heutigen Gewässer, sie waren auf die Parkschlösschen Badenburg und Pagodenburg bezogen. Sckell knüpfte somit an eine vorhandene Idee an. Der Erdaushub lieferte das Material, das zur Gestaltung der Wiesentäler diente.

#### Badenburger See

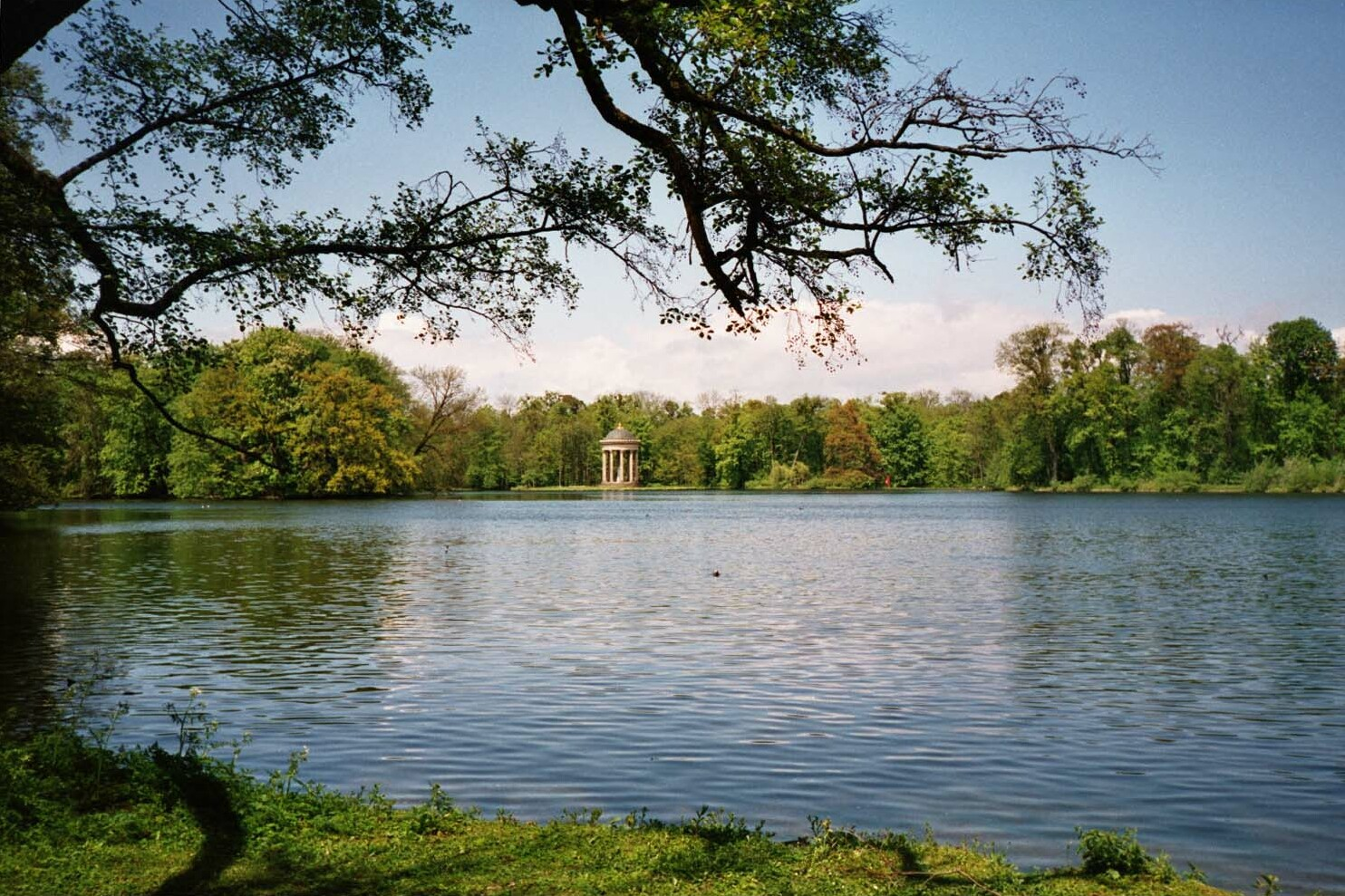
Badenburger See mit Apollotempel

Der größere der beiden Seen heißt Badenburger See. Er liegt im südlichen Parkteil. Seinen Namen verdankt er der Badenburg an seinem südlichen Ufer. Er wurde in der Zeit von 1805 bis 1807 angelegt. Seine Fläche beträgt 5,7 Hektar. Auf einer Landzunge von Norden her befindet sich der in Form eines Monopteros erbaute Apollotempel, der den nordwestlichen Teil dominiert und von verschiedenen Stellen des Ufers aus gut sichtbar ist. Im See liegen drei kleine Inseln.

#### Pagodenburger See
Im nördlichen Parkteil liegt der kleinere See, der Pagodenburger See. Er wurde 1813 fertiggestellt. Gestalterisch bestimmt ihn die Pagodenburg, die auf einer durch einen ringartigen Kanal gebildeten Insel liegt, die den Nordteil des Sees weitgehend einnimmt und über zwei Fußgängerbrücken zu erreichen ist. Die Fläche des Sees einschließlich der etwa gut einen Hektar großen Insel beträgt 2,9 Hektar. Das Gewässer speist den Hartmannshofer Bach, der zwanglos nach Norden durch das Pagodenburger Tal, ein liebliches Wiesental, fließt und 420 Meter weiter nördlich in den Kugelweiher mündet – eine für Sckell typische Schöpfung. Der Wasserzulauf des Sees erfolgt unterirdisch vom Mittelkanal aus, der Zulauf war ursprünglich als Felsengrotte getarnt. Ein mit dichtem Gehölz bewachsener Damm schirmt den See nach Süden zum höher gelegenen Mittelkanal ab.

### Kanäle, Schleusen und Brücken

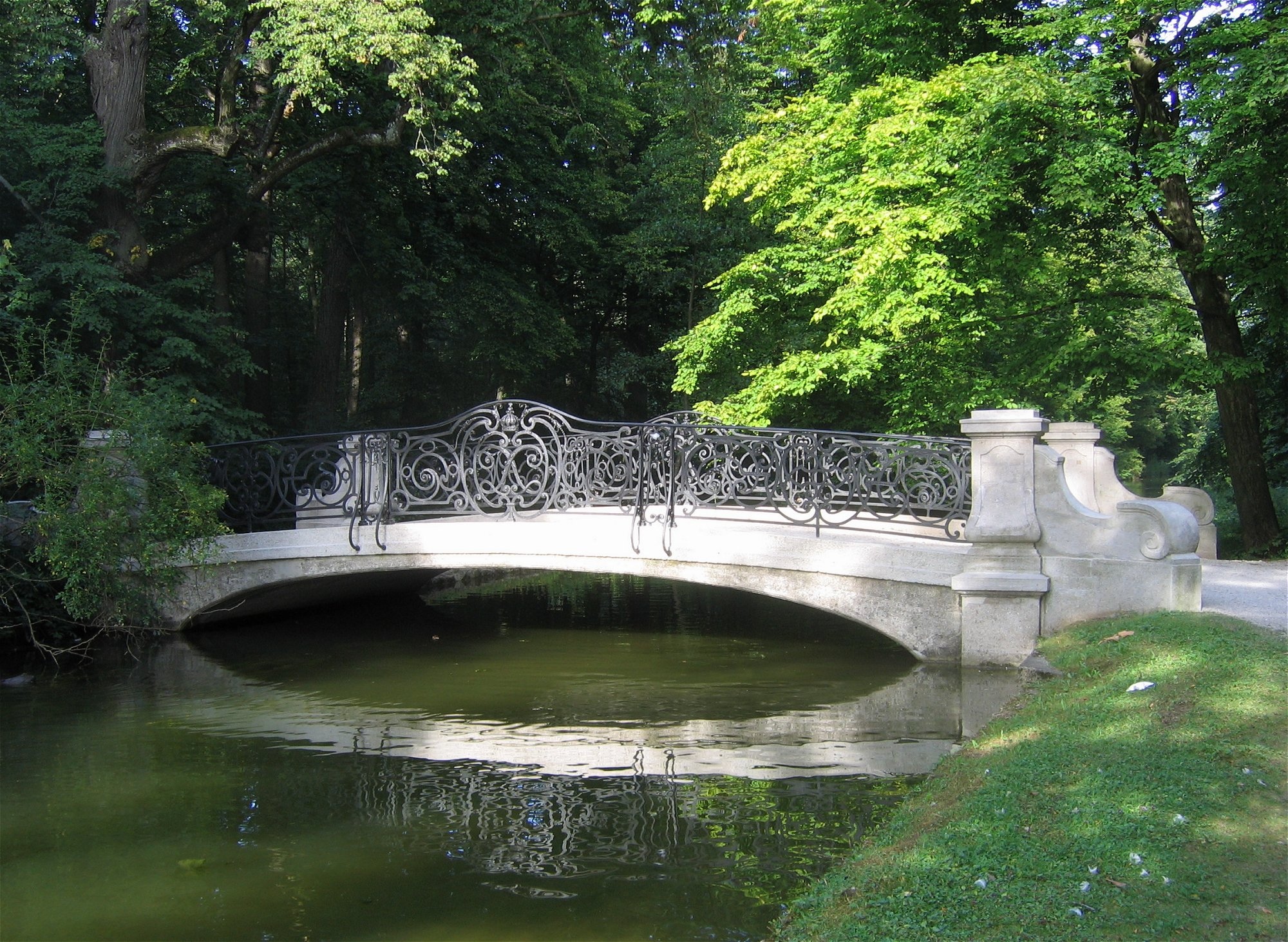
Brücke über den südlichen Kanal in der Nähe der Badenburg

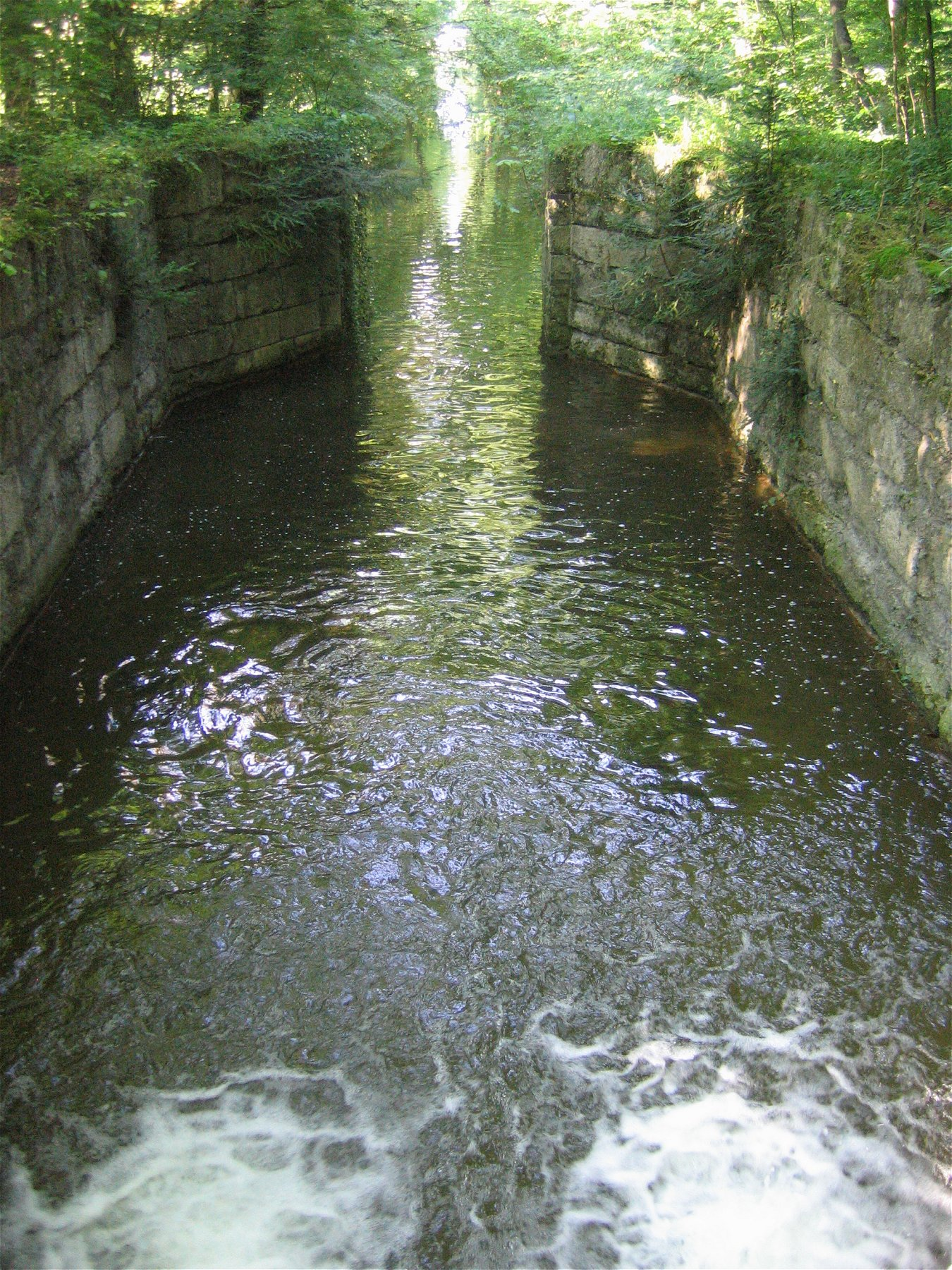
Ehemaliges Schleusenbecken des südlichen Kanals zwischen dem Dörfchen und der Amalienburg

Die Kanäle des Schlossparks sind Bestandteil des weite Teile des westlichen Münchens durchziehenden Nymphenburger Kanals. Während der Mittelkanal an französische Gärten erinnert, ist das gesamte System an niederländischen Vorbildern, insbesondere von Het Loo, orientiert. Die meisten Kanäle konnten bis 1846 mit Booten befahren werden. Reste der Schleusen aus dem 18. Jahrhundert befinden sich beim Umflutkanal hinter der Großen Kaskade und zwischen dem Dörfchen und der Amalienburg im südlichen Parkkanal.
Ursprünglich existierten sechzehn Klappbrücken. Die heute vorhandenen Brücken stammen aus neuerer Zeit (Nymphenbrücke 1902, Bogenbrücke 1903, Badenburgbrücke 1906, Nördliche und Südliche Schwanenbrücke 1969). Sie sind aus Beton gefertigt, weisen Verzierungen und kunstvoll geschmiedete Brückengeländer auf. Sie können nicht geöffnet werden, eine Bootsdurchfahrt ist nicht mehr möglich.

#### Der Mittelkanal
Die zentrale Wasserachse geht auf den ursprünglichen barocken Entwurf des Gartens zurück. Der Mittelkanal beginnt mit einem unterhalb der Großen Kaskade gelegenen Bassin, führt 800 Meter schnurgerade nach Osten und endet in einem Bassin, das das Gartenparterre abschließt. Von diesem Wasserbecken zweigen zwei Kanäle ab, die das Gartenparterre mit den Blumengärten und Gewächshäusern im Norden und einem Streifen des Amalienburger Parkteils im Süden umschließen und dann nach Osten auf das Schloss zufließen. Beide Kanäle unterqueren die Flügelbauten des Schlosses, die Gebäudeverbindungen werden als Wassergänge bezeichnet.

#### Der südliche Kanal
Der westliche Teil des südlichen Kanals speist den Badenburger See. Von der geringen Wassermenge abgesehen, die über den kleinen Bach bei der Gruppe des Pan abfließt, leitet der Kanal in seiner Fortsetzung das Wasser des Sees nach Osten ab. Sein Erscheinungsbild ist das einer kleinen Wasserstraße – in der Zeit des Barock fuhren hier zum Vergnügen der Angehörigen des Hofes Gondeln und Boote. Den Höhenunterschied zwischen dem Badenburger See und dem Mittelbassin beim Gartenparterre überwanden die kleinen Wasserfahrzeuge mittels einer 1765 angelegten Kastenschleuse.

### Wasserkünste
Der wohldurchdachte Einsatz des Wassers verleiht der Nymphenburger Anlage ihre reizvolle Lebendigkeit. Wasser tritt auf in Form der ruhigen Flächen der beiden Seen, in Fließbewegung in den Kanälen und Bächen, fallend und rauschend in den beiden Kaskaden und aufsteigend in den Fontänen der beiden großen Brunnen. Die zahlreichen Wasserspiele der Barockzeit sind allerdings nicht mehr vorhanden.

#### Die Große Kaskade

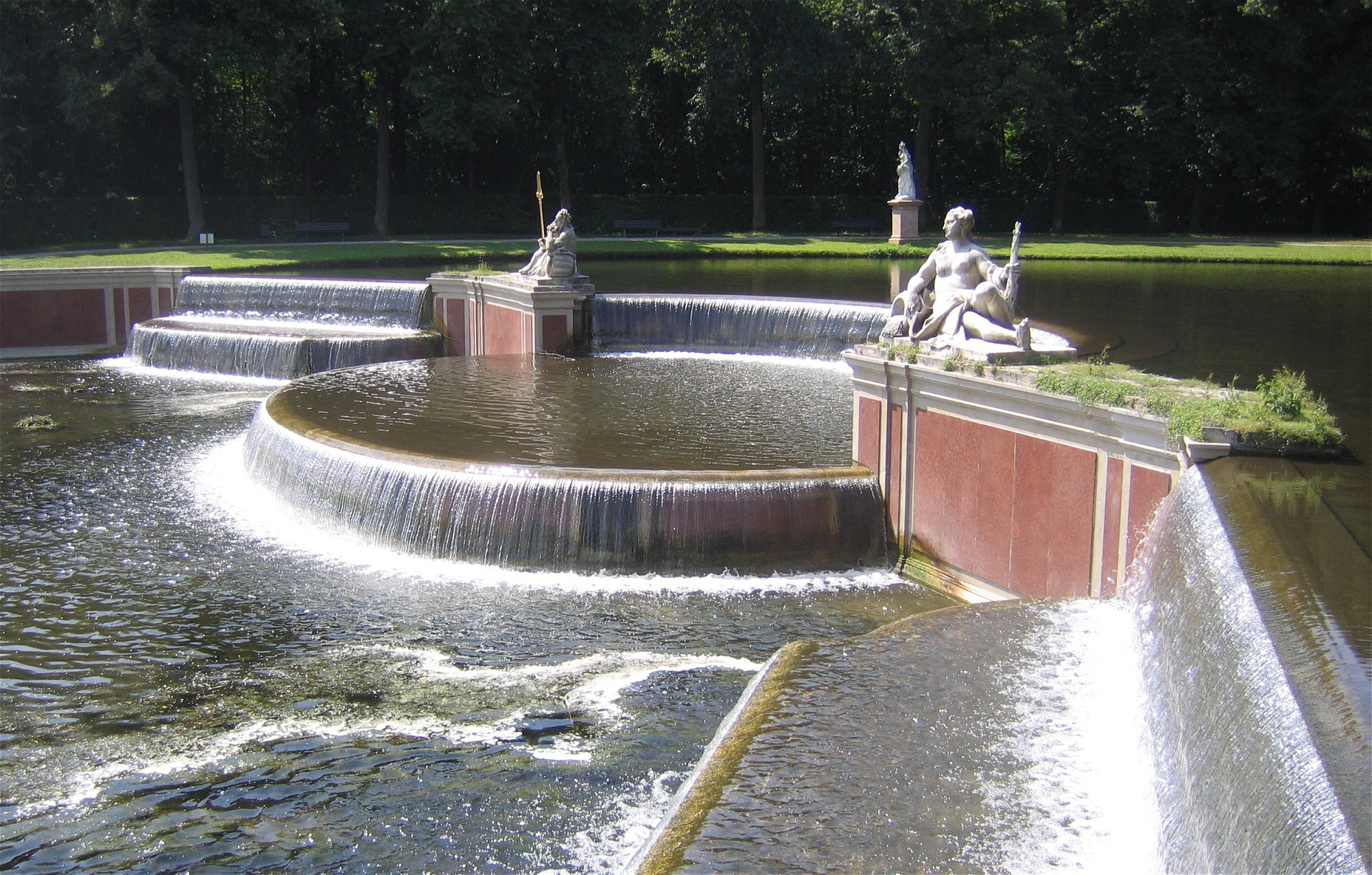
Die Große Kaskade von Nordosten. Rechts die Figur der Isar, links die der Donau

Die Wassermenge, die den Park durchfließt, wird von Westen über den Pasing-Nymphenburger Kanal herangeführt. Ein beträchtlicher Teil dieses Wassers stürzt über die Große Kaskade vom oberen in das untere Kaskadenbecken. Die Kaskade bildet den Endpunkt der Sichtachse entlang des Mittelkanals, auch wenn sie von der gartenseitigen Schlosstreppe wegen der erheblichen Entfernung kaum mehr zu erkennen ist.
Die Große Kaskade wurde von Joseph Effner 1717 erbaut. Er bezog sich auf ein Konzept von François Roëttiers. Das Wasser fällt in der Mitte von einer zweiteiligen Wassertreppe, wobei die erste Stufe halbrund nach Westen, die zweite, tieferliegende, nach Osten ausgeformt ist. Die Kaskade setzt die Symmetrie durch den Mittelkanal fort. Die Schauseite des Katarakts wurde 1770 mit rosa Marmor verkleidet. Ursprünglich war eine flankierende Architektur vorgesehen, die aber nie ausgeführt wurde. Stattdessen wurden Ende des 18. Jahrhunderts Skulpturen aufgestellt.
Ein Teil der verbleibenden Wassermenge des Pasing-Nymphenburger Kanals wird bereits vor der Kaskade unter Beibehaltung des Niveaus in den südlichen Kanal geleitet, der andere fällt in einer ehemaligen Schleuse in einen seitlichen Umflutkanal, der zur Speisung des Mittelkanals beiträgt.

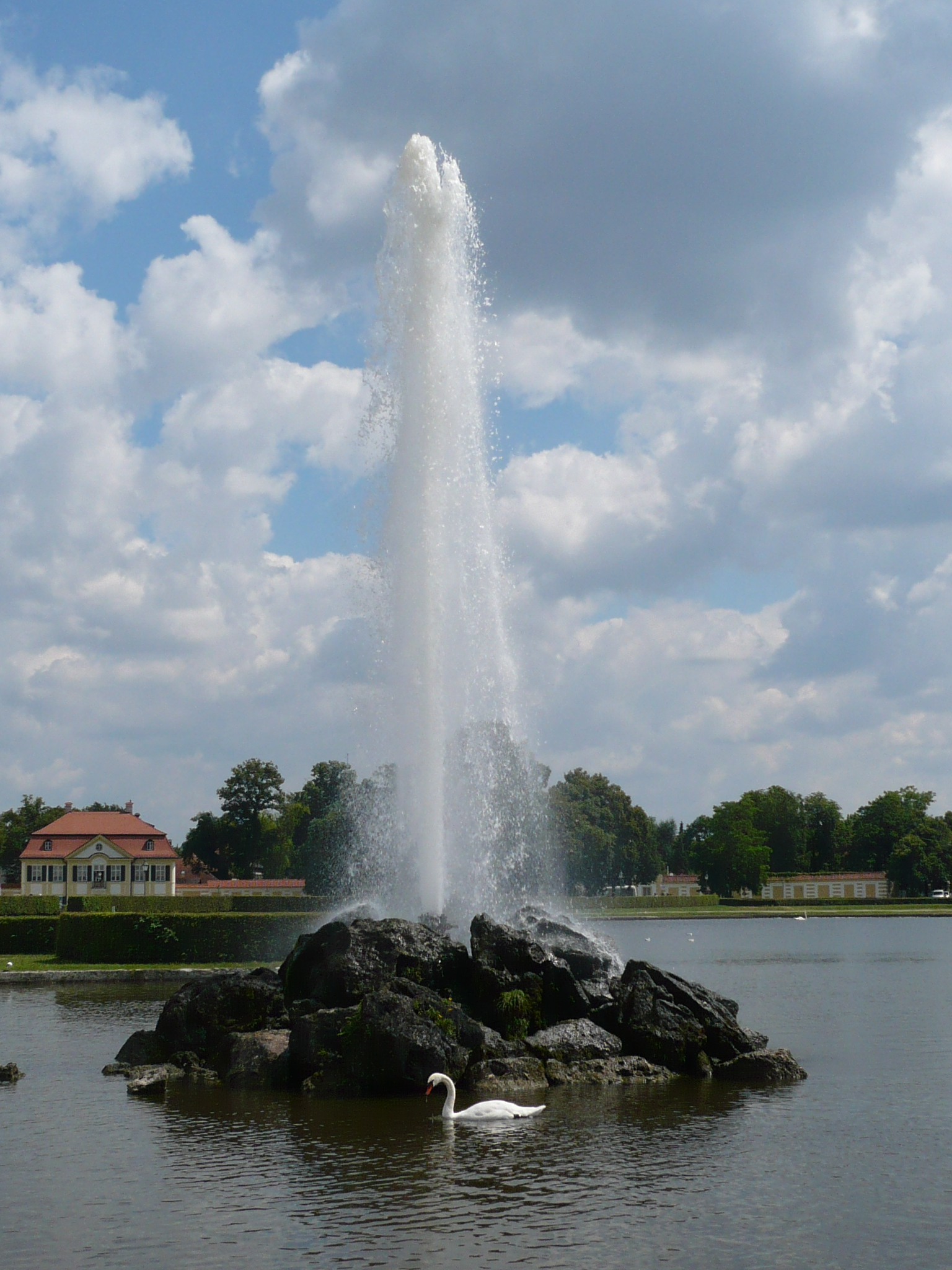
Die Fontäne auf der Stadtseite

#### Die Fontänen vor dem Schloss und auf der Gartenseite
Die Fontänen werden auch heute noch von Pumpwerken betrieben, die von Wasserrädern angetrieben werden und seit Anfang des 19. Jahrhunderts in Betrieb sind.
Die stadtseitige Fontäne wird durch Druckpumpen im Johannis-Brunnturm des Schlossgebäudes, die von drei oberschlächtigen Wasserrädern getrieben werden, mit Wasser versorgt. Sie wurden 1807 von Joseph von Baader konstruiert und ersetzten eine ältere Pumpe, die 1716 von Franz Ferdinand Albert Graf von der Wahl gebaut worden war. Die Anlage befindet sich noch weitgehend im ursprünglichen Zustand.
Die gartenseitige Fontäne hatte ihren Vorgänger in der Flora-Fontäne, die das barocke Gartenparterre dominierte. Sie wurde 1717–22 erbaut. Ihr großes, achteckiges Marmorbecken war mit zahlreichen Figuren aus vergoldetem Bleiguss von Guillielmus de Grof geschmückt. Außer der großen Statue der Flora existierten Putten und Tierfiguren, einige davon waren zu Szenen zusammengestellt, die sie in einander neckenden Situationen zeigten. Der Brunnen wurde Anfang des 19. Jahrhunderts im Zuge der Vereinfachung des Gartenparterres durch Ludwig von Sckell abgebrochen, seine Reste sind verschwunden. Die heutige Fontäne wird mittels einer Druckleitung vom Grünen Brunnhaus im Dörfchen betrieben.

## Bauwerke

### Die Parkburgen
Die sogenannten Parkburgen sind nicht bloße Staffagebauten, sondern Lustschlösschen mit komfortablen Räumlichkeiten, die architektonische Schmuckstücke darstellen. Die Pagodenburg steht am kleineren, nördlichen See, der deshalb auch Pagodenburger See genannt wird. Die Badenburg befindet sich am größeren, südlichen See, der daher auch als Badenburger See bezeichnet wird. Die Amalienburg, das größte der Parkschlösschen, ist Mittelpunkt eines rechteckigen, südlich an das Gartenparterre angrenzenden Gartenteils.

#### Badenburg

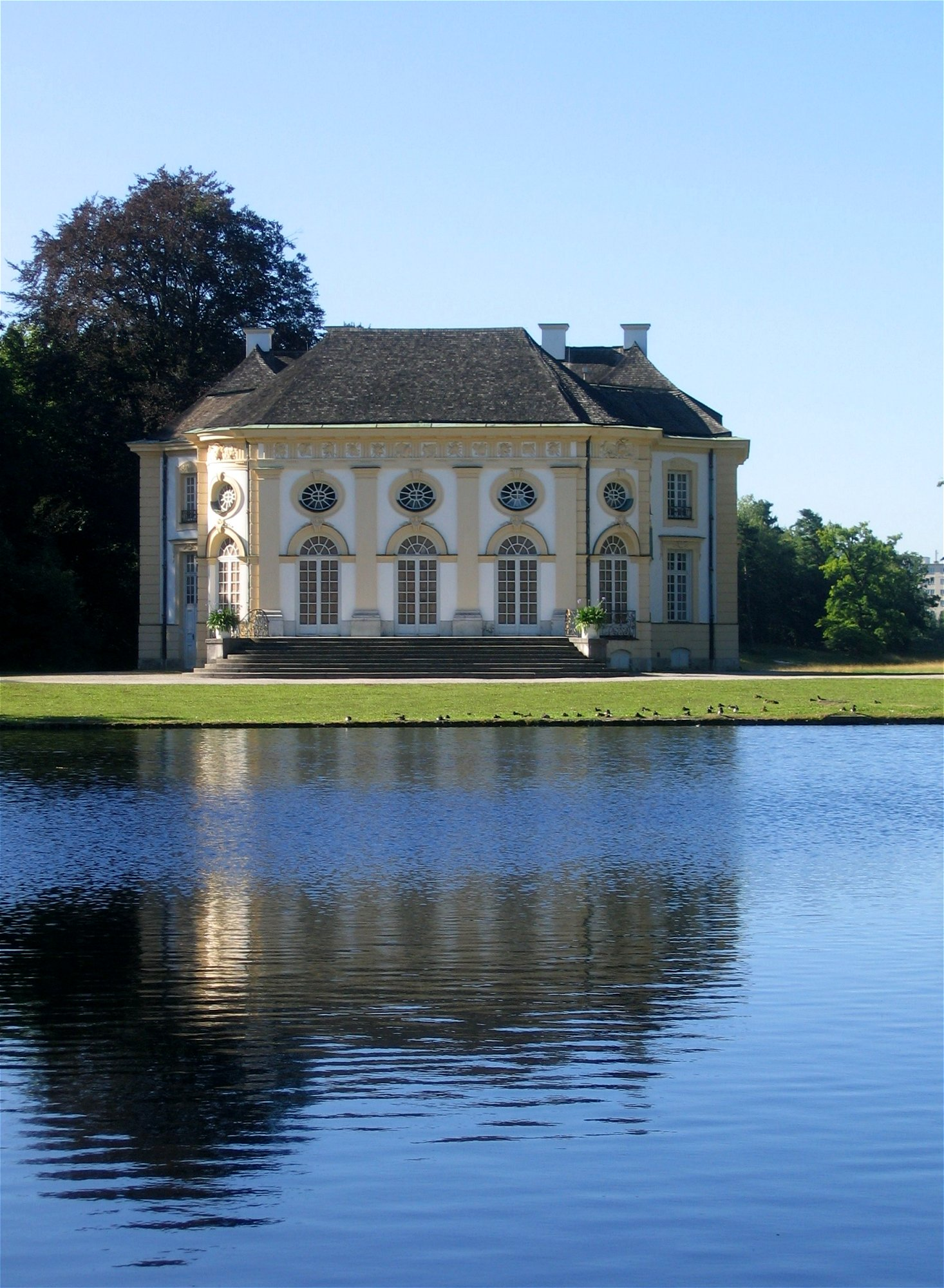
Badenburg

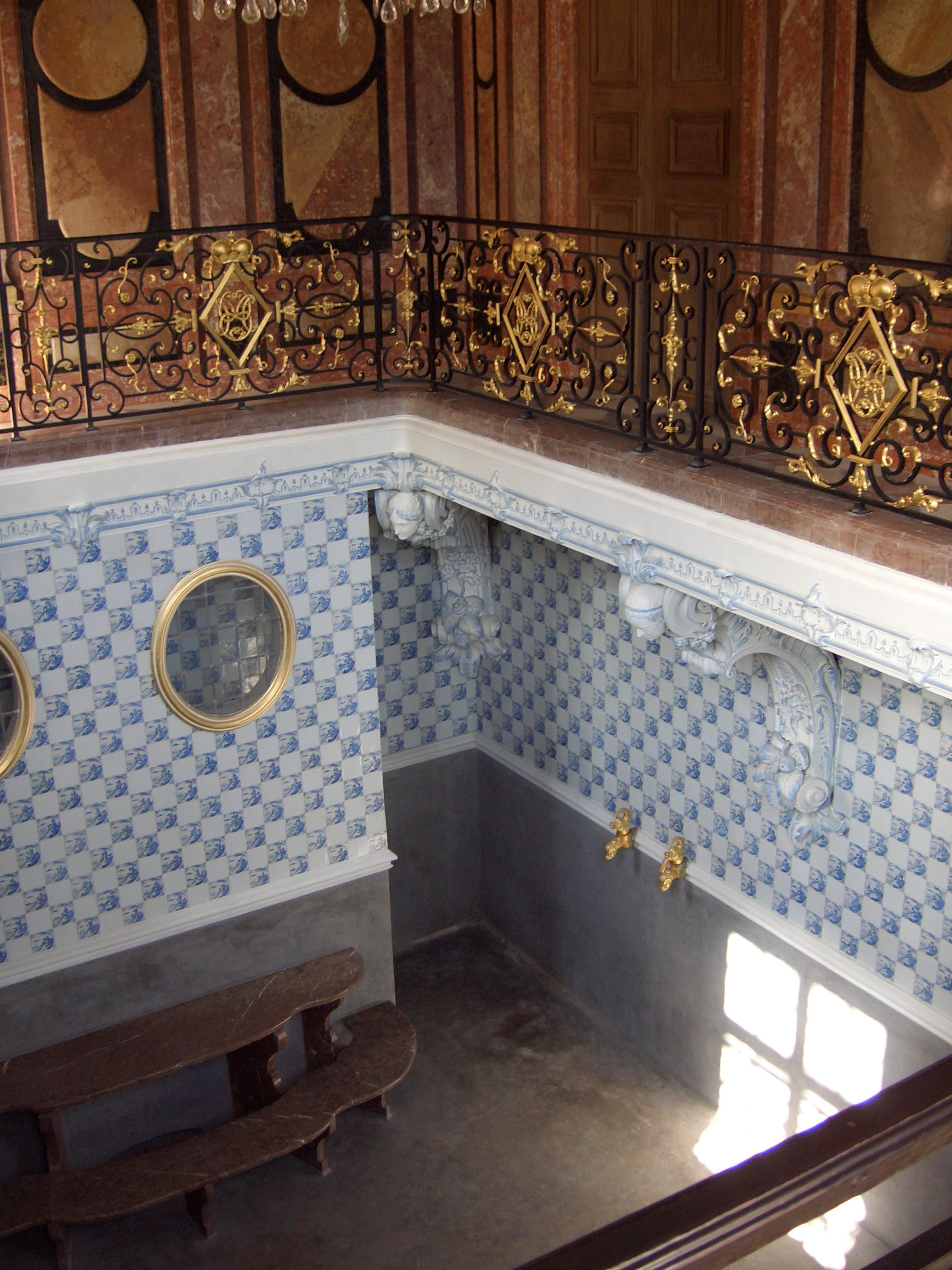
Das Bad

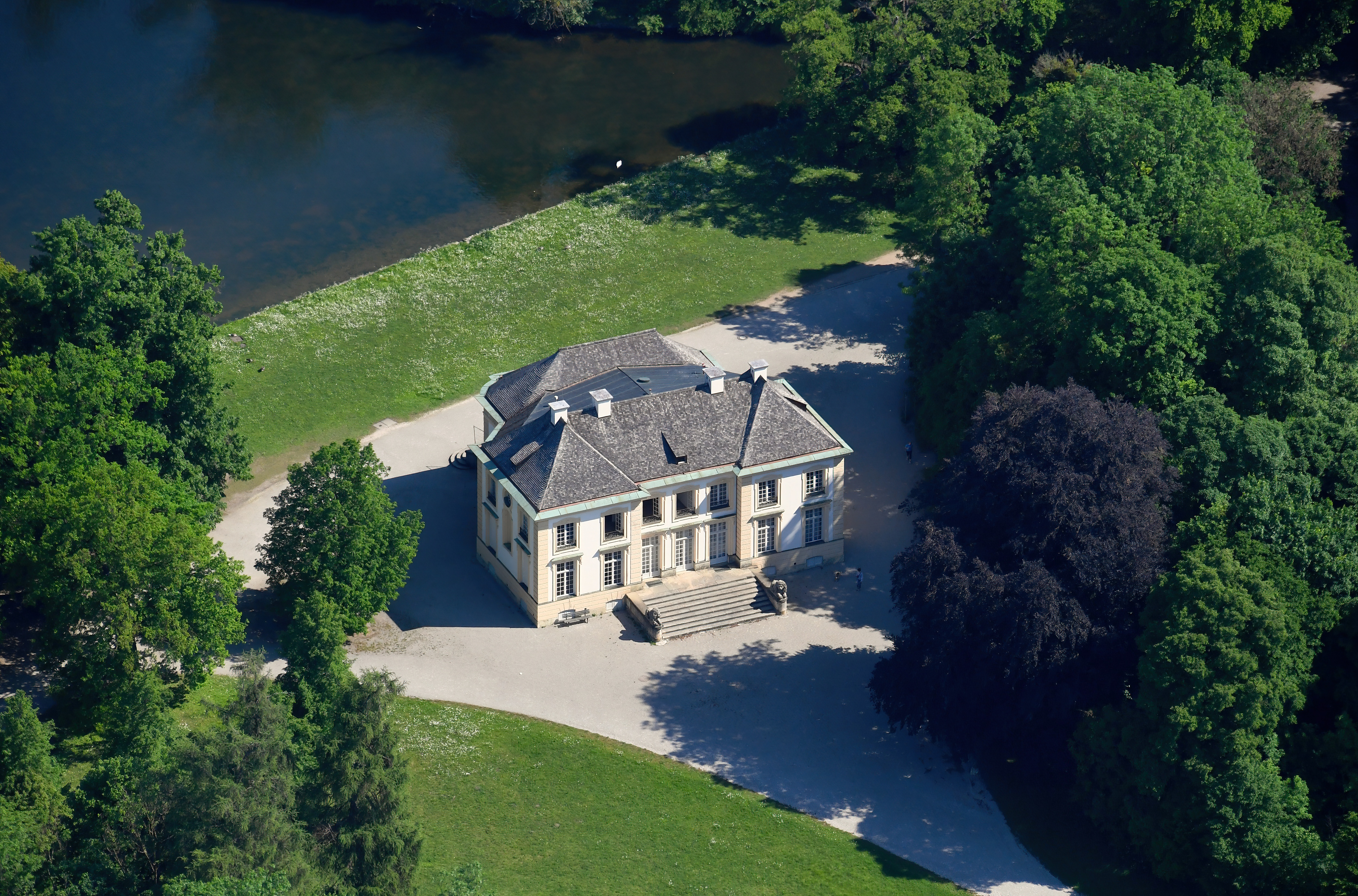
Badenburg aus der Vogelperspektive

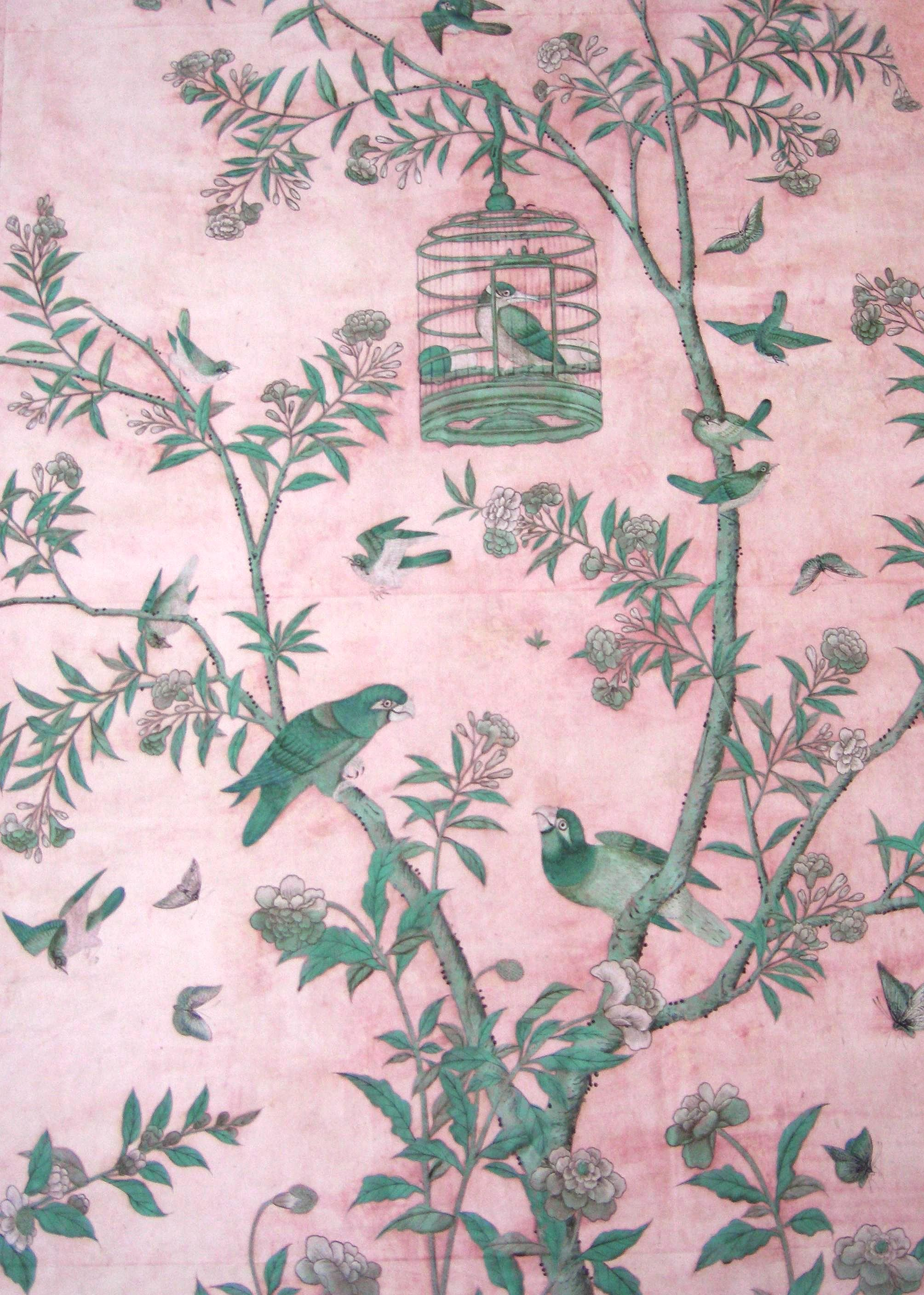
Chinesische Floraltapete

Die Badenburg befindet sich am südöstlichen Ende des Großen Sees. Das Bauwerk dominiert einen Teil des Sees, da es geschickt in eine Sichtachse eingefügt, auch von Norden aus gesehen werden kann. Das Schlösschen wurde von Joseph Effner von 1718 bis 1722 erbaut. Es war seit Jahrhunderten das erste große Bauwerk in Europa, das ausschließlich dem Zweck diente, ein komfortables Bad genießen zu können. Im Rahmen der Restaurierung 1983–84 wurden das Holzschindeldach und die ockergelbe Farbgebung des Gebäudes wiederhergestellt. Auf einem durchdachten Grundriss vereint das Lustschloss einen Festsaal, ein kurfürstliches Apartment und einen großen Badesaal.
Zwei Freitreppen, eine von Süden und eine ausladende von Norden, führen in das Gebäude. Die nördliche öffnet den geräumigen Saal zum See. Die anderen Räume des Erdgeschosses sind: südwestlich das Bad, südöstlich das Schlafzimmer mit angrenzendem Schreibkabinett und Garderobenzimmer, in der Mitte ein Spielzimmer mit Durchgang zum Saal. Der Saal weist festliches Schmuckdekor von Charles Dubut auf. Das 1944 zerstörte Deckenfresko von Jacopo Amigoni wurde 1984 durch eine Kopie von Karl Manninger ersetzt. Drei Räume sind mit chinesischen Tapeten ausgestattet. Während zwei von ihnen Szenen aus dem fernöstlichen Alltag zeigen, sind auf der dritten Pflanzen, Vögel und Schmetterlinge in rosa-grüner Farbgebung abgebildet. Im großen Saal befinden sich zwei Brunnen mit Statuetten von auf wasserspeienden Delphinen reitenden Tritonenkindern, die vergoldeten Bleihohlgüsse stammen von Guillielmus de Grof (1722).
Das Badezimmer erstreckt sich über zwei Stockwerke, Keller und Erdgeschoss. Es wird fast vollständig vom Badebecken eingenommen, das mit einer Fläche von 8,70×6,10 und einer Tiefe von 1,45 Metern luxuriös genannt werden kann. Es ist mit holländischen Fliesen ausgelegt. Die mit Stuckmarmor verkleidete Galerie ist von einem schmiedeeisernen Geländer von Antoine Motté abgeschlossen. Die Decke des Badesaales schmücken Nymphen und Najaden. Die zur Warmwasserbereitung erforderlichen technischen Anlagen befinden sich im Untergeschoss. Das mehr als 50 Quadratmeter große, 80 000 Liter Wasser fassende Badebecken war in seiner Zeit nicht nur als Kunstwerk, sondern auch in technischer Hinsicht ohne Vergleich.
In das Schlafzimmer des Kurfürsten sind 2022 nach fast 100 Jahren wieder authentische Sitzmöbel eingezogen, die Sitzgarnitur aus der Mitte des 18. Jahrhunderts bestehend aus einer sechsteiligen Garnitur war aufwändig restauriert worden.
Die südliche Treppe wird von zwei Löwenfiguren flankiert, die wohl um 1769 auf den Treppenwangen aufgestellt wurden. Sie stammen von Charles de Groff, bestehen aus Regensburger Grünsandstein und waren zeitweise weiß gefasst. Die Treppe verknüpft das Schlösschen mit einem weiten Wiesental, dem Löwental, das seinen Namen den beiden Tierfiguren verdankt und mit einem Ha-Ha abschließt.

#### Pagodenburg

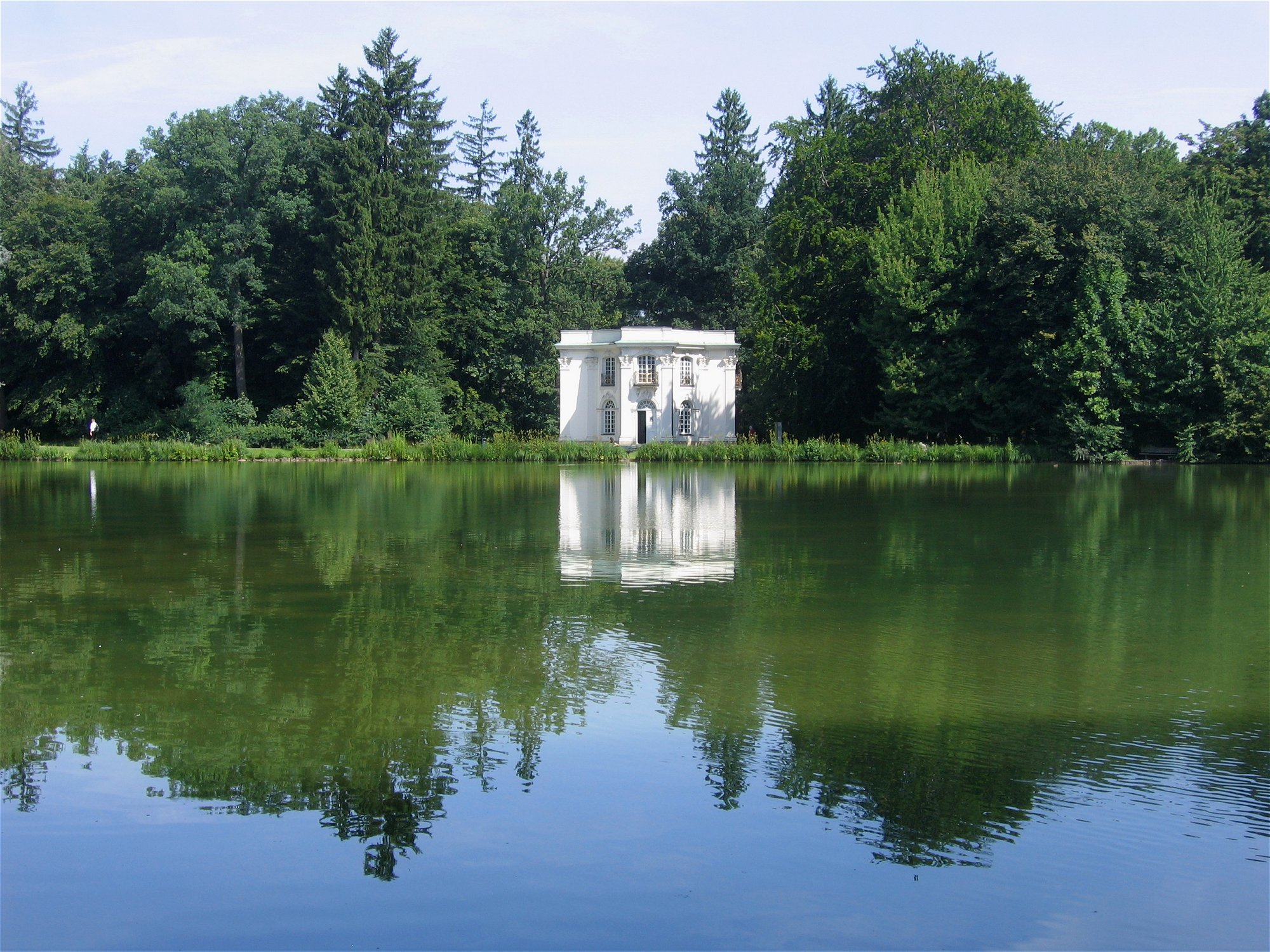
Pagodenburg am Nordufer des nördlichen Sees

Die Pagodenburg wurde als maison de plaisance unter Leitung von Joseph Effner 1716 bis 1719 der Überlieferung nach in Verwendung eines Grundrissentwurfs von Max Emanuel erbaut. Bereits 1767 erfolgte eine Überarbeitung durch François Cuvilliés d. Ä. im Stil des Rokoko.
Die Bezeichnung Pagodenburg wird bereits in zeitgenössischen Berichten verwendet und bezieht sich auf die Innenausstattung nach der Mode der Chinoiserie. Unter dem Begriff Pagode verstand man zu dieser Zeit sowohl heidnische Tempel im asiatischen Raum, als auch die darin abgebildeten Gottheiten. Letztere lassen sich auch in den Wandmalereien im Erdgeschoss der Pagodenburg finden.
Das doppelgeschossige Gebäude ist ein achteckiger Bau, der durch vier sehr kurze Flügel einen kreuzförmigen, nord-südlich ausgerichteten Grundriss hat.

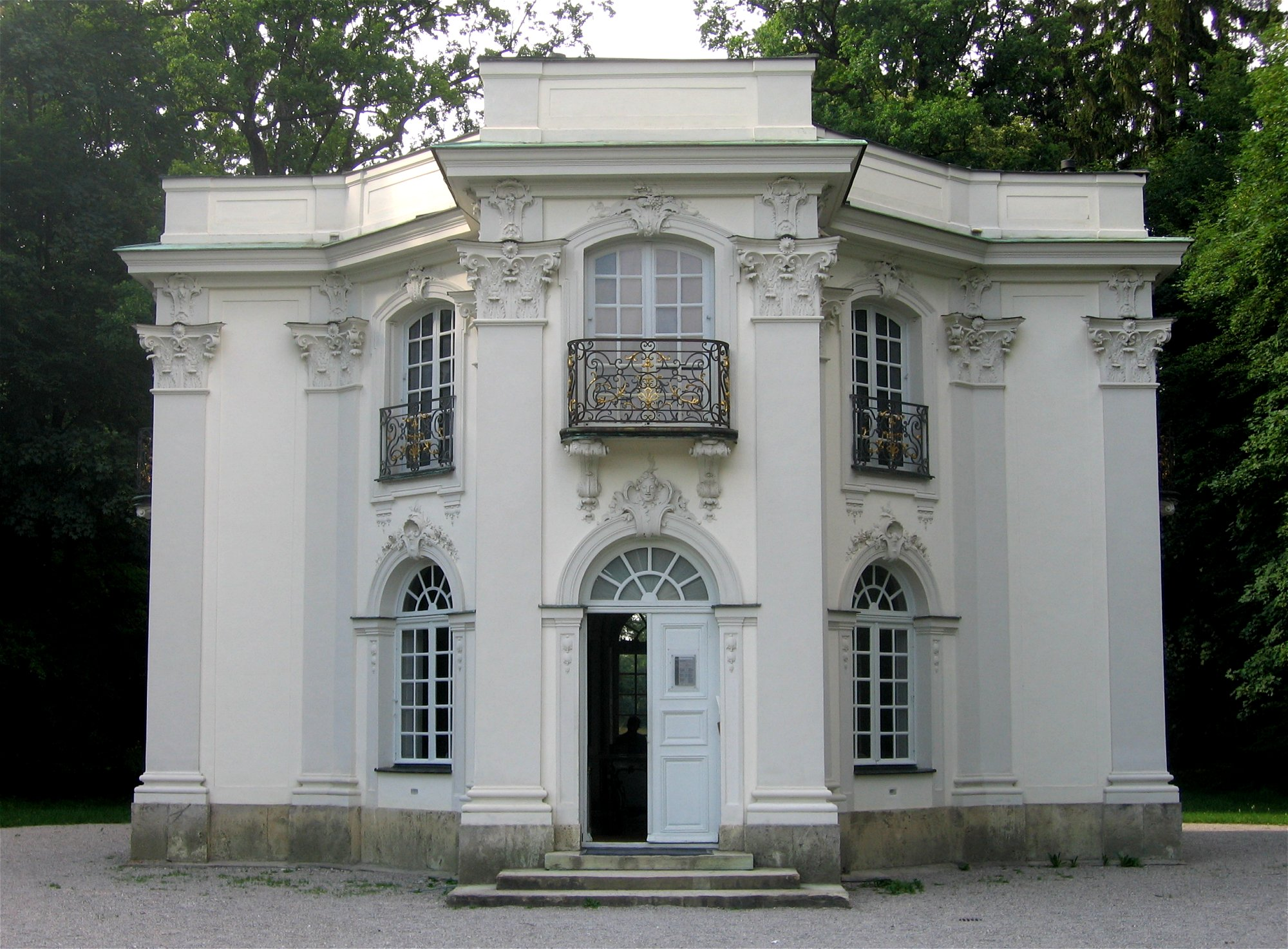
Die Pagodenburg

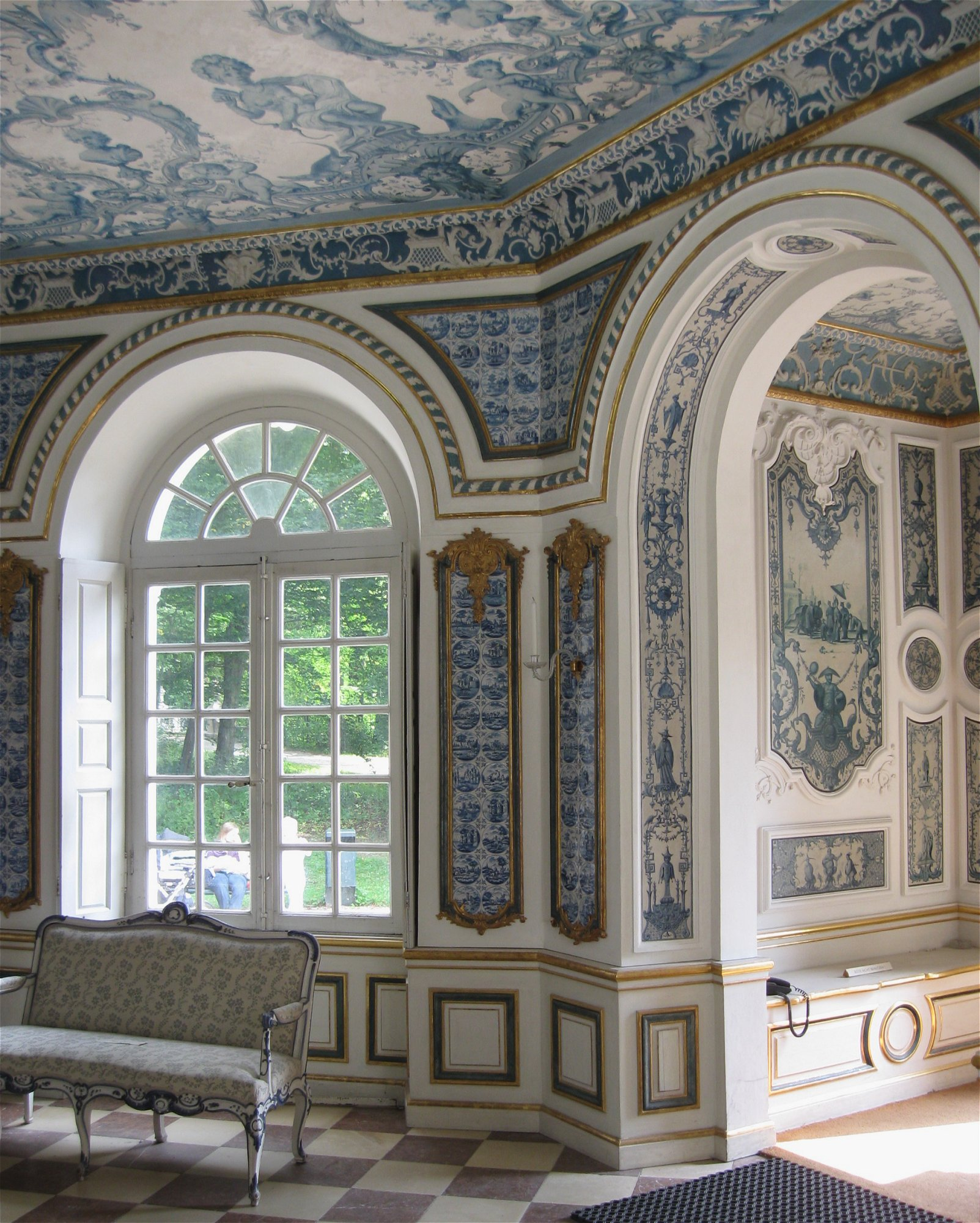
Das Salettl im Erdgeschoss der Pagodenburg

Das Erdgeschoss besteht aus einem einzigen Raum, dem ganz in blau und weiß gehaltenen Salettl. Dessen Wände sind zu großen Teilen mit Delfter Kacheln bedeckt. In den Nischen und den Bogenlaibungen der Seitenkabinette, sowie auf der Tür zum Treppenhaus befinden sich Wandmalereien von Johann Anton Gumpp, die die zahlreichen namensgebenden asiatischen Gottheiten zeigen. Die Decke ist mit weiblichen Personifikationen der vier Erdteile bemalt.
Um 1770 wurde die originale Ausstattung des Salettls durch eine Möblierung im Rokokostil ersetzt, die mit ihrer blau-weißen Fassung die Farben der Wandgestaltung aufgreift und bis heute in der Pagodenburg zu besichtigen ist. Dazu gehören ein runder Auszugstisch mit dem Wappen der Wittelsbacher auf der Tischplatte, zwei Kanapees sowie ein Kronleuchter.
Im Obergeschoss ist die Pagodenburg viergeteilt. Während ein Flügel dem Treppenaufgang vorbehalten ist, beherbergen die anderen drei einen Ruheraum, den Chinesischen Salon sowie das kleinere Chinesische Kabinett. Der Ruheraum ist das einzige Zimmer in der Pagodenburg, das keine Elemente der China-Mode aufweist, sondern ganz dem Stil der französischen Régence verpflichtet ist. Dort befinden sich ein Kamin mit einem Spiegel darüber, sowie ein Alkoven mit zwei Ruhebetten.
Die Wände des Chinesischen Salons sind mit einer schwarz lackierten Holzvertäfelung verkleidet, die als Rahmung für chinesische Rollbilder mit Pflanzen- und Vogelmotiven dienen. In den Fenster- und Türlaibungen befinden sich europäische Lackpaneele, die in Anlehnung an die Rollbilder ebenfalls mit Blumenmotiven bemalt sind. Darüber befindet sich ein goldgrundiger Figurenfries, der zur Deckenmalerei überleitet. Diese zeigt ebenfalls chinoise Motive im grotesken Stil. Das Chinesische Kabinett weist den gleichen Grundaufbau wie der Chinesische Salon auf, jedoch sind die Wandvertäfelungen in rotem Lack gehalten. Bei den insgesamt 33 Rollbildern, die für die Wandvertäfelungen im Obergeschoss verwendet wurden, handelt es sich um aus China importierte Neujahrsbilder, lediglich drei davon sind europäische Nachahmungen.
Die beiden Lackkommoden im Chinesischen Salon wurden in Frankreich aus ostasiatischen Lacktafeln zusammengesetzt. Die Fronten und die Deckplatten zeigen Urushi-Lackierungen mit goldenen und silbernen Streubildern und Malereien auf schwarzem Grund. Zu sehen sind Kraniche, Enten und Schwäne an einer Uferlandschaft.
2003 wurde eine umfassende Restaurierung der Pagodenburg abgeschlossen.
Ein Nachbau der Pagodenburg befindet sich in Rastatt. Markgräfin Franziska Sibylla Augusta von Baden war anlässlich eines Besuchs bei Kurfürst Max Emanuel so beeindruckt, dass sie sich die Pläne nach Rastatt schicken ließ. Dort entstand unter Leitung des Hofbaumeisters Johann Michael Ludwig Rohrer die Rastatter Pagodenburg.

#### Amalienburg

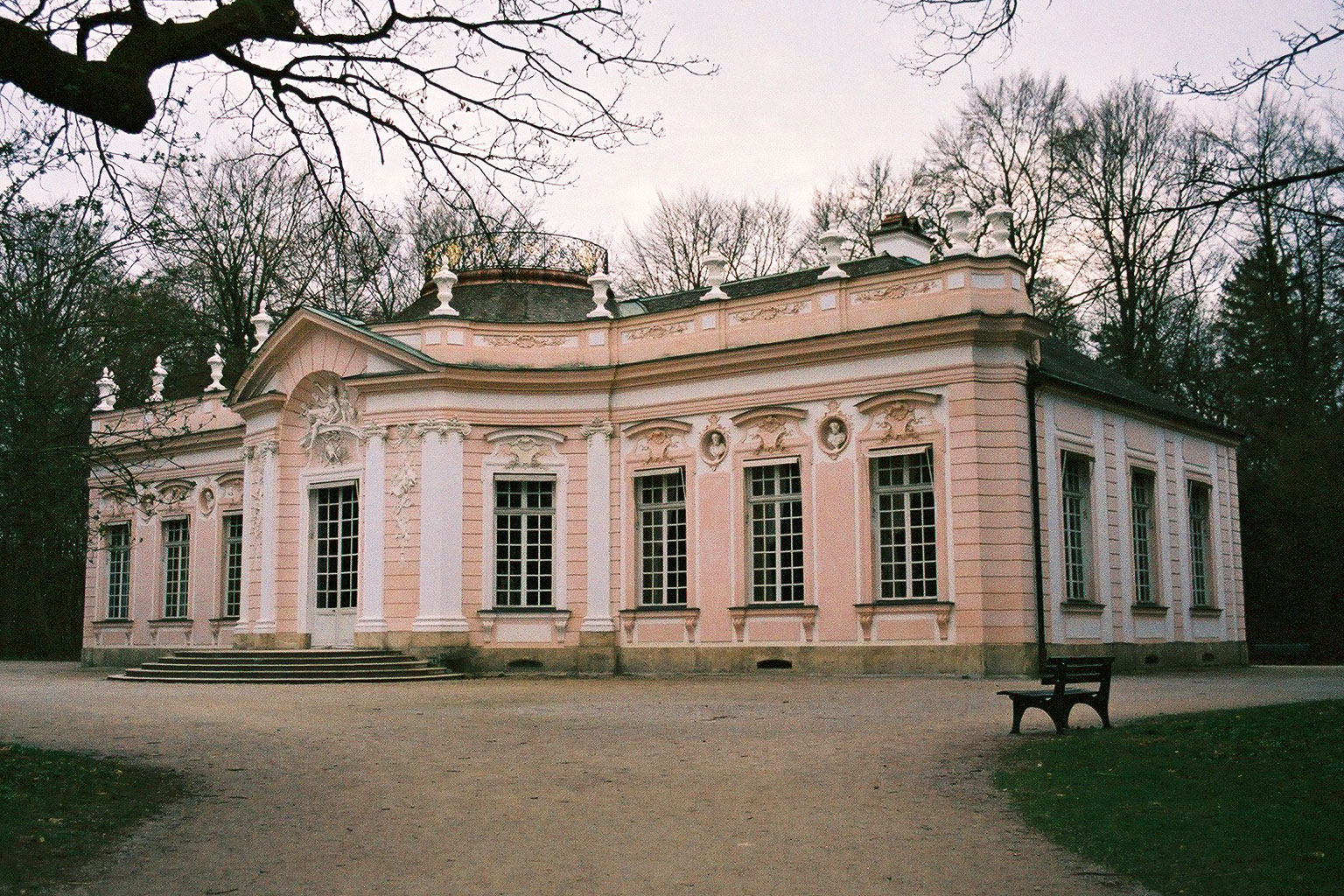
Die Amalienburg, Ansicht von Osten

Die Amalienburg steht im Amalienburger Garten, der sich an das Gartenparterre nach Süden anschließt. Der einstöckige Rokokobau war ein Geschenk von Kurfürst Karl Albrecht an seine Frau Amalie. Das nach ihr benannte Gebäude wurde nach Plänen von François Cuvilliés d. Ä. von 1734 bis 1739 als Jagdschlösschen für die Fasanenjagd erbaut. Es ist ein typisches Lustschloss der späten Barockzeit. Der Eingang befindet sich im Westen, davor ist ein rund eingeschwungener Ehrenhof angedeutet. Auf der Ostseite führt eine Treppe ins Freie, ursprünglich befand sich hier ein auf das Gebäude bezogenes Gartenparterre. Es ist, bedingt durch die Umgestaltung im Landschaftsstil, nicht mehr erkennbar.
Als Leitform im Ornament des frühen Rokoko findet sich zwar die Rocaille, doch herrschen am Bau noch florale Ornamentmotive vor. Die Stuckarbeiten und Schnitzereien des Jagdschlösschens wurden von Johann Baptist Zimmermann und Joachim Dietrich ausgeführt. Sie gehören in ihrer Feinheit, bewegten Lebendigkeit, zarten Farbfassung mit üppigem Blattgold und -silber zum Besten der Epoche. Der Eingang führt zu dem zentral gelegenen, runden Spiegelsaal, dessen Spiegelwände die äußere Natur abbilden. Im Norden schließen das Jagdzimmer und das Fasanenzimmer, im Süden das Ruhezimmer und das Blaue Kabinett an; von dort aus sind die Retirade und die Hundekammer zugänglich.
An das Fasanenzimmer im Norden grenzt die Küche. Die blau-weißen Fliesen im chinesischen Stil zeigen Blumen und Vögel. Zur Einrichtung der Küche gehört ein Herd herkömmlicher Bauart, bei dem das Feuer auf der Ofenplatte entfacht wurde. Daneben steht ein 1735 von François Cuvilliés d. Ä. entworfener Castrol-Herd (abgeleitet von Casserole, französisch für Kochtopf); es handelte sich um den ersten Herd mit geschlossenem Feuerkasten und darüberliegender Herdplatte. In den dafür gemauerten Mulden benötigte das Feuer weniger Holz. Als im fürstlichen Umfeld besonders selten vorkommende Räume erfuhren die Küche und Hundekammer zur 800-Jahr-Feier der Landeshauptstadt München (1958) eine umfassende letzte Renovierung.
In der Mittelnische der östlichen Fassade befindet sich eine in Stuck ausgeführte Halbplastik von Johann Baptist Zimmermann, die eine Szene mit der Jagdgöttin Diana darstellt. Die Darstellung leitet das die gesamte Ausstattung des Gebäudes bestimmende Bildprogramm ein. Die Attika trug aus dem Jahr 1737 stammende, ebenfalls nach einem Entwurf von Zimmermann gefertigte, Ziervasen, die zu einem unbekannten Zeitpunkt verschwanden. Im Jahr 1992 wurden sie nach einem Entwurf von Hans Geiger neu geschaffen, vier schmücken seitdem die Eingangsfassade, zwölf die Gartenseite der Amalienburg.
Eine Plattform mit kunstvollem Gitter, die dem Bauwerk in der Dachmitte aufgesetzt ist, diente als Hochstand für die Fasanenjagd: Die Vögel wurden von der damaligen Fasanerie (heute Menageriegebäude) zur Amalienburg getrieben. Da das Schlösschen durch die im Hause befindliche Küche versorgt werden konnte, fehlt der Amalienburg im Gegensatz zu den beiden anderen Parkburgen ein eigenes Wirtschaftsgebäude.

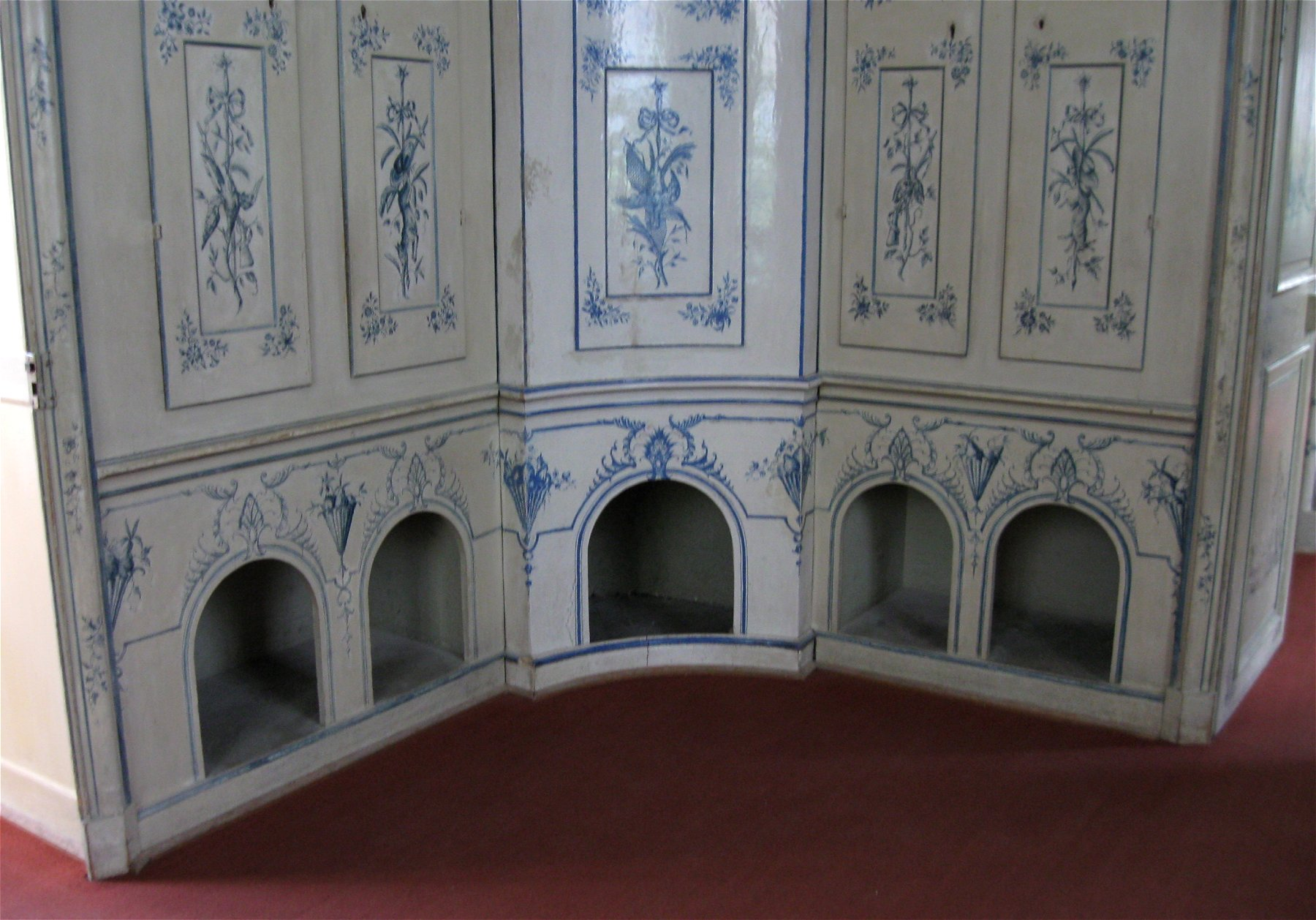
Hundekammer
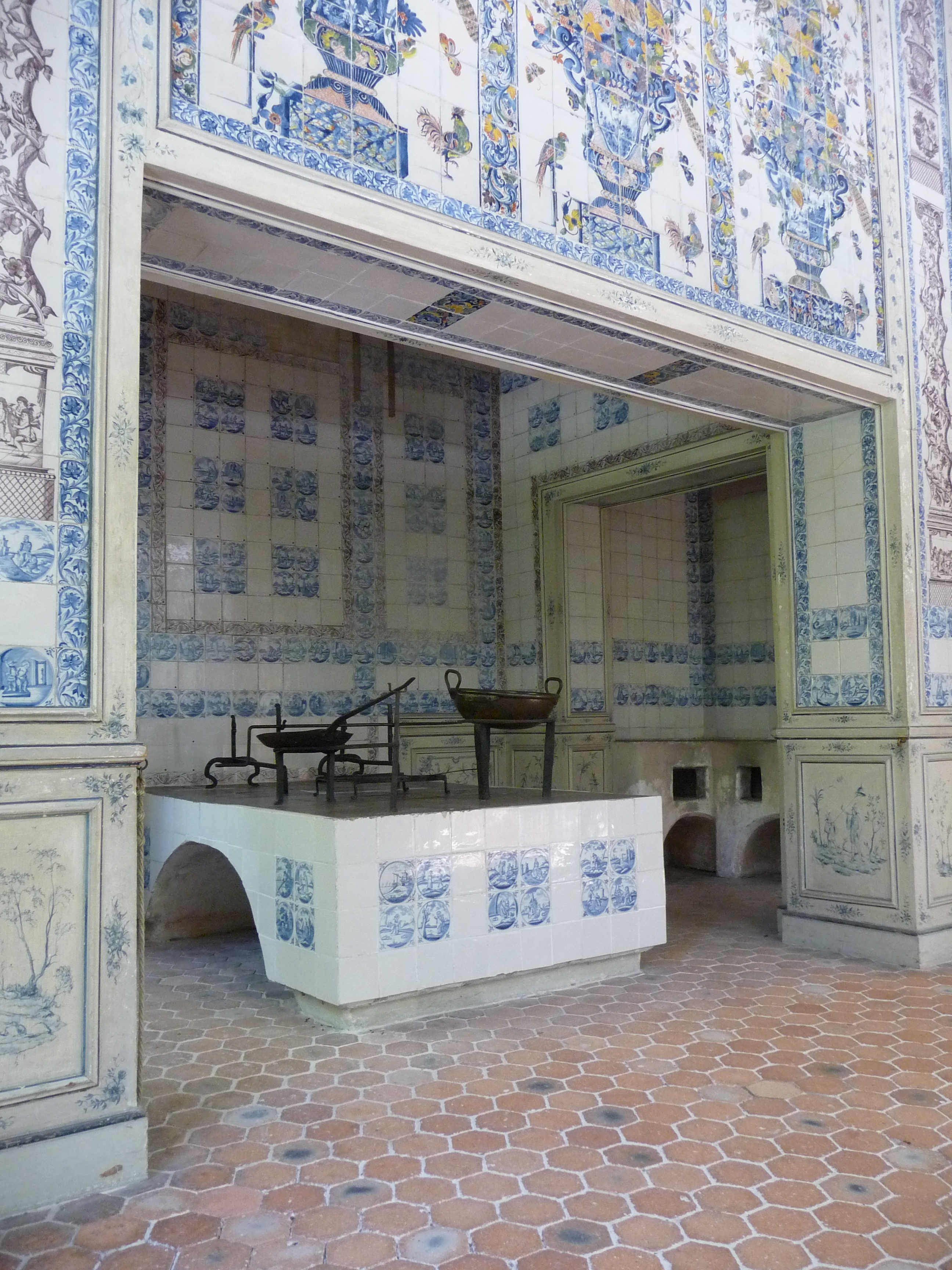
Küche
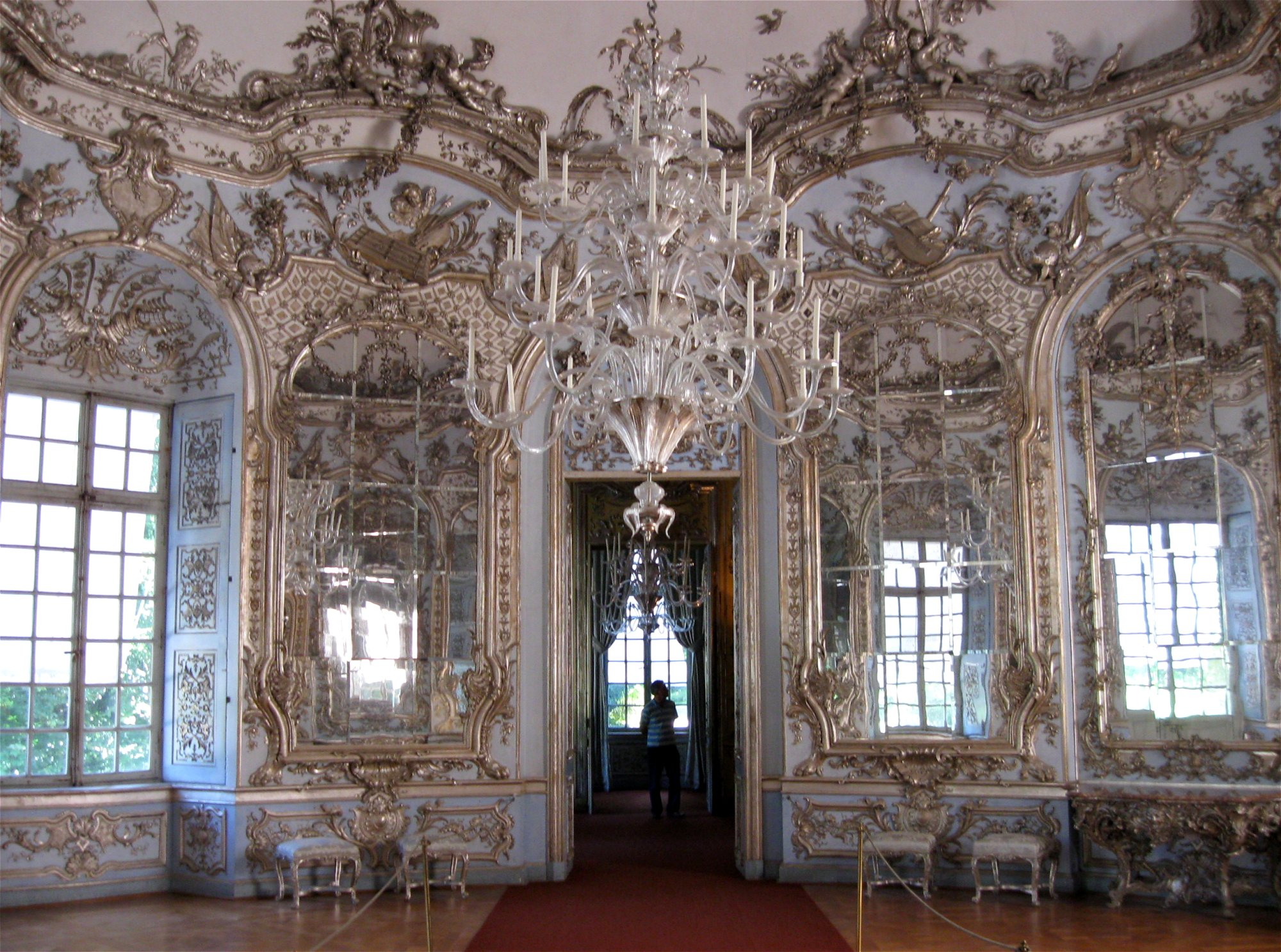
Spiegelsaal
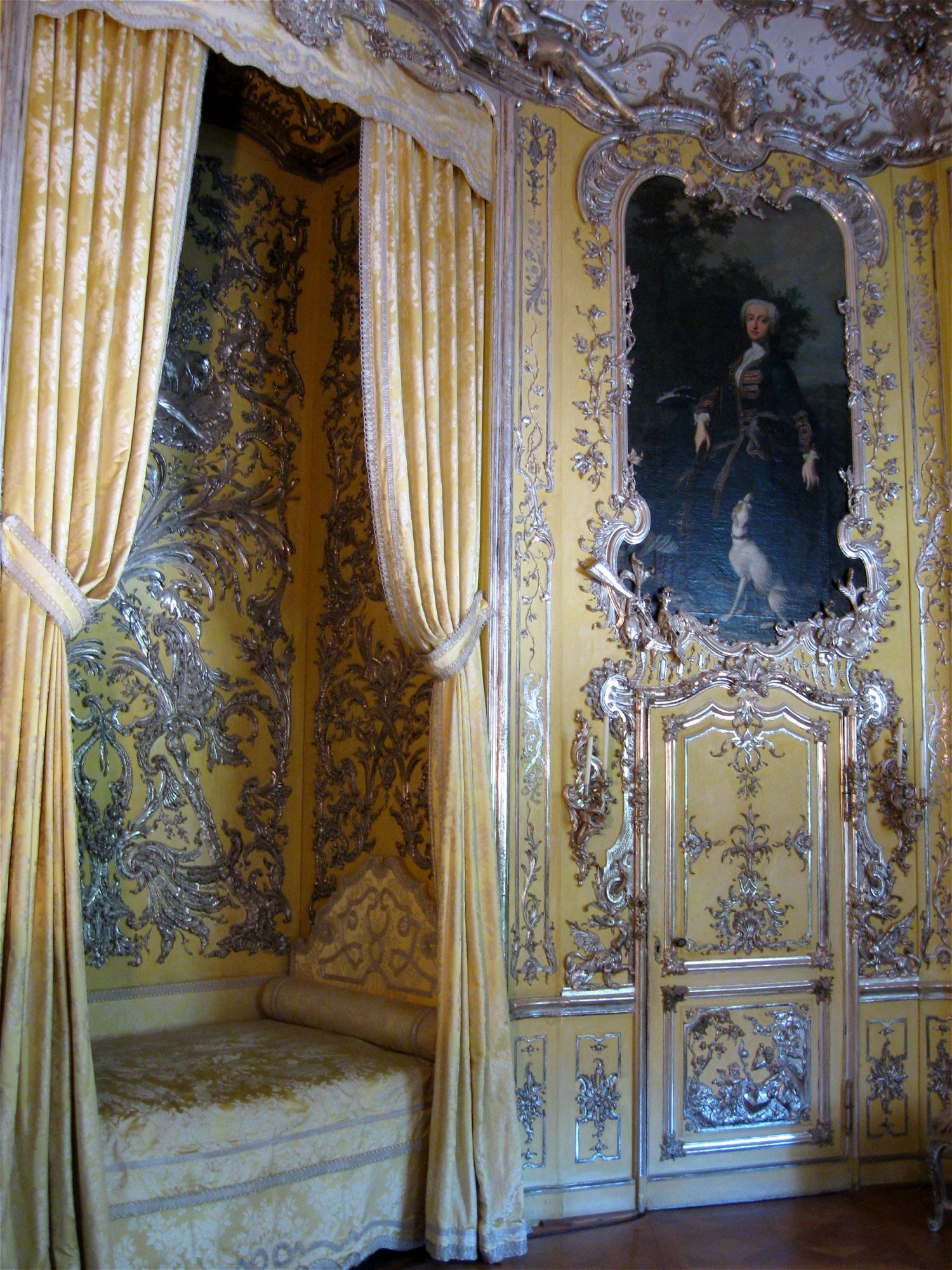
Ruhezimmer
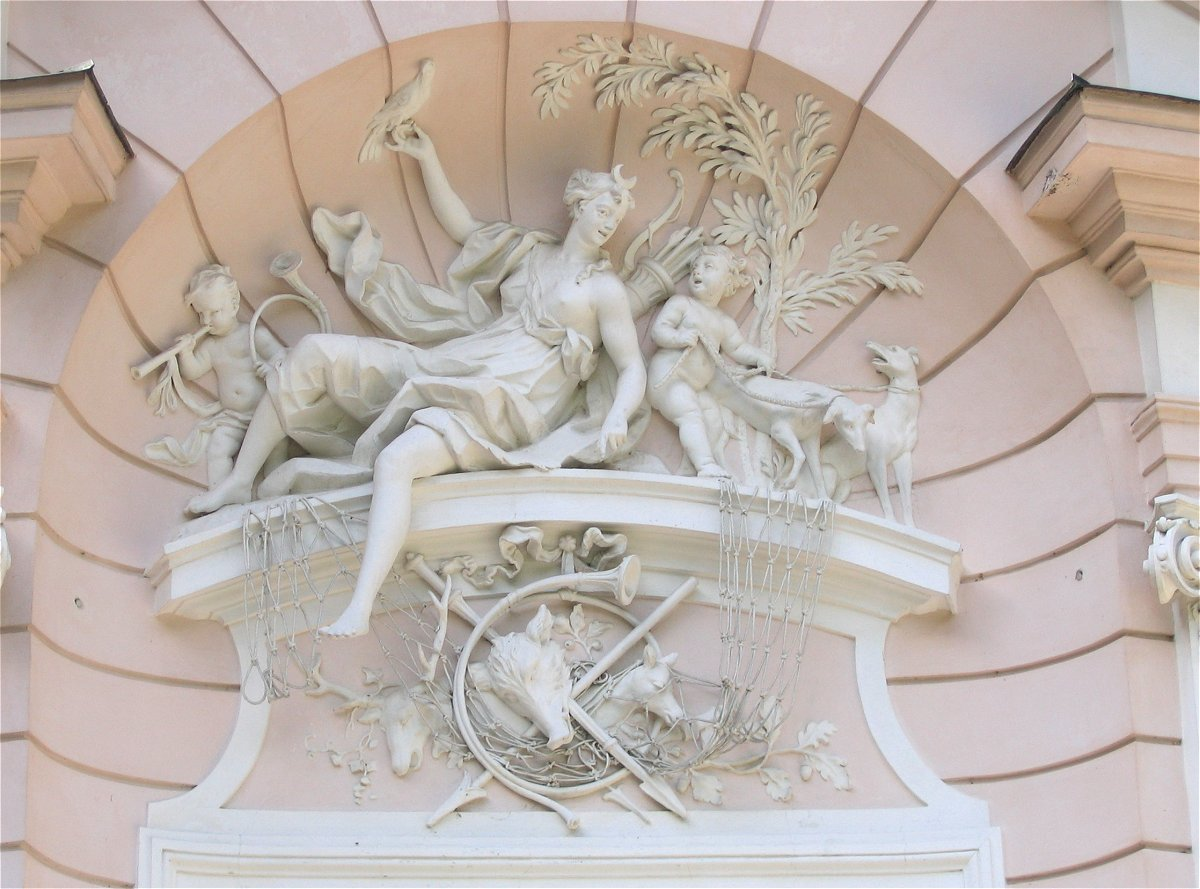
Stuckplastik mit der Jagdgöttin Diana

### Staffagebauten

#### Magdalenenklause

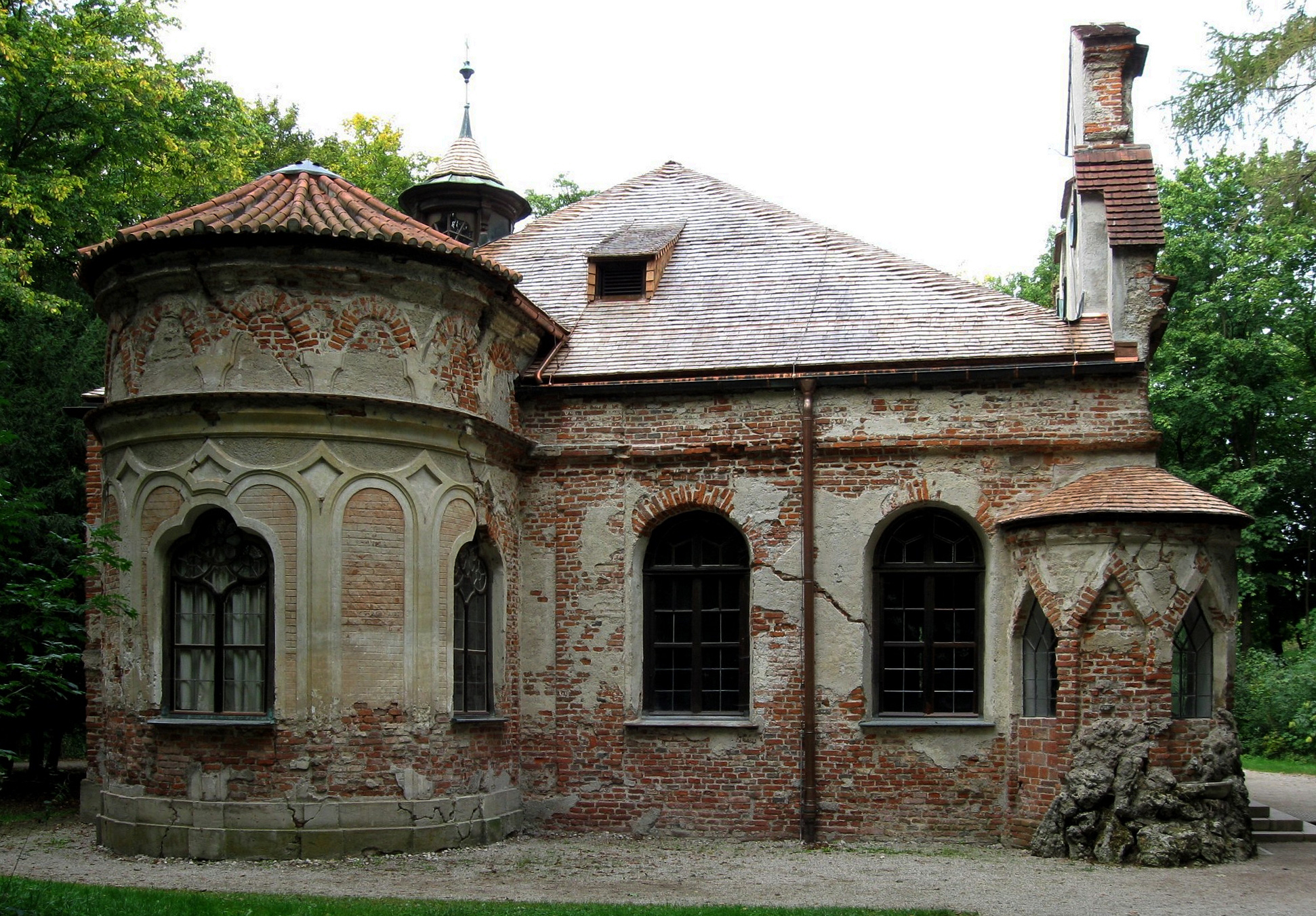
Magdalenenklause

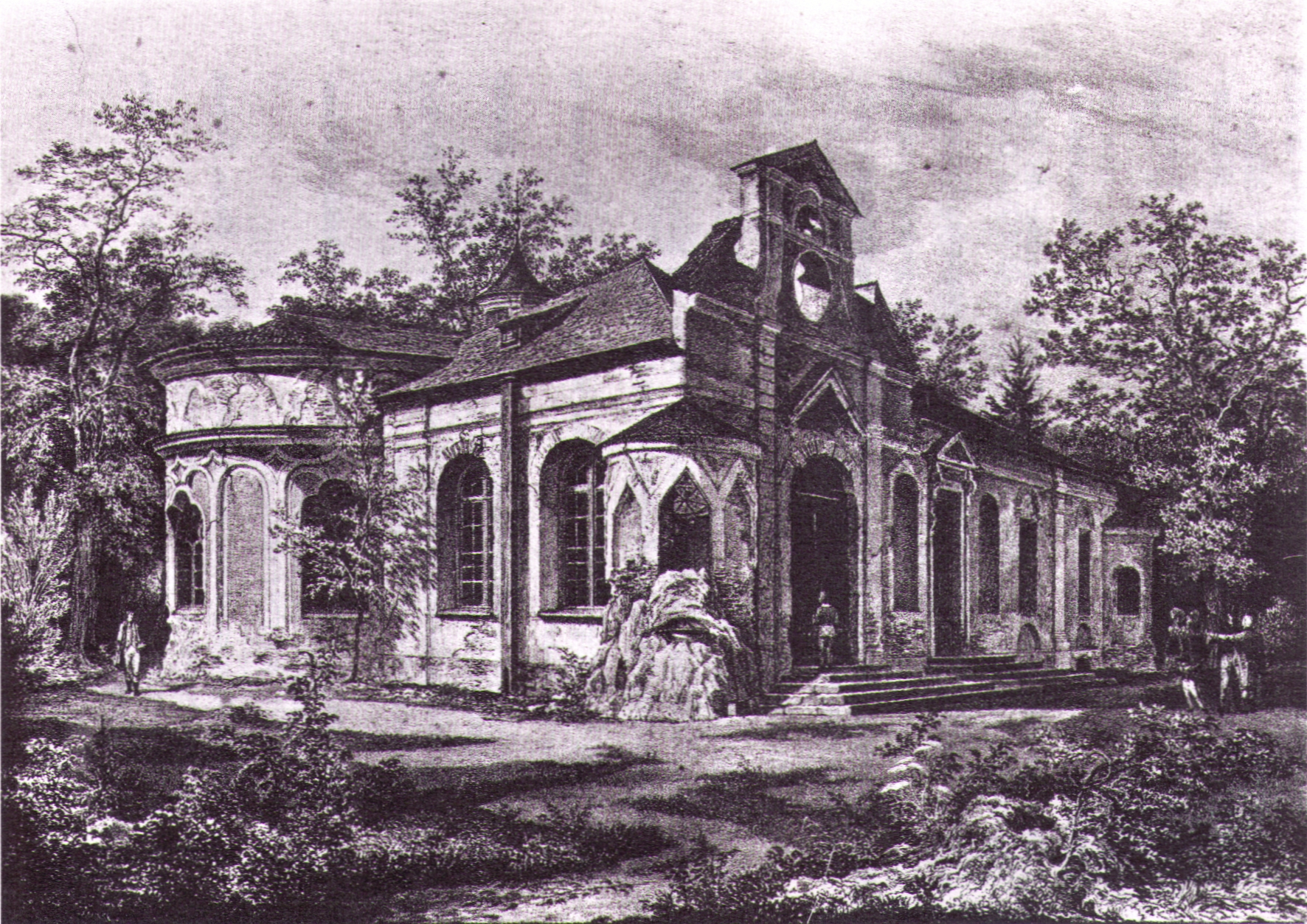
Magdalenenklause, Ansicht von Südosten nach einer Lithografie von Carl von Lebschée, 1830

Obwohl sie zu den Parkburgen gezählt wird, unterscheidet sich die im nördlichen Teil des Parks etwas versteckt gelegene Magdalenenklause deutlich von den anderen Schlösschen. Es handelt sich um eine als künstliche Ruine gestaltete Eremitage. Sie wurde durch Joseph Effner in der Zeit von 1725 bis 1728 errichtet. Das eingeschossige Gebäude hat einen rechteckigen Grundriss, dessen Seitenverhältnis dem Goldenen Schnitt entspricht. Nordwestlich und südwestlich ist dieses Rechteck durch zwei Apsiden erweitert, den Gebäudeecken der Vorderseite sind zwei kleine, runde Anbauten angefügt. Die Eingangsfassade spielt auf italienische Ruinen an, der Außenverputz lässt scheinbar vermauerte Fensteröffnungen sehen, was den Eindruck des verfallenen Zustands verstärkt. Dazu passte das bis 1750 flacher gehaltene Dach.
Das Bauwerk gilt als früher Vertreter der Einsiedelei und der Ruinenarchitektur in Deutschland; vom Typ ein Gartenfolly sollte das vom benachbarten Schloss abgeschiedene Gebäude dem Kurfürsten Max Emanuel als Ort der Kontemplation dienen – ein memento mori, dessen Fertigstellung er nicht mehr erlebte.
Das Gebäude wird von Osten betreten. Im Anschluss an ein Vestibül, einem Vorzimmer und einem kleinen Kabinett folgt ein Speisesaal sowie ein Gebetszimmer. Im Gegensatz zu diesen mit einfacher Täfelung schlicht ausgestatteten Räumen steht die zweiteilige Kapelle, deren Wände mit phantastischen Stuckaturen, Muscheln und ehemals gefärbten Kieselsteinen grottiert sind. Die Gestaltung erfolgte durch Johann Bernhard Joch, die Stuckfigur der Büßenden Magdalena stammt von Giuseppe Volpini, die Deckenfresken im Kapellenraum und in der Apsis schuf Nikolaus Gottfried Stuber. Die Gitter wurden von Antoine Motté angefertigt.

#### Apollotempel

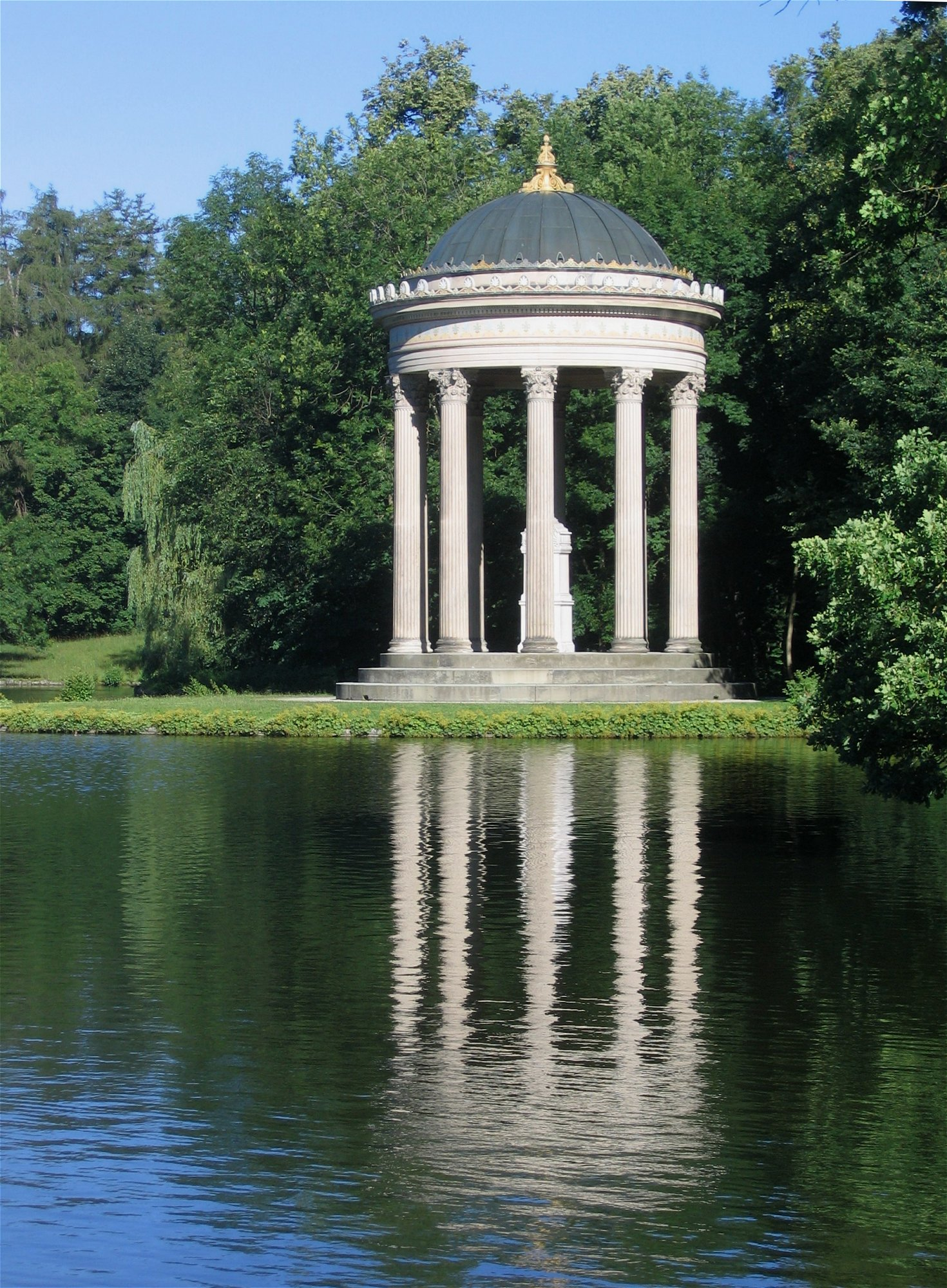
Apollotempel

Der Apollotempel steht auf einer Halbinsel am Ufer des Badenburger Sees. Es handelt sich um einen Monopteros mit zehn Säulen im korinthischen Stil aus grau-beigem Sandstein. Das Bauwerk wurde nach einem Plan von Leo von Klenze durch Carl Mühlthaler 1862–65 errichtet. Im Innern befindet sich eine Marmorstele mit einer Widmung Ludwigs I. Er bildet einen Blickfang der Landschaft um den See, lädt zum Verweilen ein und erlaubt dem Besucher einen Rundblick über die Wasserfläche.
Bis zum Bau des Apollotempels stand auf der Landzunge zweimal ein Rundtempel aus Holz. Der erste war 1805 zum Geburtstag der Kurfürstin errichtet worden. Als dieser brüchig geworden war, schlug Friedrich Ludwig von Sckell den Bau eines steinernen Rundtempels mit Cella nach dem Vorbild des Vestatempels in Tivoli vor. Nachdem seine Idee abgelehnt worden war, entstand ein etwas größeres Ersatzbauwerk aus Lärchenholz, das 1818 fertiggestellt war.

#### Dörfchen

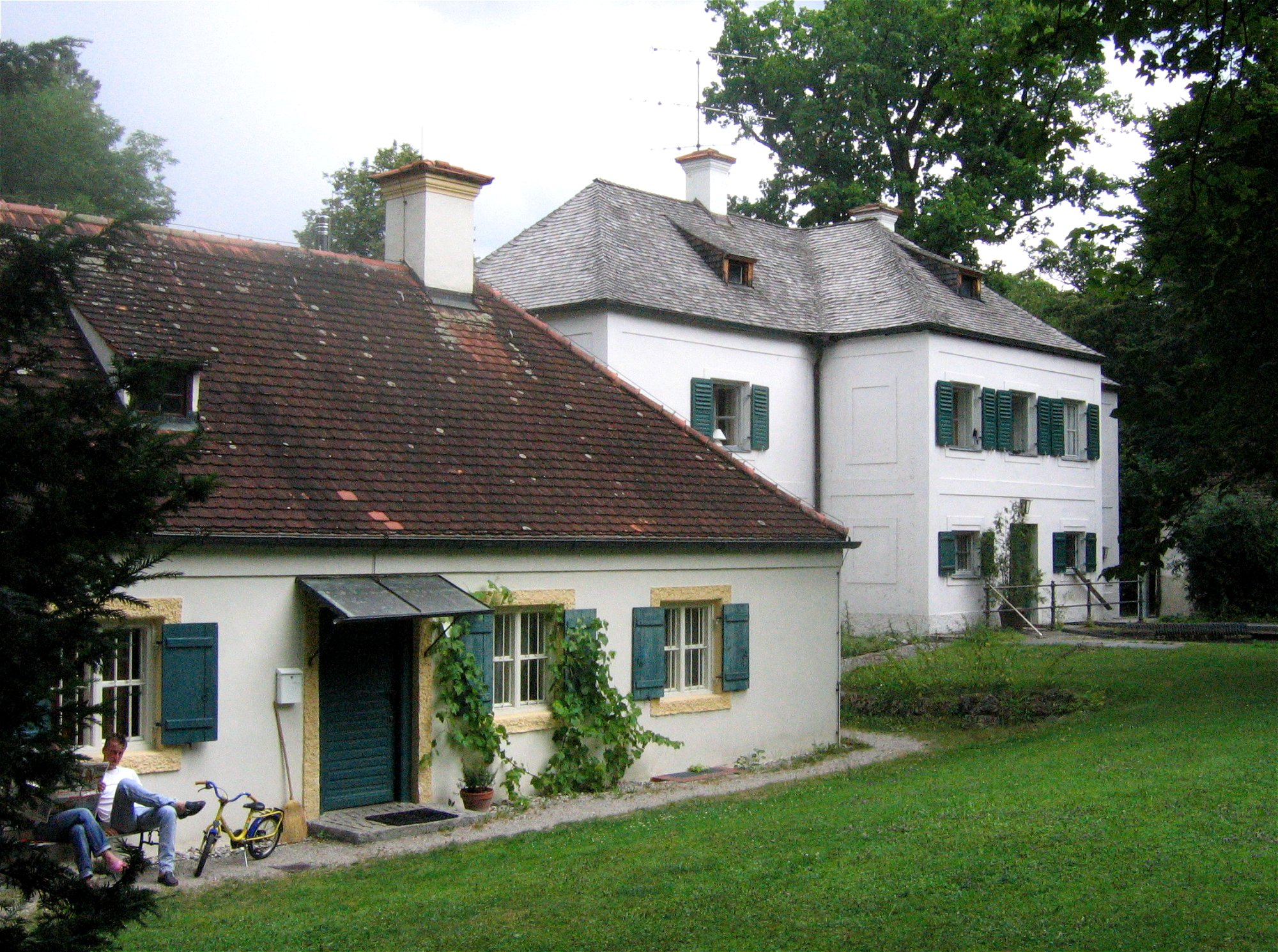
Das Dörfchen mit dem Brunnwärterhaus, im Hintergrund das Grüne Brunnhaus, in das von rechts ein Stichkanal führt

Die fünf Gebäude des Dörfchens stehen am Nordufer des südlichen Parkkanals. Die für Hofbedienstete bei einem heute nicht mehr vorhandenen Bibergehege errichteten und teilweise immer noch bewohnten Häuser verkörpern die idealisierte Vorstellung des Landlebens in höfischer Zeit – die Sehnsucht nach der vermeintlichen Idylle der Welt der Bauern und Hirten. Vorbilder befinden sich in einem Staffagedorf im Park von Chantilly (1774) und im Hameau de la Reine im Park von Schloss Versailles (1783).
Dem zweistöckigen Grünen Brunnhaus wurden in der zweiten Hälfte des 18. Jahrhunderts einige weitere eingeschossige kleine Bauernhäuser zugesellt. Es sind dies das Hirschgartenbrunnhaus, das Brunnwärterhaus, ehemals mit Schmiede, und das zurückliegende Biberwärterhaus. 1803/04 erfolgte der Umbau des bis dahin von zwei hölzernen Wassertürmen begleiteten Pumpenhauses zum Grünen Brunnhaus, dessen Pumpwerke über innenliegende Wasserräder von diesem Zeitpunkt an Druckpumpen bedienen. Über einen kleinen Abzweig wird Wasser aus dem südlichen Kanal, der an dieser Stelle noch das Niveau des Würmkanals hat, in das Gebäude geführt. Bei tagsüber offenen Türen und Fenstern kann der Parkbesucher beobachten, wie der Höhenunterschied des Geländes zur Energiegewinnung genutzt wird. Die Maschinen wurden 1803 von Joseph von Baader konstruiert und versorgen seitdem die Fontäne im Gartenparterre.

### Zweckbauten

#### Die historischen Gewächshäuser

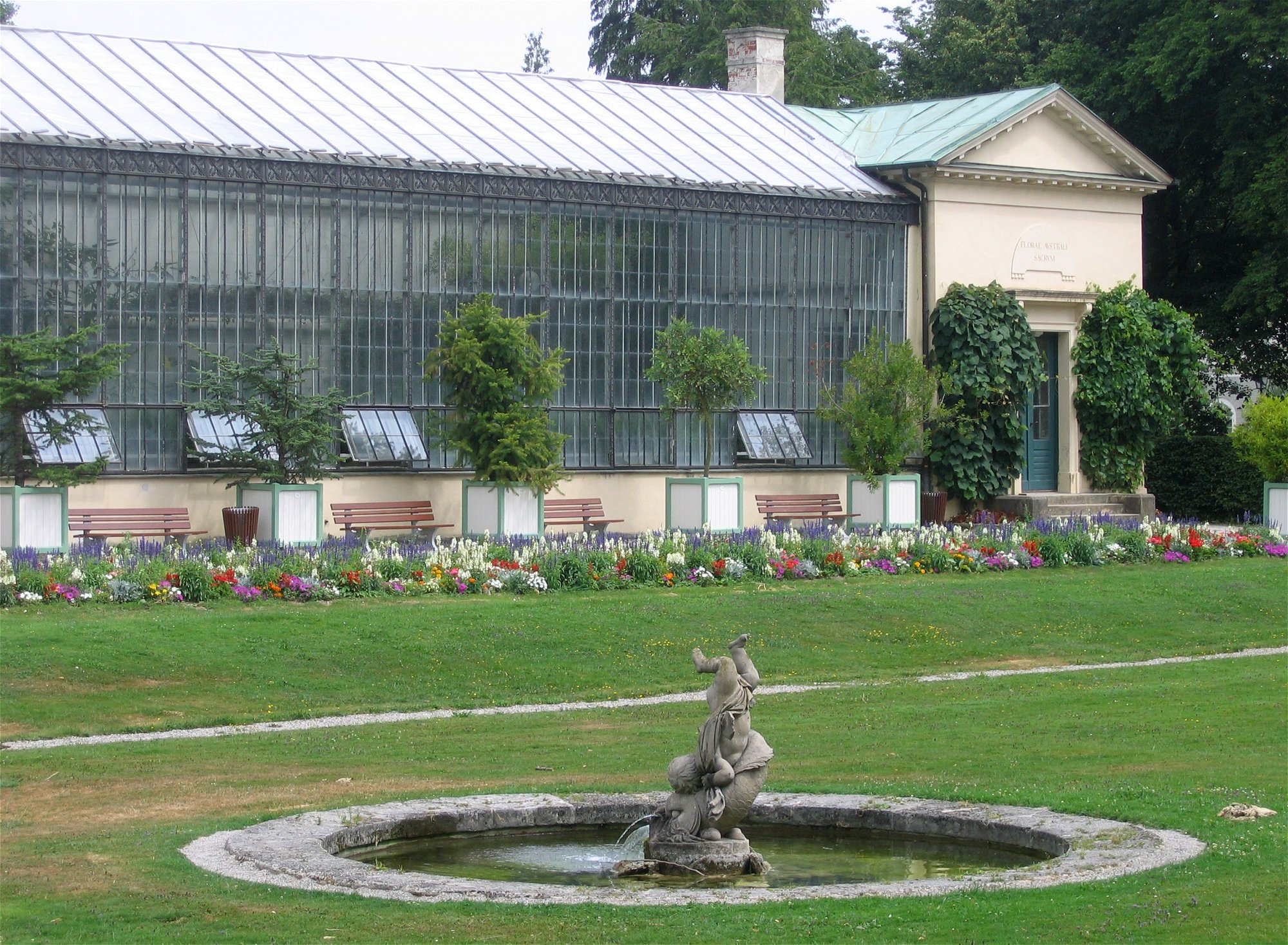
Das Eiserne Haus

Die Gewächshäuser des Nymphenburger Parks, nicht zu verwechseln mit denen des nahegelegenen Botanischen Gartens, schließen sich im Norden an die drei Blumengärten an. Sie stehen in einer Zeile, parallel zum Grundriss des Gartenparterres innen und zum Kanal-Rechteck außen. Das östliche Gewächshaus wurde 1807 erbaut und nach einem Brand von Carl Mühlthaler 1867 als Konstruktion aus Eisen und Glas neu errichtet. Es trägt daher den Namen Eisernes Haus. Die Räume unter dem Dach fungierten als Wohnraum für die Gärtner, die rund um die Uhr für konstante Temperaturen sorgen mussten. Auf diese Weise war es möglich, die wertvollen exotischen Pflanzen des Königs Maximilian I. Joseph, eines begeisterten Botaniksammlers, unter Glas zu kultivieren. Das mittlere Gewächshaus ist das Geranienhaus, das Sckell 1816 ausführen ließ. Die als Flügelbauten errichteten seitlichen Pavillons dienten König Maximilian I. Joseph und seiner Familie zum Aufenthalt. Westlich davon steht das Palmenhaus, das Sckell im Jahre 1820 ausführen ließ. Es erhielt bereits 1830 eine Warmwasserheizung.

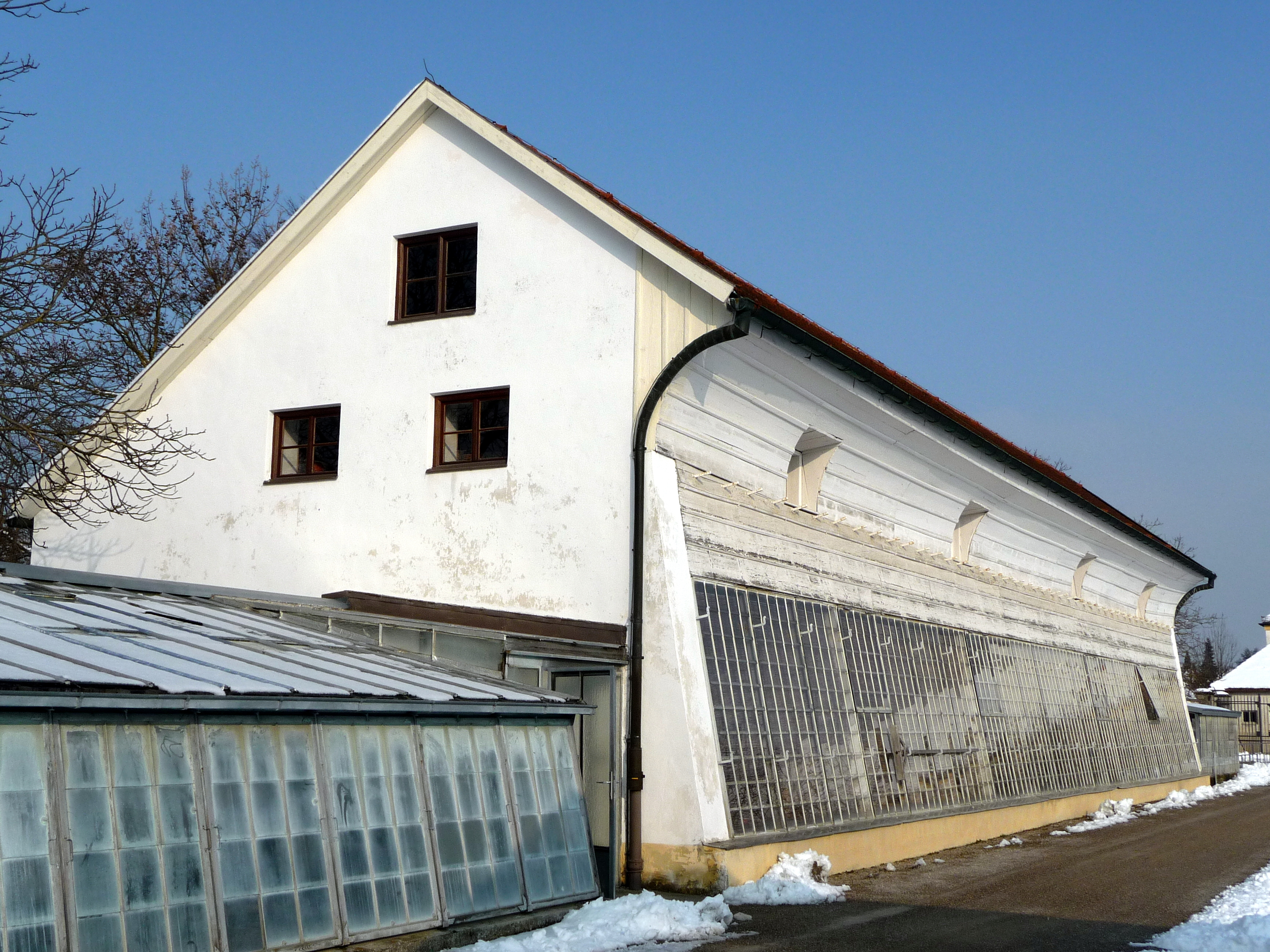
Blick auf das historische Schwanenhals-Gewächshaus, das durch seine vorgewölbte Fassade Wärme optimal speichert.

Nördlich davon, direkt an der Schlossmauer liegt das Schwanenhals-Gewächshaus. Es ist das älteste im Areal. 1755 erstellt, wurden hier „rare Früchte“, z. B. Ananas, für die Hofküche gezogen.

#### Menagerie
Das Gebäude der ehemaligen Menagerie befindet sich außerhalb der Parkmauer südlich des Amalienburger Gartens. Max Joseph ließ eine große Zahl exotischer Tiere einkaufen, darunter ein Lama, Kängurus, einen Affen und verschiedene Vogelarten.

## Skulpturenprogramm
Das im 18. Jahrhundert entstandene Bildprogramm des Nymphenburger Gartens ist der griechische Mythologie entlehnt. Die Skulpturen stellen die sechzehn Hauptgottheiten des Olymp dar. Ihre Aufstellung wurde mit der Umgestaltung zum englischen Landschaftspark verändert; heute befinden sich im Gartenparterre nur noch zwölf Statuen, vier wurden an die Große Kaskade versetzt. Männliche und weibliche Gottheiten wechseln einander ab. Die meisten Standbilder sind in Laaser und Sterzinger Marmor ausgeführt, die Sockel bestehen aus rotem Tegernseer Marmor oder Tuffstein.
Das Bildprogramm des Barockgartens war wesentlich reichhaltiger, als es die heutige Gartenausstattung vermuten lässt. So befanden sich an vielen Stellen des Parterres Figuren und Ziervasen aus vergoldetem Bleiguss, die zwölf Vasen hatte Guillielmus de Grof 1717–22 angefertigt. Die Wege an der Großen Kaskade waren mit vierzehn Figurengruppen aus Blei ebenfalls von Guillielmus de Grof geschmückt; zwölf der Puttendarstellungen stellten die Monate des Jahres, zwei weitere die Erdteile dar. Sie wurden 1753–54 von Charles de Groff, dem Sohn Guillielmus, repariert und im Gartenparterre aufgestellt. Keine der bleiernen Figuren und Vasen ist noch vorhanden. Sie wurden bereits Ende des 18. Jahrhunderts als unzeitgemäß angesehen. Außerdem setzte ihnen die Witterung zu, sie wurden löchrig, Teile brachen ab, die eisernen Innenstützen rosteten – ein Sturz von ihrem Sockel ruinierte eine Skulptur meist vollends.
Die Ausstattung mit Marmorstatuen ging außerordentlich schleppend voran, über viele Jahre bildeten Stuckmodelle ein Provisorium. Die ersten Entwürfe für die heutigen Marmorstandbilder stammten von Franz Ignaz Günther, Johann Baptist Hagenauer und Johann Baptist Straub. Über die Zuschreibung im Einzelnen gibt es abweichende Forschungsergebnisse.

### Statuen im Gartenparterre

Plan des Gartenparterres im Schlosspark Nymphenburg

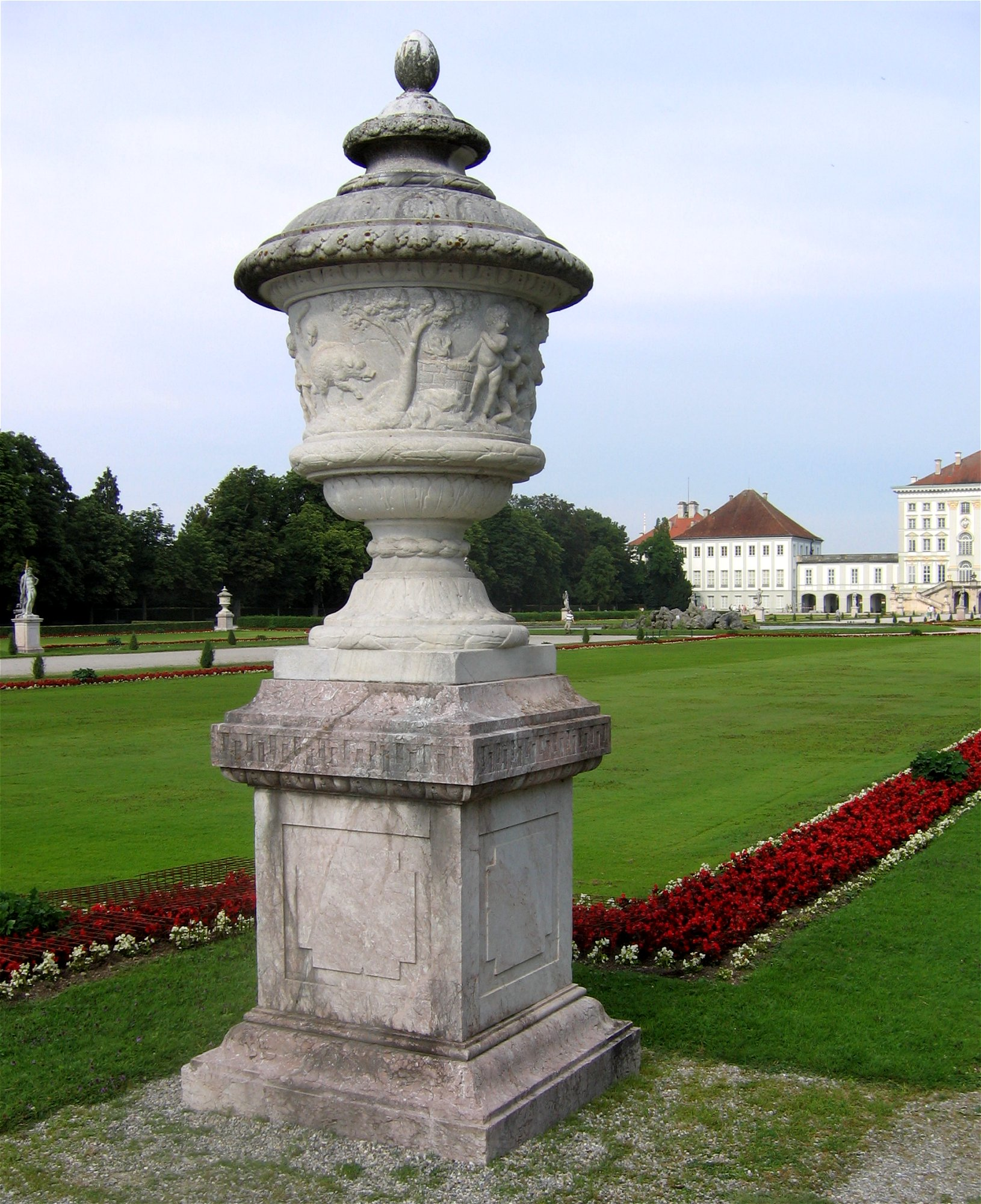
Ziervase, von Roman Anton Boos

Das Gartenparterre weist zwei Arten plastischen Schmucks auf. Es handelt sich um zwölf große Statuen auf Sockeln und zwölf gesockelte Ziervasen mit figürlichen Reliefs alle in Form von Puttenreigen passend zur mythologischen Thematik der Statuen.

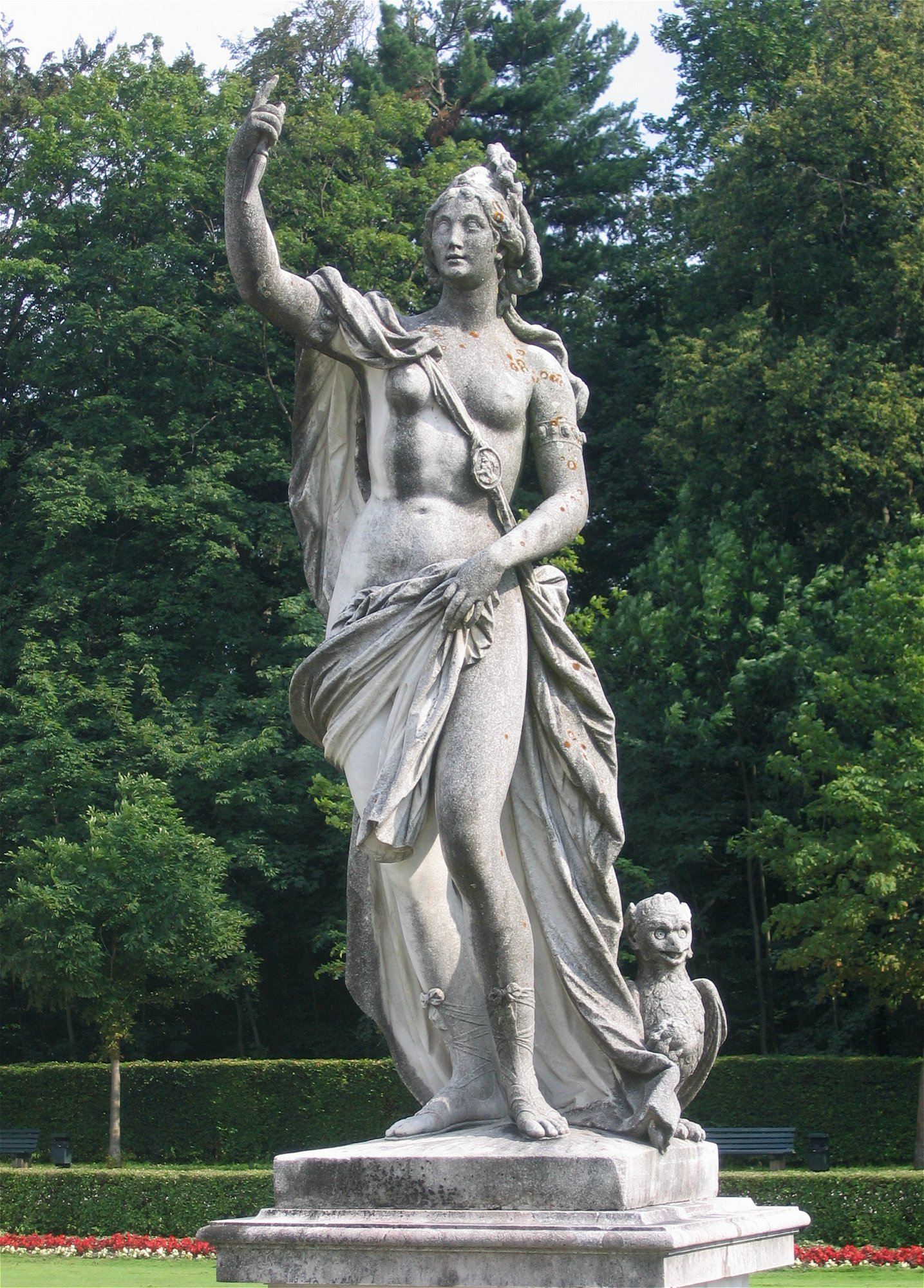
Figur der Proserpina mit der Eule Askalaphus, von Dominik Auliczek, 1778

Während die Vasen an den Schmalseiten der vier das Gartenparterre bildenden Kompartimente aufgestellt sind, befinden sich die Standbilder an ihren Längsseiten. Von der gartenseitigen Schlosstreppe aus betrachtet sind dies ganz links: Merkur, Venus, Bacchus; ganz rechts: Diana, Apollo, Ceres; am Mittelweg einander gegenüberstehend: Kybele und Saturn, Jupiter und Juno, Proserpina und Pluto.
Roman Anton Boos schuf alle Ziervasen (1785–1798) und die Figuren des Bacchus (1782), des Merkur (1778), des Apollo (1785), der Venus (1778), der Diana (1785) und der Ceres (1782). Dominik Auliczek fertigte die Statuen der Proserpina (1778), der Juno (1791–92), des Pluto (1778) und des Jupiter (1791–92). Die Figuren des Saturn und der Kybele stammen von Giovanni Marchiori (beide 1765 aus Treviso geliefert, an der Plinthe signiert) und sind in Carrara-Marmor gefertigt.
Die älteren Standbilder, Kybele und Saturn, unterscheiden sich stilistisch von allen später entworfenen Figuren. Die harten Gesichtszüge der Kybele, deren Haupt eine Mauerkrone ziert, und die drastische Pose des Saturn, der im Begriffe ist, einen seiner Söhne zu verschlingen, vermitteln Zerstörung und Grausamkeit, was im Rahmen eines fürstlichen Lustgartens verwundert.

### Statuen an der Großen Kaskade

Lageplan der Statuen an der Großen Kaskade

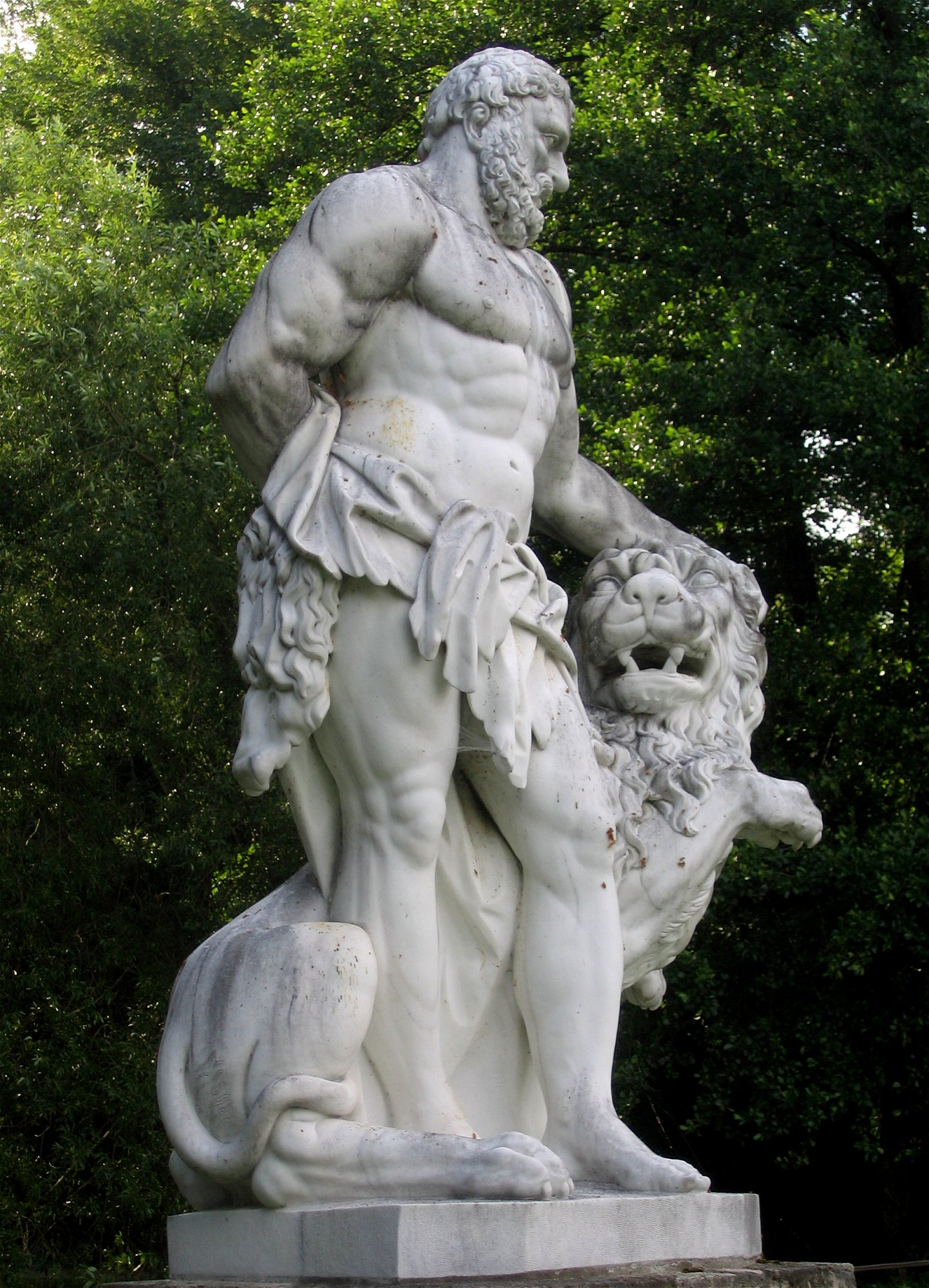
Figur des Herkules, von Giuseppe Volpini, 1717

Zwischen dem oberen und dem unteren Kaskadenbecken befinden sich beiderseits des fallenden Wassers zwei Liegefiguren mit Urnen von Giuseppe Volpini, Sinnbilder der Flüsse Isar und Donau (1715–1717).
Das Kaskadenensemble wurde zunächst durch zwei weitere Statuen von Giuseppe Volpini ergänzt; Herkules mit Löwen (1718/19) und Minerva mit Eule, Speer und Schild (1722–23). Ursprünglich befanden sich diese an der Gartenfassade von Schloss Schleißheim. Später folgten die von Charles Dubut geschaffenen Standbilder Flora (1725) und Äolus (1725). Um 1737 fertigte Guillaume de Grof das Standbild Neptun mit Seepferd. Jahrzehnte später kamen drei weitere Standbilder hinzu: Amphitrite mit einem Delphin (1775) von Charles de Groff und Mars mit Schwert und Schild (im Auftrag von Ignaz Günther) und Minerva mit Schwert und Schild (ohne Eule!), beide von Roman Anton Boos. 1999 sind die Standbilder Herkules mit Löwe von Franz Leschinger und Minerva mit Eule von der Geith Bildhauer und Steinmetz GmbH, Dresden, durch Kopien ersetzt worden, die Originale befinden sich nun im Orangerietrakt.

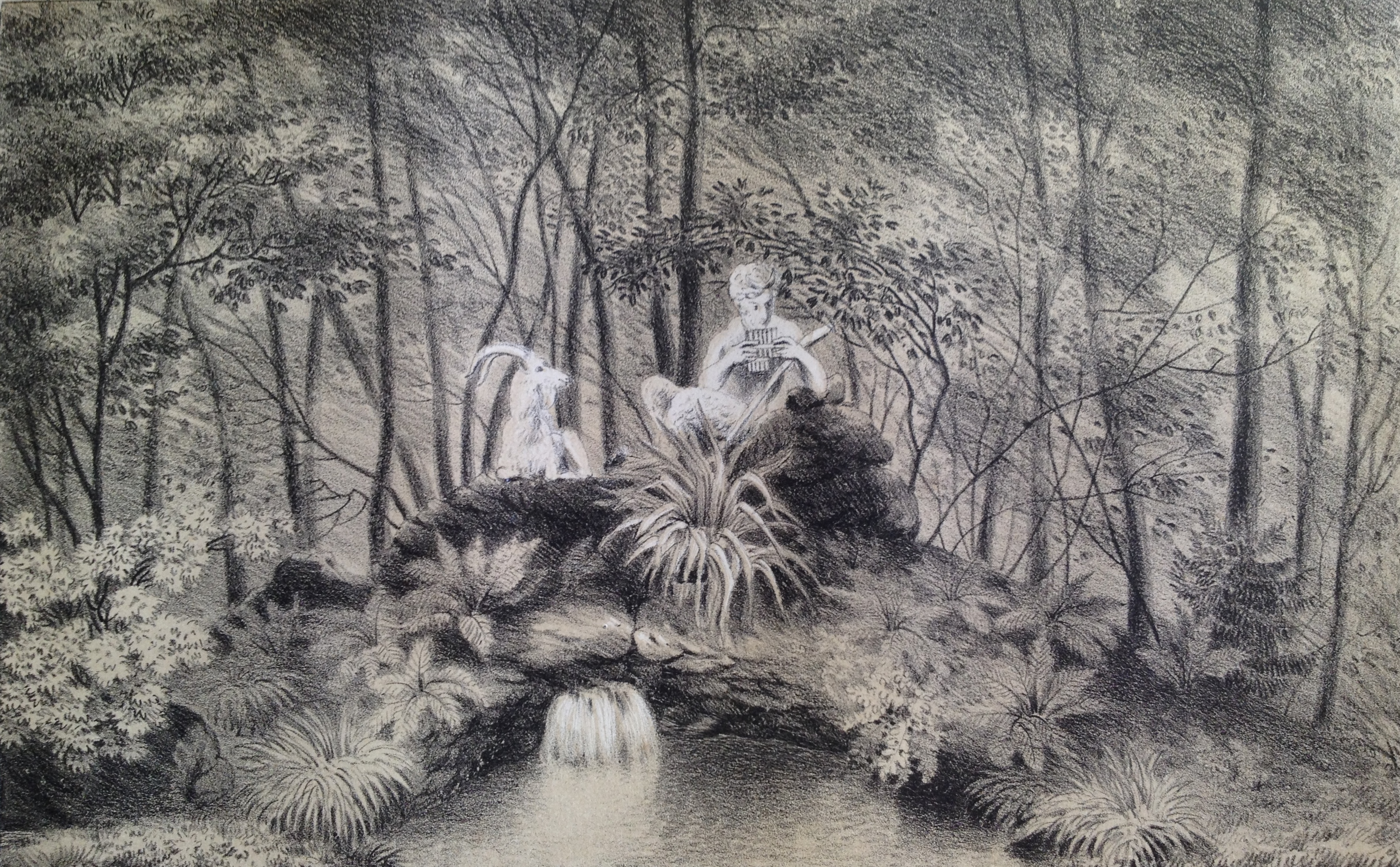
Die frühe Lithographie zeigt die Gruppe des Pan im Schlosspark Nymphenburg kurz nach ihrer Aufstellung.

### Gruppe des Pan

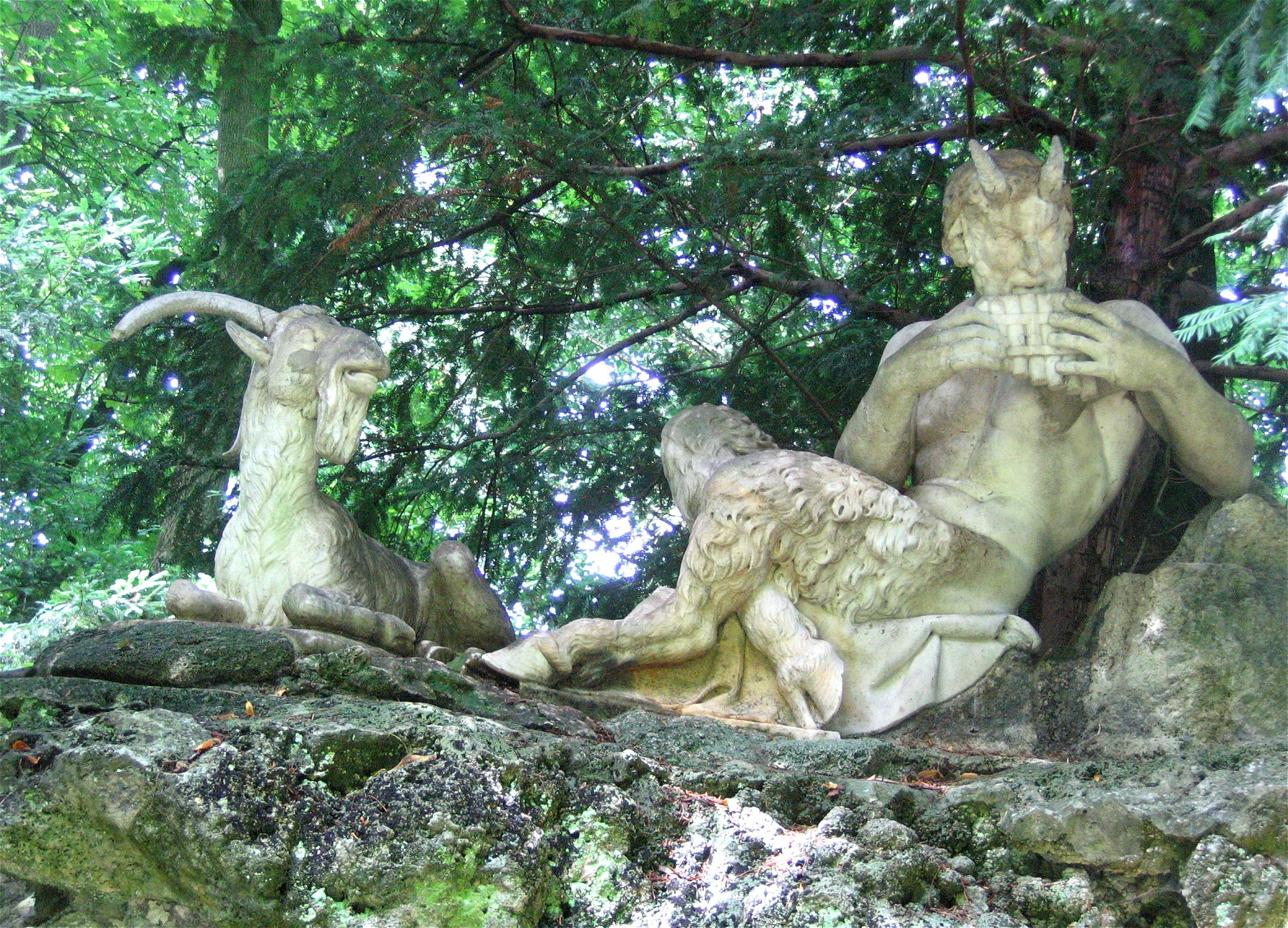
Gruppe des Pan

Am Weg von der Badenburg nach Norden befindet sich linker Hand die Skulptur des Ruhenden Pan, der in Gesellschaft eines Ziegenbocks auf der Hirtenflöte (Syrinx) spielt. Die Sitzfigur von 1815 stammt von Peter Simon Lamine, der hier sein Motiv von 1774 aus dem Schlosspark Schwetzingen wiederholt. In Carrara-Marmor ausgeführt, steht der Hirtengott etwas entrückt auf einer künstlichen Bodenerhebung auf einem Sockel aus Nagelfluh. Die gesamte Umgebung war ursprünglich optisch gut sichtbar mit weiteren Felsen strukturiert, die heute jedoch im Gelände eingesunken sind. Das „Pan-Denkmal“, wie frühe Historiker die Gruppe nannten, krönt eine künstliche Quelle. Es ist der Abfluss des Großen Sees, der sich mit einem kleinen Wasserfall in den Teufelsbach ergießt und in nordöstlicher Richtung fließt. Den Hintergrund der antiken Sagengestalt bilden Eiben, die in einen Restbewuchs der ursprünglich vorhandenen Berberitzen, Waldreben, Brombeeren und Farne übergeht. Es handelt sich um die einzige Gartenstaffage, die während Friedrich Ludwig von Sckells bayerischer Amtszeit verwirklicht wurde. Pan-Darstellungen zählen zu den beliebten Motiven in den Skulpturenprogrammen der Gartenkunst.

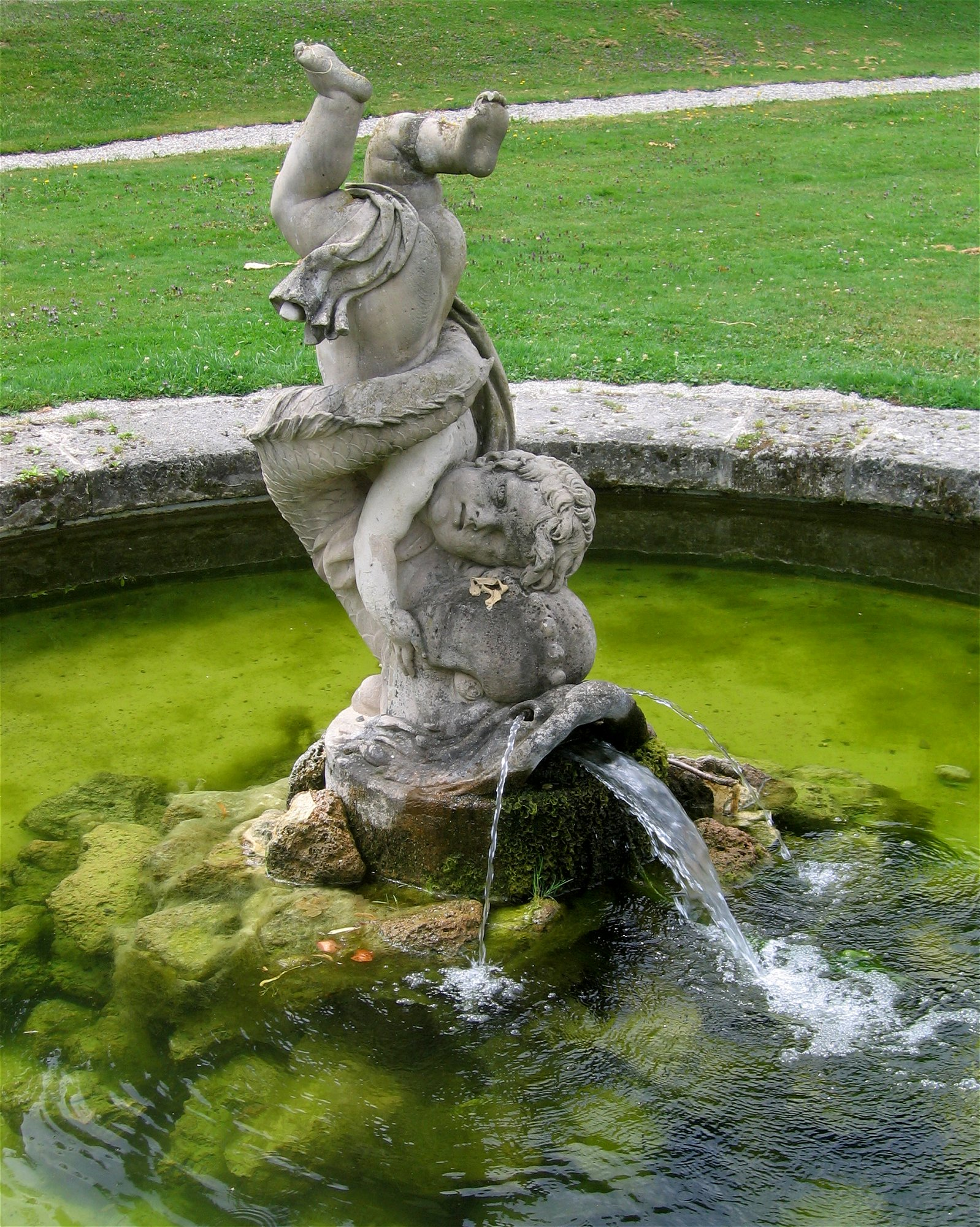
Brunnenfigur von Peter Lamine

### Statuen in den Blumengärten

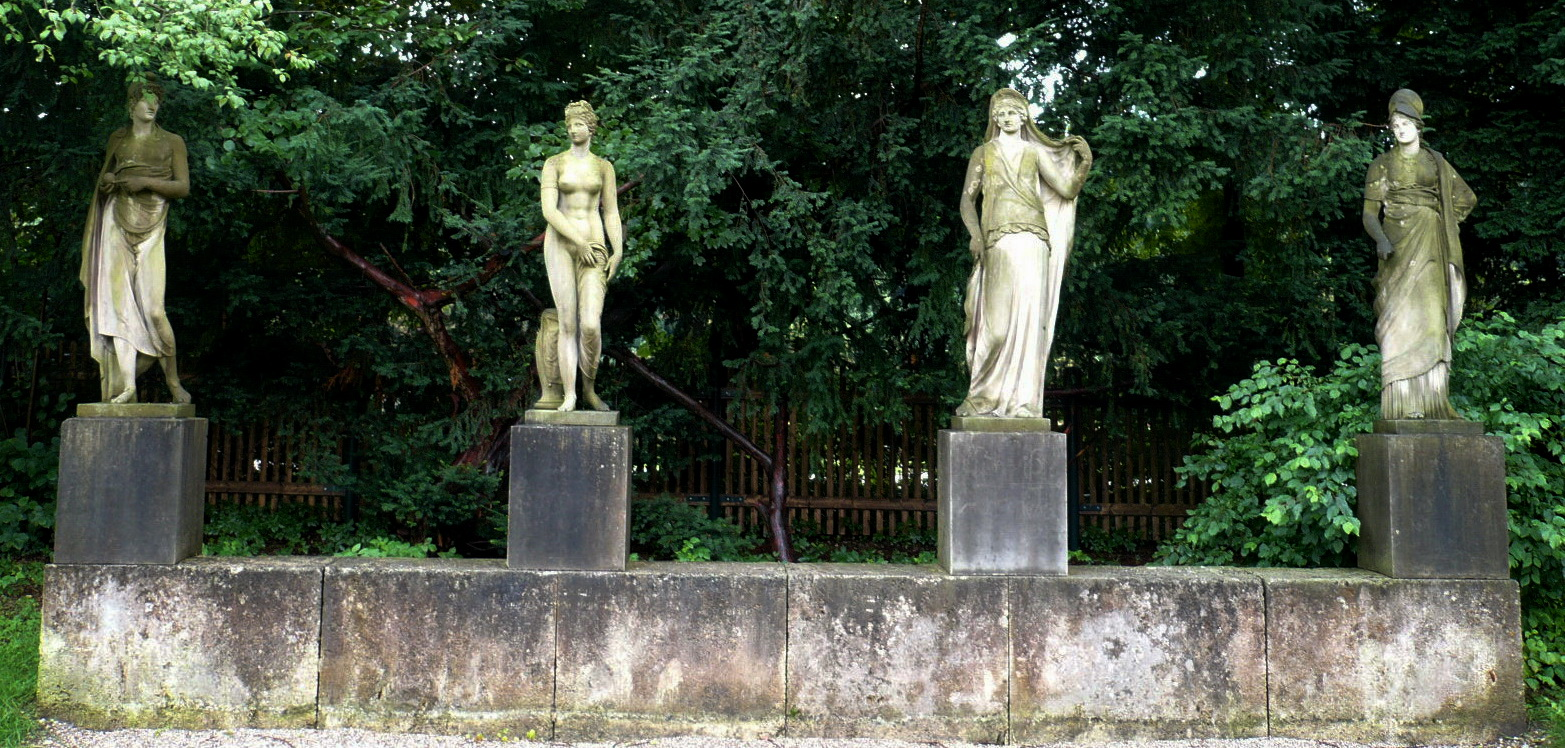
Figurengruppe Urteil des Paris von Landolin Ohmacht

Vor dem Eisernen Haus befindet sich in der Mitte eines runden Brunnenbeckens die Figur eines Knaben, der von einem Delphin in die Tiefe gezogen wird. Sie wurde 1816 von Peter Simon Lamine auf Veranlassung Max Josephs I. in Sandstein angefertigt. Die Darstellung des Delphins als fischartiges Ungeheuer war zeitgenössisch üblich.
Ein ähnlicher Brunnen befindet sich vor dem Geranienhaus. In seiner Mitte befindet sich die Figur eines Knaben, der auf einem Delphin reitet. Die Skulptur wurde von Johann Nepomuk Haller nach einem Entwurf von Lamine angefertigt (1818).
Eine Gruppe mit vier Figuren auf einem gemeinsamen Sockel schmückt den Mittleren Blumengarten. Sie stellt das Urteil des Paris dar. Die Statuen zeigen Paris mit dem Apfel als Gegenstand des Streits, Aphrodite, Hera und Pallas Athene (von links nach rechts); sie wurden von Landolin Ohmacht in rotem Sandstein ausgeführt (1804–1807).

## Die Inszenierung der Landschaft

### Das Wegenetz
Den Park durchzieht ein kunstvolles System von Fußwegen. Es gestattet auch lange Spaziergänge, ohne dass Strecken zweimal begangen werden müssen. Alle Wege sind wassergebunden ausgeführt, zusätzliche Fahrwege wie im Englischen Garten existieren nicht.
Im großen Parterre und in den Blumengärten orientiert sich das Wegenetz an den geraden Linien des französischen Gartens: Vom mit feinem Kies belegten Platz vor der gartenseitigen Schlosstreppe führt eine raumgreifende Verbindung zur Gartenfontäne und weiter zum Endbassin des Mittelkanals; der Spaziergänger bewegt sich dort auf der großen Ost-West-Achse, die den Mittelbau des Schlosses zum Zentrum hat. Nördlich und südlich befinden sich parallel dazu zwei Wege, beide mit Sitzbänken, Baumreihe und Hecke. Parallele Wege begleiten den Mittelkanal dann weiter bis zum unteren Bassin der Großen Kaskade, dieses und das obere Bassin sind trapezförmig und rechteckig von Wegen umschlossen. Damit ist der Bereich geometrischer Verbindungen erschöpft.
Im südlichen Amalienburger Gartenteil und im gesamten Landschaftspark befinden sich ausschließlich Wege, die in mannigfaltigen Schwüngen ein großzügiges Netz mit unregelmäßigem Grundriss bilden. Es vermittelt dem Spaziergänger ein Gefühl ungezwungener Bewegung in einem Landschaftsraum, der einen eigenen, in sich geschlossenen Kosmos darstellt, dessen Besucher sich der alltäglichen Welt entrückt wähnen. Ein erheblicher Anteil der Wege führt durch Wald, dessen Saum an vielen Stellen jedoch so gestaltet ist, dass er nicht immer bis an den Weg heranreicht: ein besonderes, für Friedrich Ludwig Sckell typisches Gestaltungsprinzip. Das von Sckell geschaffene Wegesystem wurde bis heute kaum verändert. Es ist der Schlüssel zum Erleben der Landschaftsinszenierung des Nymphenburger Parks.

### Visuelle Effekte
Bereits durch die Einbeziehung der Wasserflächen, die als kleine, glitzernde Flecken in den beiden Durchsichten erkennbar bleiben, entsteht eine unerwartete Tiefenwirkung; die Ausdehnung des Parks erscheint gesteigert. Dieser Effekt entwickelt sich dem Betrachter erst nach längerem Hinsehen. Die Durchsichten erhalten die Funktion eines Perspektivs in eine idyllische Welt. Die je nach Tages-, Jahreszeit und Witterung wechselnden Beleuchtungsverhältnisse geben immer neuen Nuancen Gelegenheit, sich zu entfalten, sogar der Himmel scheint manchmal in die Inszenierung mit einbezogen.

#### Die Gartenmauer
Der Waldbereich des barocken Gartens war Teil eines umfangreichen Waldgebietes, das bis in die Starnberger Gegend reichte und von dem nur Teile erhalten sind. Nach Norden schließt sich das Kapuzinerhölzl an. Um Wildwechsel zu unterbinden, wurde zwischen 1730 und 1735 eine Gartenmauer errichtet. Sie umschließt den gesamten Park fast vollständig bis auf den durch ein Gitter abgetrennten Pasing-Nymphenburger Kanal und ausgenommen die Ostseite, die vom Schlossgebäude begrenzt wird. Die Mauer ist grob verputzt, an zwei der westlichen Ecken befindet sich je ein funktionsloses Rundtürmchen. Innerhalb des Parks führt ein Trampelpfad entlang der Mauer. Dieser Weg bietet abseits des touristischen Trubels eine interessante Alternative, da dieser Pfad den Schlosspark von seiner wilden Seite zeigt. Der Weg ist auf den offiziellen Karten nicht eingezeichnet und hat eine Gesamtlänge von ca. 7 km.

#### Die Ha-Has

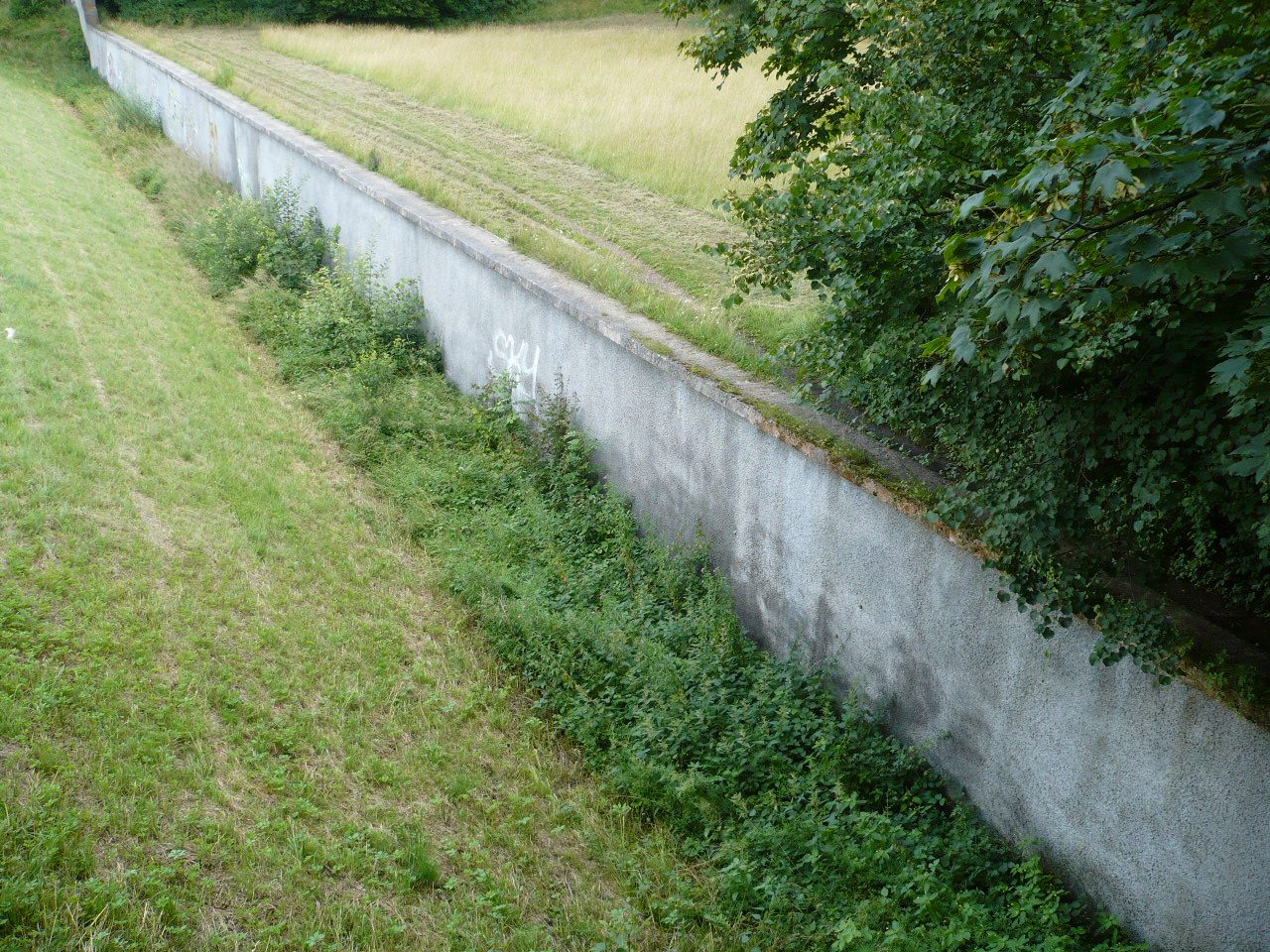
Ein Aha im Süd-Westen

Die eigentümliche Bezeichnung Ha-Ha, hier Aha genannt, für eine tiefer gelegte Mauer oder für einen Graben, der ein Teilstück einer Gartenmauer ersetzt, stammt von der Überraschung des Spaziergängers, wenn er diesen Kunstgriff zur visuellen Erweiterung des Gartens entdeckt. Der Ha-Ha wurde im frühen 18. Jahrhundert in die Gartenkunst eingeführt, seine Konstruktionsweise wurde von Antoine-Joseph Dézallier d’Argenville beschrieben.
Im Nymphenburger Park finden sich gleich vier Ha-Has, drei große und ein kleineres, drei liegen im südlichen Parkteil. Sie verlängern die Sichtmöglichkeiten durch die Wiesentäler bis ins Umland. Alle Ha-has wurden erst im Zuge der Umgestaltung zum Landschaftspark von Sckell geschaffen. Das Südliche Durchsicht endet im Pasinger Ha-Ha, es stammt aus dem Jahr 1807. Das Löwental führt zum Löwental-Ha-Ha und das Wiesental in Richtung Laim zum Laimer Ha-Ha, beide von 1810. Im nördlichen Parkteil beschließt das Menzinger Ha-Ha die Nördliche Durchsicht. Ursprünglich waren Fernsichten bis zur Blutenburg, nach Pipping und zu den Alpen möglich. Heute sind diese Sichtachsen teilweise verbaut.

### Die Durchsichten

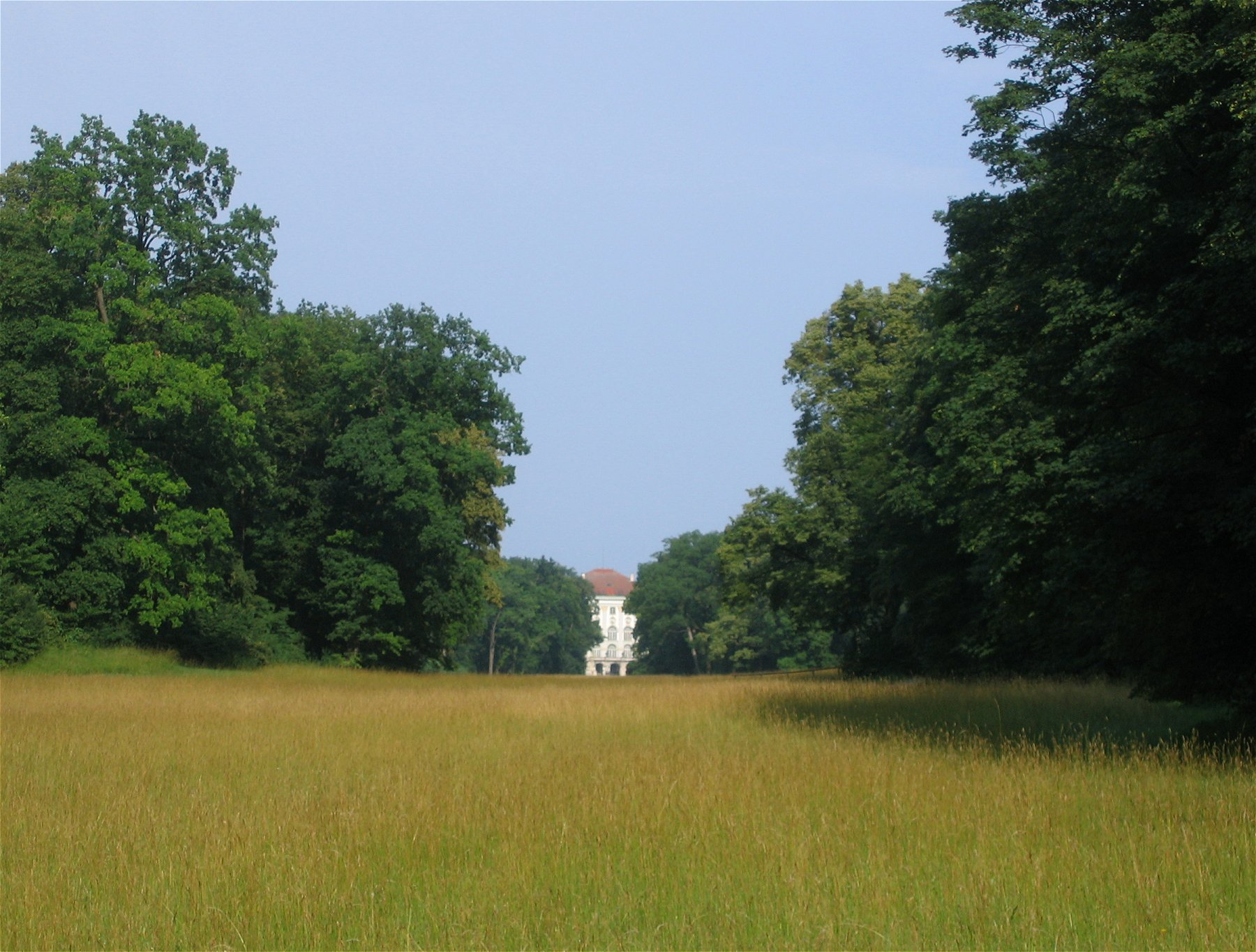
Die Nördliche Durchsicht von Nordwesten eingesehen

Eine besondere Attraktion für das Auge des Besuchers stellen die langen Sichtschneisen dar, die von der gartenseitigen Schlosstreppe eingesehen werden können und zum ruhigen Betrachten und Erleben von Licht, Schatten und Farbnuancen abhängig von Tages- und Jahreszeit einladen. Die nach Westen weisende Mittelachse führt das Auge entlang des Kanals zur in der Ferne erahnbaren Kaskade, über der an Sommerabenden der Sonnenuntergang beobachtet werden kann – ein Symbol absolutistischer Größe, das Friedrich Ludwig Sckell bei seiner Umgestaltung zum Landschaftspark hat bestehen lassen. Rechts und links der Mittelachse führen zwei symmetrische Sichtschneisen in die idyllische Parklandschaft und vermitteln eine Illusion von Unendlichkeit. In umgekehrter Richtung haben beide Schneisen den Mittelbau des Schlosses als point de vue. Diese drei Durchsichtslinien waren schon im französischen Garten vorhanden und wurden von Sckell in den Landschaftspark integriert, aber auch mit den Ha-Has über die Parkgrenzen hinaus erweitert.

#### Nördliche Durchsicht
Die Nördliche Durchsicht besteht aus einer Rasenschneise Richtung Westnordwest mit einem unregelmäßigen Gehölzsaum. Er beginnt am Bassin des Mittelkanals westlich des Gartenparterres. Die Schneise führt den Blick über fast die gesamte Wasserfläche des Pagodenburger Sees. Ein Ha-Ha verlängert die Durchsicht über die Parkgrenze in die angrenzende Grünfläche und bis nach Schloss Blutenburg.

#### Südliche Durchsicht
Die Südliche Durchsicht besteht aus einer Rasenschneise Richtung Westsüdwest; sie beginnt ebenfalls am Bassin des Mittelkanals, öffnet sich jedoch weiter und führt über den Nordzipfel des größeren Badenburger Sees. Am Westufer des Sees wird die Sichtschneise als schmales Rasenband bis zur Parkgrenze geführt, wo sie ebenfalls über ein Ha-Ha verlängert wird.

## Gartengeschichtliche Einordnung
Von den Gartenschöpfungen Dominique Girards und Joseph Effners sind heute außer dem Kanalsystem und den Schlossbauten nur mehr das Wasserparterre östlich und der Nördliche Kabinettsgarten nordwestlich des Hauptschlosses erhalten. Die Pracht der reichhaltigen Gartenausstattung ist noch auf den beiden Gemälden Bernardo Bellottos nachvollziehbar.
Ihre größten Veränderungen erfuhren die Gartenanlagen des Nymphenburger Schlosses mit der Schaffung des Landschaftsparks durch Ludwig von Sckell. Es war eine Umgestaltung und gleichzeitig eine Weiterentwicklung: Das dem französischen Gartenstil verpflichtete Gartenparterre und die Wasserachse wurden belassen, aber vereinfacht; der Waldbereich, ursprünglich von Jagdschneisen segmentiert, die boskettierten Partien und die eingelagerten, eigenständigen, formalen Gartenparterres der drei Parkschlösschen wurden einer einheitlichen Überplanung unterzogen und in eine in sich geschlossene Parklandschaft englischen Stils umgeformt, wobei ein nicht geringer Anteil in Wasserflächen umgewandelt wurde.

### Ideengeschichtlicher Hintergrund
Die Etablierung englischer Gärten durch Fürstenhäuser nach der Französischen Revolution und ihrem Abgleiten in eine Schreckensherrschaft ist anders zu bewerten als die Schaffung von Parklandschaften vor 1789 durch eine aristokratische Avantgarde, die den neuen „natürlichen“ Gartenstil erfunden hatte. Zu nennen sind Stourhead in England (durch Henry Hoare d. J.), Ermenonville in Frankreich (durch René Louis de Girardin), Wörlitz in Anhalt (durch Franz von Anhalt-Dessau), Alameda de Osuna (durch Maria Josefa Pimentel) in Spanien und Arkadia in Polen (durch Helene Radziwiłł). Ihnen gemeinsam ist ein neues Verständnis des Verhältnisses des Menschen zur Natur und sozialreformerische Ansätze, die von der Gleichheit aller Menschen ausgingen, wie es Jean-Jacques Rousseau in seinen Schriften propagiert hatte.
Diese mit erheblichen finanziellen Mitteln ausgestatteten aristokratischen Utopisten fanden Nachahmer, der romantische Landschaftsgarten wurde schließlich zeitgenössische Mode. Der Umbau der vorhandenen Gartenanlagen verschlang immense Geldsummen, die den Kosten, die die Schaffung barocker Gärten verursacht hatten, in nichts nachgestanden haben dürften.

### Die Vereinnahmung des neuen Gartenkonzepts für die Monarchie
Anfang des 19. Jahrhunderts war der Bau eines Landschaftsgartens in keiner Weise mehr Ausdruck einer Utopie oder revolutionären Idee. Die europäischen Monarchien begegneten drohendem Machtverlust durch äußerliche Modernisierung. Ein sichtbarer Ausdruck dieser Tendenz war die Übernahme des neuen, in Mode gekommenen Gartenstils. In München entstanden gleich zwei große Landschaftsgärten, außer dem Nymphenburger Park der Englische Garten in den Isarauen nördlich der Residenz. Der letztgenannte sollte ein Park für den Bürger sein und war somit als gesellschaftliches Signal zu verstehen. An der politischen Verfassung des Königreichs änderte sich wenig. Der Wunsch der Monarchie nach Ruhe wurde vielleicht nirgends so gut erkennbar wie in der harmonischen Gestaltung der neuen Nymphenburger Landschaft.
Mochte die Transformation der Landschaft gelungen sein, die der Gesellschaft war es nicht. Der Nymphenburger Park verrät dies in seinem ikonologischen Programm: Die Vielzahl der römischen Götterstatuen sind der Monarchie geschuldet, und sie zeigen die Richtigkeit der hierarchischen Ordnung als moralischen Grundwert. Die Ausstattung der Parks von Ermenonville war dagegen vollständig anders. Eine Rousseau-Insel, wie sie Franz von Anhalt-Dessau und Helene Radziwiłł noch kopierten, wäre für einen bayerischen König wohl undenkbar gewesen.
Sckells Landschaft enthielt sich jeglicher politischer Zeichen. Nur so konnte eine Abkopplung vom Rousseau’schen Gedankengut erfolgen und eine Anknüpfung des neuen Gartenstils an althergebrachte Elemente, wie sie die Wasserachse, die Pagodenburg und die Badenburg symbolisieren, gelingen. Allerdings war so auch die Voraussetzung geschaffen, der Schönheit der Parklandschaft eine dauerhafte Zeitlosigkeit zu verleihen.

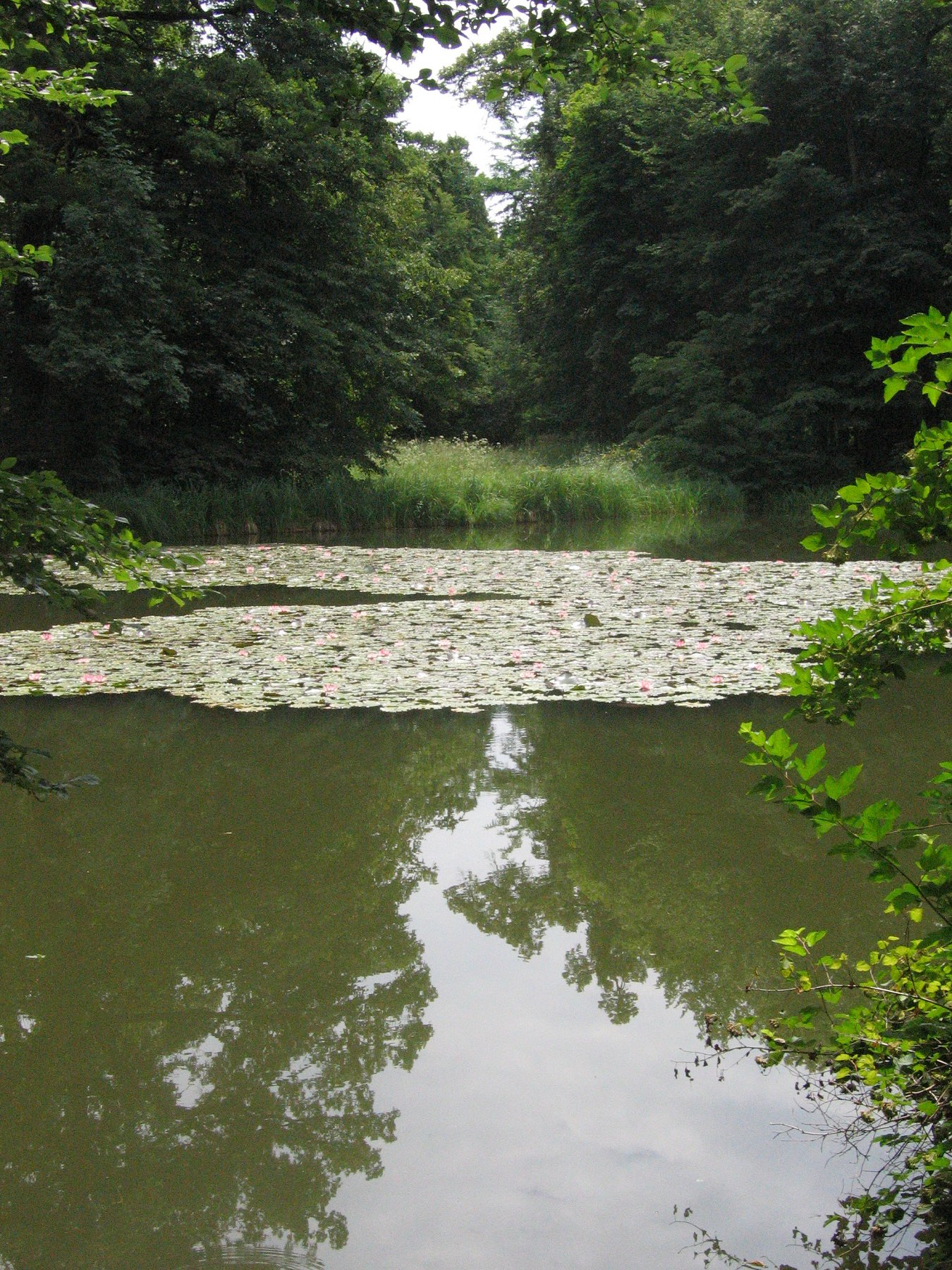
Der Kugelweiher im Norden des Parks

## Flora und Fauna des Nymphenburger Schlossparks
Das ursprüngliche Konzept Friedrich Ludwig von Sckells orientierte sich am einheimischen Baumbestand und den bereits vorhandenen Gehölzen des Lohwaldes vom Typ des Labkraut-Eichen-Hainbuchenwaldes mit Eichen, Hainbuchen, Esche, Berg- und Spitzahorn, Winter- und Sommerlinde, sowie einzelnen Kiefern und Fichten. Auch sorgte er mit gezielten Pflanzungen dafür, dass eine Mischung verschiedener Arten mit leicht unterschiedlichen Wuchshöhen eine abwechselungsreiche Waldsilhouette vor Wiesenflächen und den Gewässern bildete.
Für gezielte Landschaftseffekte ließ von Sckell künftige Großbäume in Gruppen und mit lokalem Schwerpunkt pflanzen. Dies waren in der Nordhälfte des Parks: Linden (bei der Pagodenburg), daran schloss sich ein Gebiet dichten Mischwaldes nach Norden an; in der Südhälfte: ebenfalls Linden (bei der Badenburg), Erlen (am Badenburger See), Silberpappeln und hochaufragende italienische Pappeln (am Nordufer des Badenburger Sees), Robinien (beim Apollotempel). Vereinzelt fanden sich Vogelbeeren und Hartriegel. Bei der Magdalenenklause standen Eichen, die Amalienburg hatte Sckell mit einem Fichtenhain, einzelnen Lebensbäumen und Virginischem Wacholder umgeben.

### Waldbestände

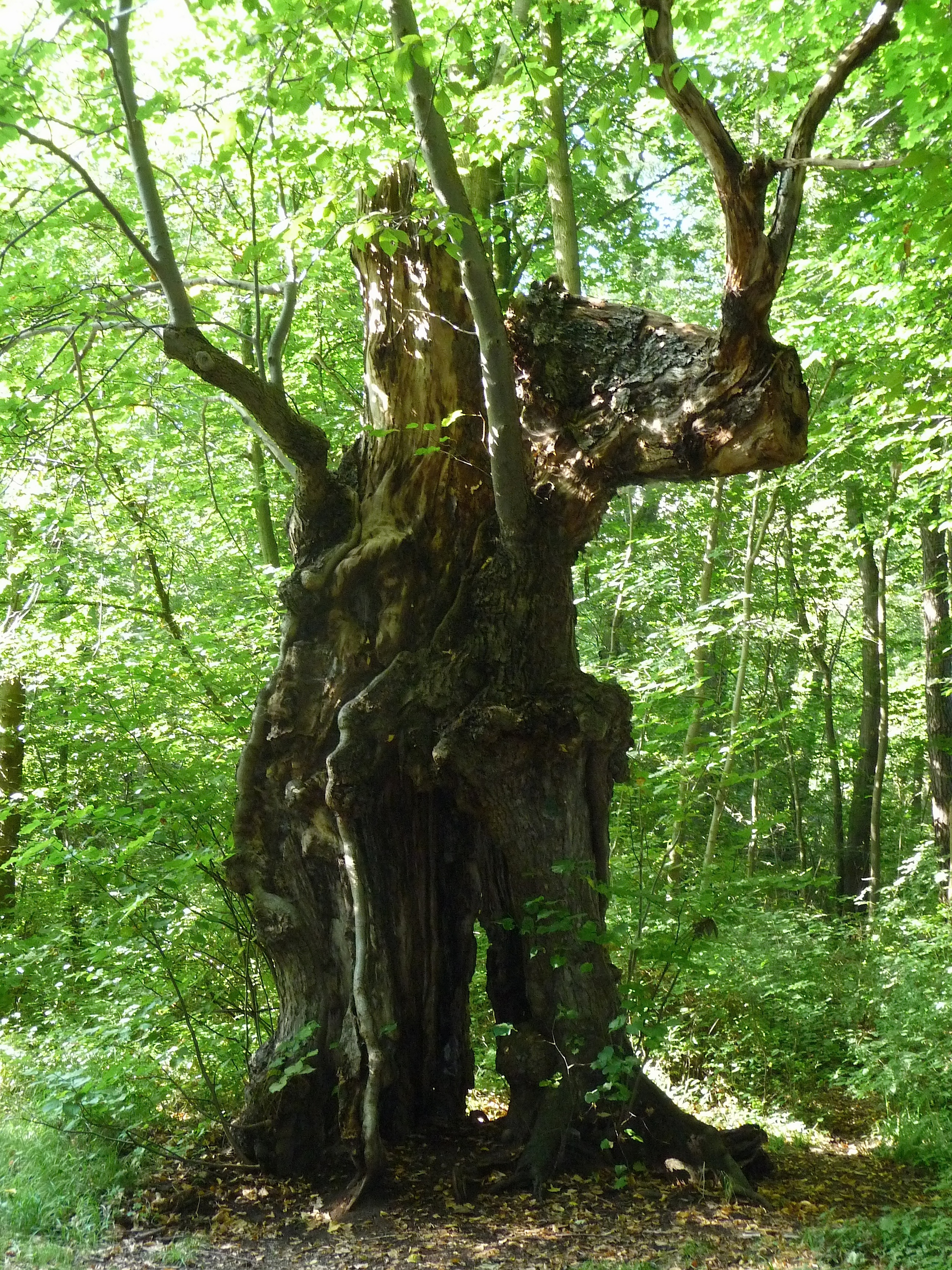
Uralte Linde nahe dem Hartmannshofer Tor

Die geschlossenen Waldbestände sind artenreich und auch nach dem Alter gut durchmischt. Die Strauchschicht ist nur gering ausgeprägt und weitgehend auf die Wegränder sowie Einzelsträucher beschränkt. Typisch sind Hasel, Weißdorn, Hartriegel, Liguster, Heckenkirsche, Schneeball und an lichteren Standorten Holunder. Die Krautschicht ist gut entwickelt. Waldziest, Hainsalat, Goldnessel, Sanikel, Nelkenwurz und Wald-Zwenke stehen auch im Schatten, in offeneren Bereichen findet sich das Hain-Rispengras, an Säumen auch der seltene Wiesen-Goldstern. Großflächig verbreitet ist der Efeu. Vorwiegend auf Winterlinden ist die Weißbeerige Mistel häufig.
In Senken und an den Gräben und Kanälen bilden angepasste Baumarten auwaldähnliche Waldgesellschaften. Neben die Eichen und Hainbuchen treten hier Eschen und Erlen. Unter ihnen wächst die Gewöhnliche Traubenkirsche. Anders als in den geschlossenen Waldbereichen gibt es einen dichten Unterwuchs mit Feuchtigkeit anzeigenden Stauden wie Kohldistel und Wolfstrapp. Im direkten Uferbereich stehen Wasserdost und Mädesüß.
Sckell versuchte bei der Umgestaltung des Parks alte Bäume, die noch aus der Zeit des Barockgartens stammten, zu integrieren. Die uralte, ausgehöhlte, aber immer noch vitale Linde unweit des Hartmannshofer Tors hat so bis in unsere Zeit überdauert.

### Wiesen und Gewässer
Die Wiesen des Parks sind abgesehen von den Rasenflächen im Gartenparterre ungedüngt und einschürig. Auf den Durchsichten handelt es sich dabei weitgehend um die Pflanzengesellschaft der Salbei-Glatthafer-Wiese, deren Leitart der Gewöhnliche Glatthafer ist. Der Wiesen-Salbei, die Wiesen-Flockenblume, Schneckenklee, Hohe Schlüsselblume, Margerite, Augentrost und Gamander-Ehrenpreis gehören zu den Blütenpflanzen dieser zur Blühzeit farbenprächtigen Wiesen. Auf kleinen, besonders nährstoffarmen Restflächen von zusammen etwa einem Hektar konnte sich ein Kalk-Magerrasen halten. Er besteht aus Aufrechter Trespe und Fieder-Zwenke mit Knolligem Hahnenfuß, Großer Brunelle, Knäuel-Glockenblume und Sonnenröschen als Charakterarten. Hier wächst auch der Kiel-Lauch, eine nach der Roten Liste sowohl für Bayern wie für Deutschland als „gefährdet“ eingestufte Pflanze des Trockenrasens.
Die Gewässer des Parks sind fast vollständig in künstliche Ufer eingefasst. Sie werden einmal jährlich ausgelassen, was eine Vegetationsbildung im Wasser unterbindet. Die Ausnahme ist der Kugelweiher, er weist ein natürliches Ufer auf, um das sich ein 0,5–2 m breiter Saum aus Sumpfsegge zieht. Hier stehen auch Sumpf-Helmkraut und Wolfstrapp sowie auf der Wasserfläche die Seerose. Der nördliche Abschnitt des Zulaufs zum Weiher im Pagodenburger Tal wird von Seggen und Hochstauden gesäumt. Zahlreiche Wasservögel wie Höckerschwäne, Gänse und Enten sowie die Karpfen in den Seen profitieren von der intensiven Fütterung durch Parkbesucher. Der hohe Nährstoffeintrag auf diesem Weg belastet die Wasserqualität.

### Ökologischer Wert und Naturschutz

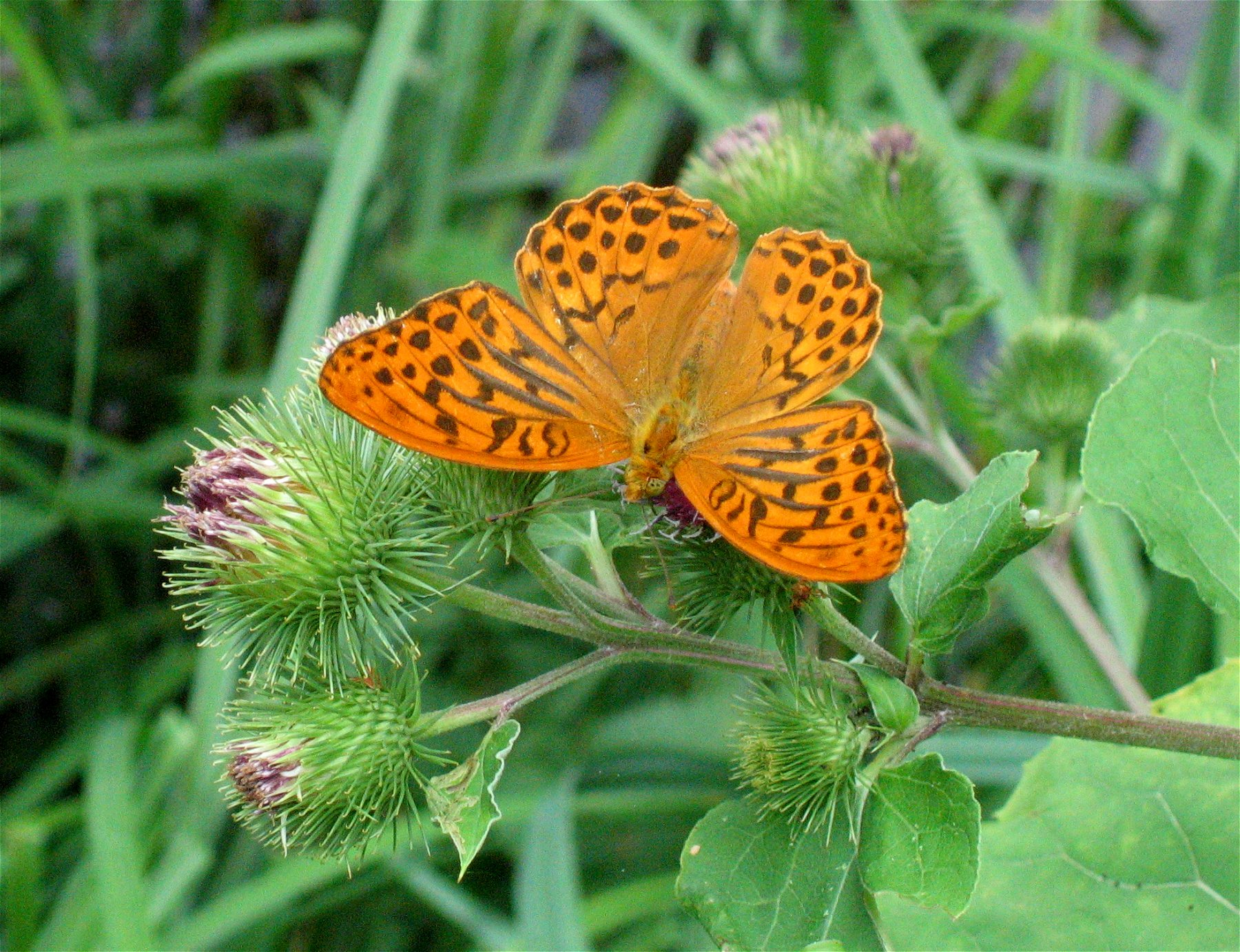
Kaisermantel (Argynnis paphia) am Kugelweiher

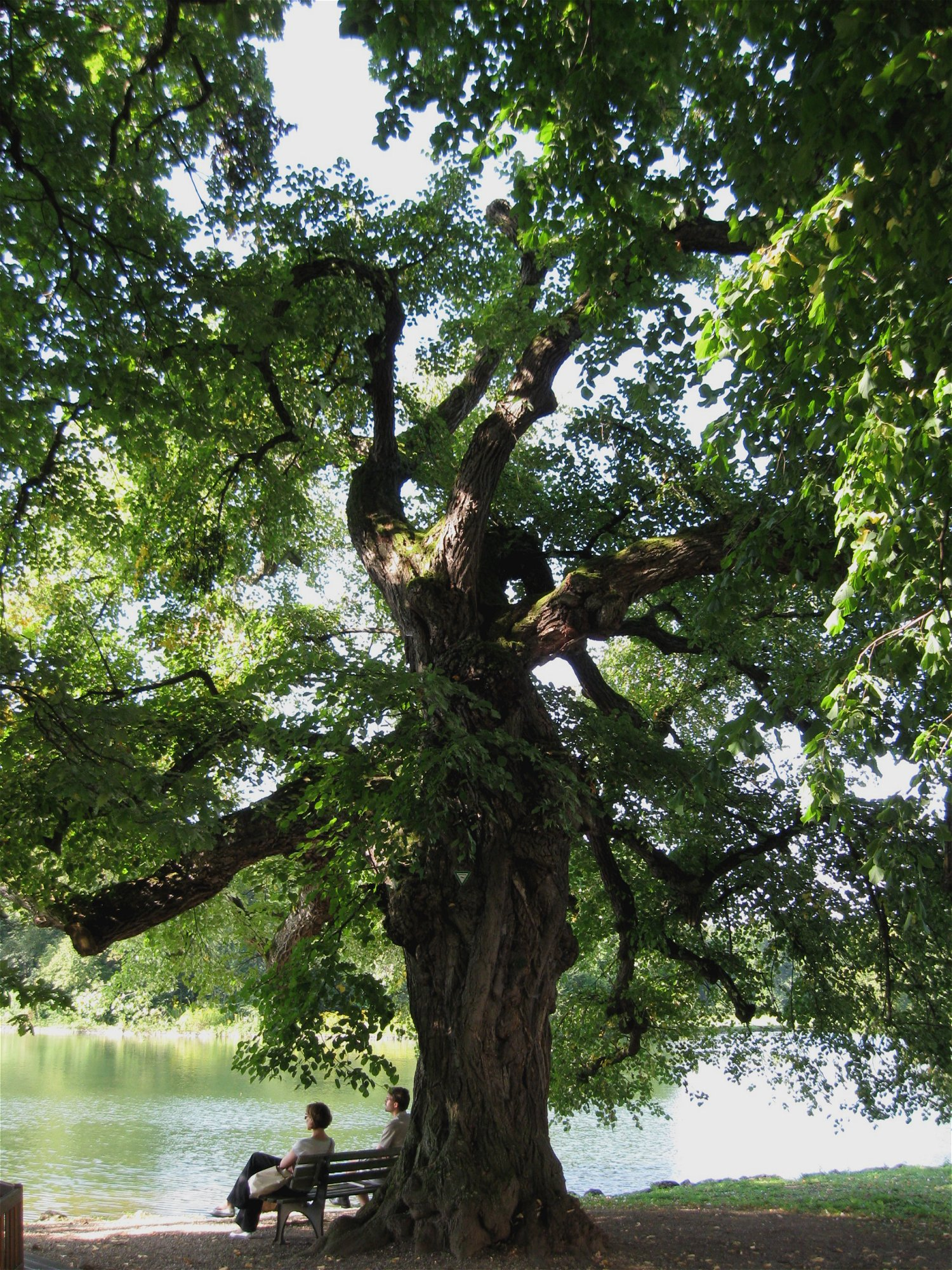
Sommerlinde am Badenburger See (Naturdenkmal)

Der Nymphenburger Schlosspark mit seinen vielfältigen Landschaftselementen bietet neben seiner kulturellen Bedeutung und einer wichtigen Erholungsfunktion vielen Pflanzen- und Tierarten einen Lebensraum. 17 Säugetier- und 175 Vogelarten sind nachgewiesen. Sein besonderer Wert ergibt sich aus der Großflächigkeit und dem ursprünglichen Bestandsaufbau. Hervorzuheben sind die naturnahen Mischwaldbestände mit vielen sehr alten Bäumen. Besonders wertvoll sind dabei die Totholzanteile, die Nist- und Lebensraum für Höhlenbrüter, Fledermäuse und Totholzbewohner bieten. Im Park leben seit der Zeit als königliches Jagdrevier Rehe. Weitere Säugetiere sind der Fuchs, Kaninchen und eine größere Population des Iltis. Auch eine kleine Population Biber gehört zum Bestand und gelegentlich wurden Hermeline gesehen. Abendsegler und Zwerg-Fledermaus leben im Park, die Wasserfledermaus wurde sporadisch nachgewiesen, die Rauhautfledermaus wird als Gast vermutet.
Unter den Brutvögeln sind besonders der Baumfalke (Rote Liste: stark gefährdet), der Sperber, der Eisvogel (stark gefährdet), Trauerschnäpper, Waldlaubsänger und die Eulen hervorzuheben mit dem Waldkauz Kasimir als prominentem Vertreter und Aushängeschild des Parks. Auf dem Vogelzug oder als Winterquartier ist der Park ein bedeutender Lebensraum. Im Winter kommt beispielsweise die Kolbenente (in Bayern vom Aussterben bedroht) vor. Fast jeden Winter finden sich im Nymphenburger Park auch einige Seidenschwänze ein. In besonderen Wintern fallen diese Invasionsvögel aus Nord- und Nordosteuropa mit vielen tausend Exemplaren nach Südbayern ein, der Nymphenburger Park ist traditionell ihr wichtigstes Winterquartier.
In einigen Baumhöhlen lebt auch der sehr seltene Eremitenkäfer (Osmoderma eremita). Auf den Magerwiesen im Park findet man zahlreiche Schmetterlingsarten, wie z. B. Großes Ochsenauge, Kaisermantel, Zitronenfalter, Aurorafalter und Großer Schillerfalter. Der Kugelweiher ganz im Norden des Parks beherbergt Erdkröte, Grasfrosch, Ringelnatter und mehrere Libellenarten, darunter die Gemeine Winterlibelle (gefährdet).
Der Schlosspark ist anders als bei seiner Anlage durch das Vorrücken der städtischen Bebauung heute vollständig von Siedlungsflächen umgeben. Ein biologischer Austausch mit Populationen außerhalb ist, von Vögeln, flugfähigen Insekten und einigen anderen hoch mobilen Arten abgesehen, kaum möglich. Der Nymphenburger Kanal nach Osten und die Sichtachse zur Blutenburg nach Westen bieten die einzigen, schmalen und in ihrer ökologischen Funktion hochgradig gestörten Verbindungen. Das nördlich an den Park angrenzende Kapuzinerhölzl ist mit ihm zusammen isoliert.
Der Nymphenburger Schlosspark ist Landschaftsschutzgebiet. Er wurde darüber hinaus als Fauna-Flora-Habitat-Gebiet für den europäischen Biotopverbund an die Europäische Union gemeldet. Bereits seit 1987 liegt ein bislang nicht umgesetzter Vorschlag der Stadt München zur Ausweisung als Naturschutzgebiet vor. Im Park stehen mehrere Naturdenkmäler: Zwei Gruppen aus sechs, beziehungsweise neun alten Eiben nahe der Amalienburg, sowie herausragende Einzelbäume. Eine solitär stehende Blutbuche unmittelbar südlich und eine knorrig und bizarr gewachsene Sommerlinde am Seeufer nördlich der Badenburg, ferner eine solitär stehende Farnblättrige Buche an einer Weggabel südlich der Amalienburg, eine Hängebuche an der Schwanenbrücke und eine Stieleiche im Dörfchen. Die menschlichen Eingriffe in Form der Pflege der Rasenflächen, künstlicher Pflanzungen und der Entfernung von Totholz im Rahmen der Verkehrssicherungspflichten werden als von geringer Intensität eingestuft. Die Wiesenmahd wird als positiv für die Artenvielfalt bewertet.

## Verwaltung und Pflege des Parks

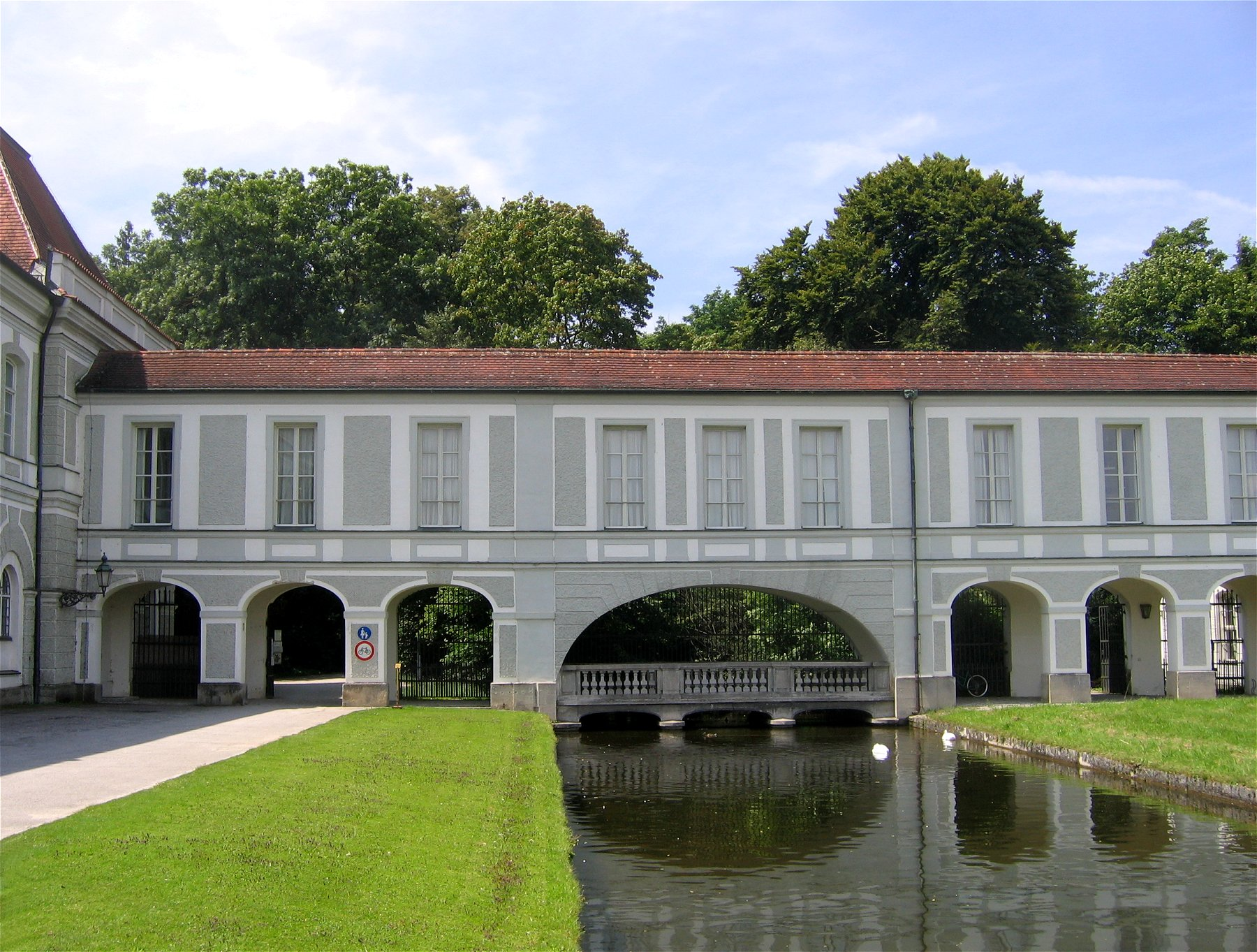
Eingang unter der südlichen Verbindungsgalerie in Richtung Amalienburger Garten

Der Nymphenburger Park wird von der Bayerischen Verwaltung der staatlichen Schlösser, Gärten und Seen betreut. Die Pflege des Parks steht im Spannungsfeld zwischen der Denkmalpflege des Gartenkunstwerks, dem Naturschutz, der Erholungsnutzung durch die Besucher und den Verkehrssicherungspflichten. Maßstab für die Pflege ist das Parkpflegewerk „Gartendenkmalpflegerische Zielstellung“, das in den Jahren 1989/1990 erarbeitet wurde. Es vergleicht die erhaltenen historischen Dokumente mit dem Ist-Zustand und entwickelt behutsame Maßnahmen, um das Erscheinungsbild des Parks dem Ursprung anzunähern. Diese werden mittel- und langfristig in kleinen Schritten umgesetzt.
Von 2006 bis 2012 entwickelte die Verwaltung zusammen mit der Bayerischen Landesanstalt für Wald und Forstwirtschaft ein Modellprojekt „Waldpflege als Gartendenkmalpflege und Biotoppflege“ anhand des Schlossparks Nymphenburg.
Wegen der Sensibilität der Besucher für Baumfällungen werden Eingriffe mit einem langen Planungshorizont von rund 30 Jahren schrittweise durchgeführt. Außerdem wurde ausprobiert, wie Besucher auf Informationsangebote zur Parkpflege und der Rechtfertigung von Eingriffen reagieren.

## Besucher
Der dem Hauptschloss vorgelagerte stadtseitige Garten und das Schlossrondell sind jederzeit zugänglich. Das Gartenparterre, der Amalienburger Garten und der Landschaftspark sind bei Tageslicht geöffnet, ausgenommen sind die Kabinettsgärten und die unmittelbare Umgebung von bewohnten Gebäuden.
Der Zugang für Fußgänger ist aus unterschiedlichen Richtungen möglich: Der Haupteingang befindet sich unter der nördlichen Verbindungsgalerie zwischen Mittelbau und Kronprinzenbau (Arkadendurchgang), Nebeneingänge sind unter der südlichen Verbindungsgalerie und an verschiedenen Stellen der Gartenmauer: von Süden zum Amalienburger Garten, ferner von Westen am Pasing-Nymphenburger Kanal und von Norden aus Richtung des Kapuzinerhölzls. Nach Norden besteht ein Durchgang zum Botanischen Garten. Fahrräder dürfen nicht in den Garten mitgenommen werden.
Die drei Parkschlösschen und die Einsiedelei können ebenso wie Teile des Hauptschlosses besichtigt werden. Die Häuser des Dörfchens, die Wirtschaftsgebäude der Parkburgen und die ehemalige Menagerie können nicht betreten werden.
Der Nördliche und der Südliche Kabinettsgarten sind der Öffentlichkeit nicht zugänglich. Die Statuen im Gartenparterre und an der Großen Kaskade können während der kalten Jahreszeit nicht betrachtet werden, da sie durch hölzerne Winterverkleidungen vor Frost geschützt werden.
Der Eintritt zum Schlosspark ist frei.

## Aufführungen im Schlosspark Nymphenburg
Im Gegensatz zum ständigen Regierungssitz Bayerns, der Stadtresidenz im Zentrum Münchens, waren die barocken Sommerresidenzen oder „Lustschlösser“ per definitionem eher Orte einer gehobenen Muße. In (garten)architektonisch repräsentativem Rahmen fanden hier von Anfang an Konzerte unter freiem Himmel statt sowie Opernaufführungen in sogenannten Heckentheatern.
Nach dem Ende der Monarchie griff das gehobene Bürgertum diese Tradition auf. Singspiele und Konzerte des Bayerischen Staatsorchesters und Staatsopernballetts bildeten hier einen festen Bestandteil der Münchner Kultur in den 1920er Jahren. Thematisch bestimmend dabei war das Zeitalter des Rokoko und der Charme des Schlossgartens. Bevorzugte Orte waren die Badenburg, das Parterre westlich des Schlosses und der Festsaal selbst.
Daran anknüpfend fand in den Jahren 1936 bis 1939 die spektakuläre „Nacht der Amazonen“ als abendliche Großveranstaltung des hochdotierten Pferderennens um „Das Braune Band von Deutschland“ statt. Unter dem Vorwand antiker Mythologie wurden dabei Nacktheit und Erotik in Szene gesetzt. Daneben wechselten performative Kunstformen mit Tableaux vivants und konzertanten Programmpunkten. In der großräumigen Szenerie des inneren Parterres traten unter den 2000 Akteuren auch hunderte von Mitgliedern der SS-Totenkopfstandarte Dachau auf.
Unmittelbar nach Ende des Zweiten Weltkriegs initiierte Tino Walz Konzerte vor der Amalienburg und die „Nymphenburger Sommerspiele“ im Festsaal des Schlosses. Nach Ende dieser Festspielreihe führt das Stadtjugendamt München mit der jährlichen „Serenade vor der Badenburg“ diese Tradition fort. Auch der „Nymphenburger Männerchor von 1861“ bildet mit seinen jährlichen Sommerserenaden vor der Amalienburg eine Konstante des bürgerlichen Kulturlebens im Schlosspark. Seit 1998 besitzt München mit dem Hubertussaal im Orangerietrakt des Schlosses einen weiteren Saal für Konzert und Kammeroper.

## Rezeption in Literatur und Film
Dem Regisseur Alain Resnais gelang es, mit Innenaufnahmen der Amalienburg und Parkansichten von Nymphenburg und Schleißheim in seinem Film Letztes Jahr in Marienbad (1961) Bildfolgen von elegischem Zauber zu schaffen.
Die Rahmenhandlung des satirischen Romans Der Ruinenbaumeister von Herbert Rosendorfer, Zürich 1969, spielt in den verschlungenen Waldwegen des Parks.

### Allgemeine Darstellungen
- Georg Dehio: Handbuch der Deutschen Kunstdenkmäler. Bayern IV, München und Umgebung. 3., aktualisierte Auflage. Deutscher Kunstverlag, München 2006, ISBN 3-422-03115-4. (Abschnitt München, Schloßanlage Nymphenburg)
- Doris Fuchsberger und Albrecht Vorherr: Schloss Nymphenburg unterm Hakenkreuz, Allitera Verlag München 2014, ISBN 978-3-86906-605-9.
- Doris Fuchsberger und Albrecht Vorherr: Schloss Nymphenburg: Bauwerke, Menschen, Geschichte, Allitera Verlag München 2015, ISBN 978-3-86906-749-0.
- Doris Fuchsberger: Nacht der Amazonen: Eine Münchner Festreihe zwischen NS-Propaganda und Tourismusattraktion, Allitera Verlag München 2017, ISBN 978-3-86906-855-8.
- Georg A. Gut: Schloss Nymphenburg: Die Vorgeschichte und die drei Durchblicke im Park. Gut Verlag, München 2004.
- Brigitte Langer (Bearb.): Nymphenburg: Schloss, Park und Burgen. Amtlicher Führer. Bayerische Verwaltung der staatlichen Schlösser und Seen, 3. Auflage der Neubearbeitung 2012. München 2020, ISBN 3-941637-66-5.
- Horst Lohmann (Verf.), Museumspädagogisches Zentrum (Hrsg.): Im Sommerschloß der Wittelsbacher: Nymphenburg, Schloß und Park; ein Arbeitsheft des MPZ. 7. Auflage. Museumspädagogisches Zentrum, München 1987.
- Bernhard Römmelt: Der Nymphenburger Park. Buchendorfer Verlag, München 2001, ISBN 3-934036-61-9.
- Stefan Schweizer: „Unserer Weltanschauung sichtbaren Ausdruck geben“. Nationalsozialistische Geschichtsbilder in historischen Festzügen zum „Tag der Deutschen Kunst“. Wallstein, Göttingen 2007, ISBN 978-3-8353-0107-8.
- Helga Voigt: Bei den Wittelsbachern zu Hause: Schloss Nymphenburg und sein Park. In: Stattreisen München e. V. (Hrsg.): Spaziergänge in die Vergangenheit Münchens. 1. Auflage. Ars-vivendi-Verlag, Cadolzburg 2004, ISBN 3-89716-497-3, S. 26–34.

### Park
- Utta Bach: Die Gartenkultur am Münchner Hof unter Kurfürst Max Emanuel 1679 – 1726, München, 2007, ISBN 978-3-8316-0771-6
- Michael Eckert: Physik im Schlosspark – Der Lustgarten als Schauplatz neuer Technik. Schloss Nymphenburg, Versailles, Sanssouci. 2020, ISBN 978-3-96233-114-6.
- Thomas Grüner: Nymphenburger Schlosspark – Tiere und Pflanzen – Spaziergänge zu allen Jahreszeiten. MünchenVerlag, München 2017, ISBN 978-3-7630-4043-8
- Volker Hannwacker: Friedrich Ludwig von Sckell. Der Begründer des Landschaftsgartens in Deutschland. Deutsche Verlagsanstalt, Stuttgart 1992, ISBN 3-421-03012-X, S. 80–93.
- Rainer Herzog: Friedrich Ludwig von Sckell und Nymphenburg. Bayerische Schlösserverwaltung, München 2003, ISBN 3-932982-52-5.
- Ellis Kaut, Kurt Preis: Der Nymphenburger Park. Nymphenburger Verlagsbuchhandlung, München 1987, ISBN 3-485-01878-3.
- Hans F. Nöhbauer, Joachim Kraus (Texte), Bernhard Römmelt (Fotos): Ein Naturparadies in der Stadt: Der Nymphenburger Park. Buchendorfer Verlag, München 2001, ISBN 3-934036-61-9. (Bildband)
- Carl August Sckell: Das königliche Lustschloß Nymphenburg und seine Gartenanlagen. München 1837/40. (Historischer Parkführer)
- Reinhard Mößmer: Restaurierung der Baumgehölze im Schlosspark Nymphenburg. In: LWF Wissen Nr. 68, "Schlosspark Nymphenburg – Waldpflege als Denkmalpflege und Biotopschutz", Freising, 2012, ISSN 0945-8131

### Parkarchitekturen und skulpturaler Schmuck
- August Alckens: Die Plastiken im Schlosspark Nymphenburg. Kieser, Augsburg 1938. (Die Kunst in München; 1.)
- Gesche von Deessen: Die Badenburg im Park von Nymphenburg. tuduv-Verlag, München 1986, ISBN 3-88073-199-3. (Schriften aus dem Institut für Kunstgeschichte der Universität München, Band 9)
- Dietrich v. Frank: Joseph Effners Pagodenburg: Studien zu einer ‚maison de plaisance‘. tuduv-Verlagsgesellschaft, München 1985, ISBN 3-88073-175-6. (Schriften aus dem Institut für Kunstgeschichte der Universität München, Band 2)
- Ulrika Kiby: Die Exotismen des Kurfürsten Max Emanuel in Nymphenburg. Eine kunst- und kulturhistorische Studie zum Phänomen von Chinoiserie und Orientalismus im Bayern und Europa des 16. bis 18. Jahrhunderts. Seine politische Relevanz. Olms, Hildesheim 1990, ISBN 3-487-09097-X.
- Werner Meyer: Das Parkschlößchen: Beispiel: die Pagodenburg im Nymphenburger Park (1717–1719). In: Burgen, Schlösser und Festungen in Deutschland und Europa. Würzburg, 2/2002, S. 105–107.
- Kai-Uwe Nielsen: Die Magdalenenklause im Schlosspark zu Nymphenburg. tuduv-Verlagsgesellschaft, München 1990, ISBN 3-88073-374-0. (Schriften aus dem Institut für Kunstgeschichte der Universität München, Band 53)
- Norbert Nordmann: Im Neuen garttl hinter dem orangery gepäu, Zur Geschichte der Citrus und ihrer Überwinterung im Schloss Nymphenburg, in: Burgen und Schlösser. Zeitschrift für Burgenforschung und Denkmalpflege, 1, 2012, S. 22–31.
- Hermann Sand: Die Pagodenburg. Breu & Schneider, München 2003. (Neuhauser, Nymphenburger Hefte; 27)
- Uta Schedler: Die Statuenzyklen in den Schloßgärten von Schönbrunn und Nymphenburg, Architekturrezeption nach Stichvorlagen. Olms, Hildesheim / Zürich / New York 1985, ISBN 3-487-07694-2. (Studien zur Kunstgeschichte, 27)
- Peter Volk: Guillielmus de Grof (1676–1742). Studien zur Plastik am Kurbayrischen Hof im 18. Jahrhundert. Dissertation, Frankfurt am Main 1966.